# Storia dell'urbanistica e architettura di Vicenza

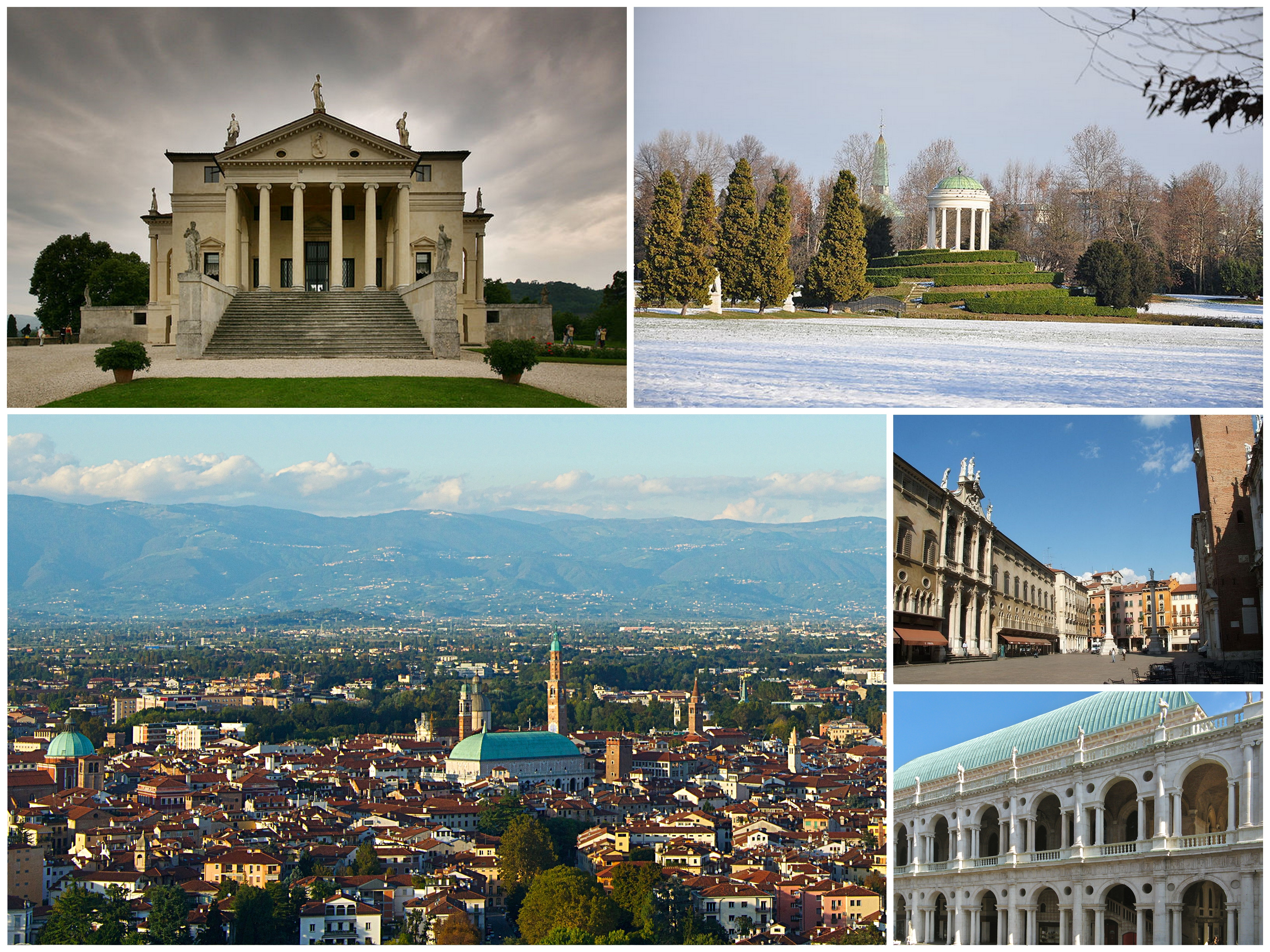
Vicenza, città d'arte e di storia

- chiesa, oratorio, monastero, convento o altro
- mura, porta, castello o fortificazione
- architetto o urbanista che ha operato a Vicenza
- palazzo o edificio storico

La città di Vicenza è ricca di palazzi e di edifici pubblici - oltre che, naturalmente, di edifici religiosi - costruiti in epoche diverse, soprattutto nei quattro secoli in cui la città è stata soggetta alla Repubblica di Venezia.
L'analisi dello sviluppo urbanistico e degli edifici di Vicenza fornisce utili indicazioni per la conoscenza:
- dei vincoli politici e del senso di appartenenza di una città che non è mai stata capitale di una signoria o di uno Stato: le mura, le porte e il rapporto della città con il contado, gli edifici del potere civile e religioso ricchi di valori simbolici
- della struttura sociale della comunità cittadina come si è modificata nel tempo: le differenze architettoniche, la posizione rispetto al centro e l'ampiezza delle strade, la dislocazione dei mercati, la struttura dei quartieri più poveri e l'addensamento degli edifici religiosi che contrassegnavano l'importanza e il prestigio delle classi sociali
- dell'evoluzione degli aspetti artistici, determinata dal gusto e dalle disponibilità finanziarie dei committenti, dall'emergere di artisti locali il più noto dei quali è l'architetto Andrea Palladio, dalle influenze esterne alla città.

Urbanistica e architettura rappresentano quindi una fonte importante per comprendere la storia della città.

## Epoca romana

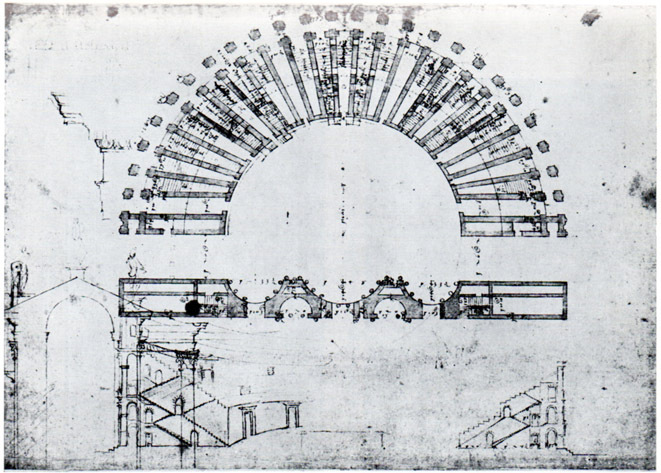
Pianta del teatro romano in Borgo Berga. Rilievo di Andrea Palladio.

Il primo insediamento sul piccolo gruppo di alture - formato da detriti alluvionali - che emergeva dalla pianura acquitrinosa alla confluenza dei fiumi Astico (ora Bacchiglione) e Retrone - ebbe origine nel VI secolo a.C. ad opera dei Veneti. Sicuramente il suo sviluppo fu influenzato dalla costruzione, nel 148 a.C., della via Postumia che favoriva i traffici e il rapido transito delle legioni.
Alla seconda metà del primo secolo a.C., quando Vicetia divenne municipium romano optimo iure, cioè con pienezza di diritti civili e politici, risale la ristrutturazione dell'abitato secondo il caratteristico tracciato urbanistico romano ad assi relativamente ortogonali - quel tracciato ancora riconoscibile nella città moderna - così come la sostituzione di abitazioni in legno con costruzioni in pietra o laterizio e l'edificazione delle prime mura, fatto ormai provato dai ritrovamenti in occasione di ripetuti scavi, dagli anni cinquanta del Novecento, nelle contrade Mure Porta Castello, Mure Pallamaio e Canove vecchie.
Tali mura furono erette, come avvenne per altre città consimili, per delimitare lo spazio urbano da quello rurale e conferire prestigio al nuovo status di città romana, in un tempo in cui tutta la regione era pacificata e apparentemente non erano necessarie. In assenza di reperti significativi, si presume che le mura fossero costruite solo parzialmente, in particolare a ovest della città, che invece negli altri lati era naturalmente difesa dai fiumi, l'Astico (ora Bacchiglione) e il Retrone, valicati da due ponti - descritti e disegnati anche da Palladio - che corrispondevano agli attuali ponte degli Angeli e di San Paolo.
L'estensione dell'insediamento romano era piuttosto modesta e corrispondeva all'attuale centro storico in senso stretto: a ovest, iniziava presso l'odierna porta Castello; a nord presso l'incrocio delle contrade Porti-Apolloni-Pedemuro San Biagio; a est, all'inizio di corso Palladio muovendo da piazza Matteotti; a sud, là dove si incontrano le contrade della Pescheria e di San Paolo.

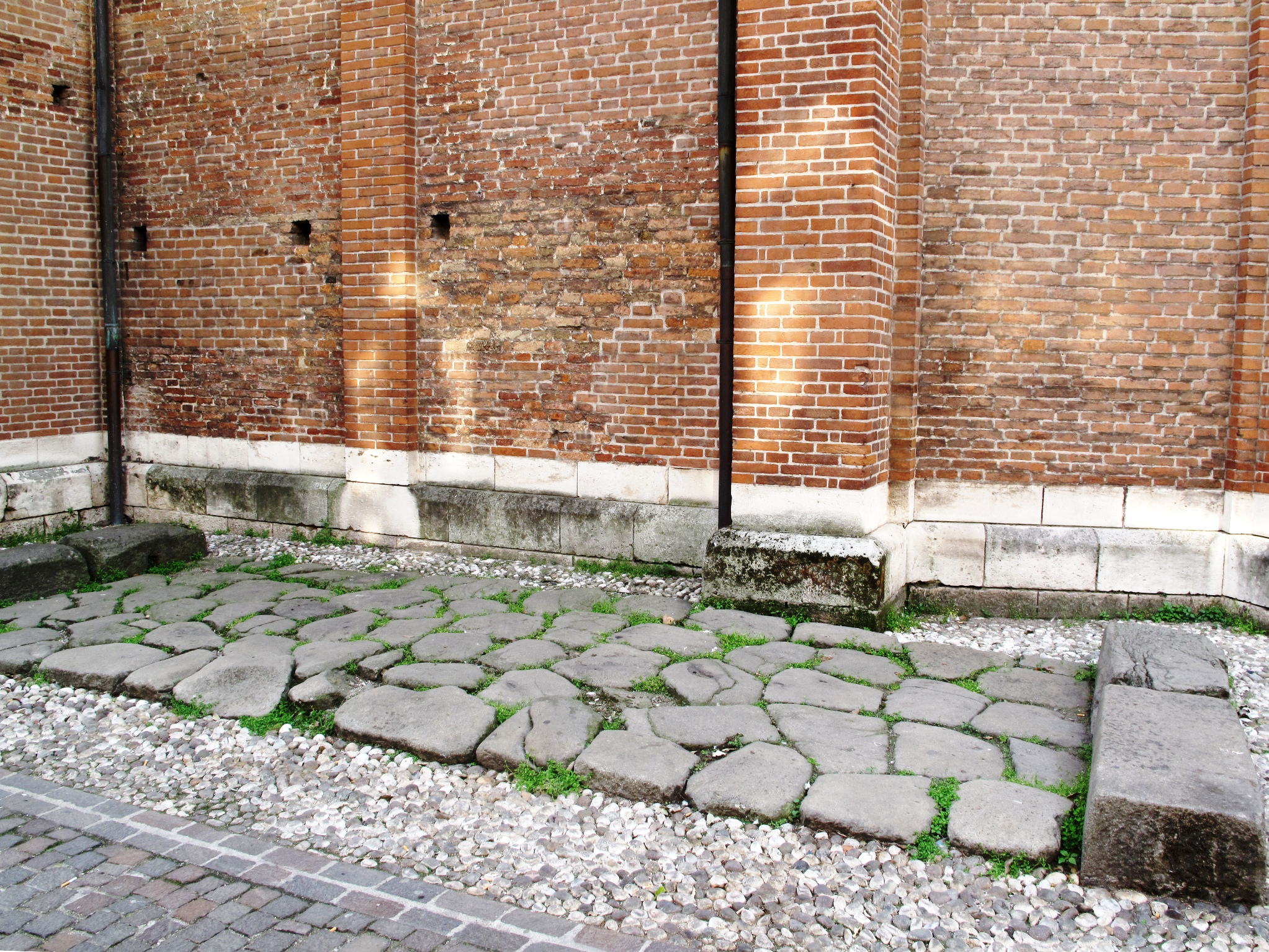
Tratto di strada romana (uno dei cardini minori) rinvenuto in corso Fogazzaro. Lastricato in basoli poligonali di trachite, con tracce del transito di carri.

L'impianto urbanistico delle città romane si basava su un fascio di strade parallele con orientamento est-ovest, i decumani, che si intersecavano in senso ortogonale con un fascio di altre, i cardines, ad orientamento nord-sud. La ristrutturazione urbanistica di Vicenza, avvenuta a metà del I secolo a.C., dovette tener conto dell'assetto preesistente, per cui questo schema fu adattato e subì delle variazioni: le intersezioni tra decumani e cardines non furono infatti tracciate in senso ortogonale ma obliquo.
Al centro delle strade principali il decumanus maximus - che corrispondeva grosso modo all'attuale corso Palladio - costituiva il tratto cittadino della via Postumia che ad est, dopo aver superato l'Astico con un ponte, continuava verso Aquileia, mentre a ovest, passata la porta della cinta muraria in seguito chiamata Porta Feliciana e poi Porta Castello, continuava verso Verona. Era abbastanza ampio da permettere il doppio senso di circolazione dei carri.
Più controverso è quale fosse il cardo maximus, generalmente individuato nella via che, superato l'attuale Ponte San Paolo, passa sotto la Basilica Palladiana, prosegue per contrà del Monte e contrà Porti e poi continuava verso nord, costeggiando il bordo occidentale del lacus Postierlae formato dal fiume Astico. Altri ritengono che il cardo maximus fosse piuttosto quello che, salendo dalle attuali contrà Cordenons e Cesare Battisti, percorreva corso Fogazzaro e poi continuava, fuori città, verso le montagne.
Vicino all'intersecazione delle due strade principali – sotto Palazzo Trissino Baston e la parte occidentale di Piazza dei Signori – è stata ritrovata una parte della pavimentazione del Foro, centro multifunzionale della vita cittadina che, secondo il modello romano, era dotato di strutture monumentali. Presentava un orientamento nord-sud: un'area sacra più rialzata, con i templi, a nord del decumano e un'area più abbassata, lastricata a grosse pietre rettangolari ancora visibili sotto il palazzo, a sud della strada destinata alla politica e ai commerci; concludeva il Foro una basilica civile, sul luogo in cui fu poi costruito il Palatium vetus e più tardi la Basilica attuale - proprio per questo motivo così denominata da Palladio.
Sotto la cattedrale sono conservati e visibili i resti di domus decorate e di strade romane e al lato sud di piazza del Duomo, in ottimo stato di conservazione, il Criptoportico romano, parte di una domus patrizia nel periodo imperiale. Si ritiene che in città vi fossero anche altri criptoportici - creati per livellare il terreno formato da dossi naturali oltre che per contenere il terrazzamento dei giardini - e le terme, di cui resta qualche lacerto in contrà Pescherie vecchie.
Dalla località Villaraspa (Motta di Costabissara) partiva l'acquedotto che, passando per la località Lobia, posta 3 km a nord del centro storico, dove sussistono tuttora resti degli archi di sostegno, e transitando per gli attuali viale Ferrarin, via Brotton e corso Fogazzaro, portava in città l'acqua delle risorgive per terminare nel castellum aquae, cioè nel serbatoio presso Mure San Lorenzo.

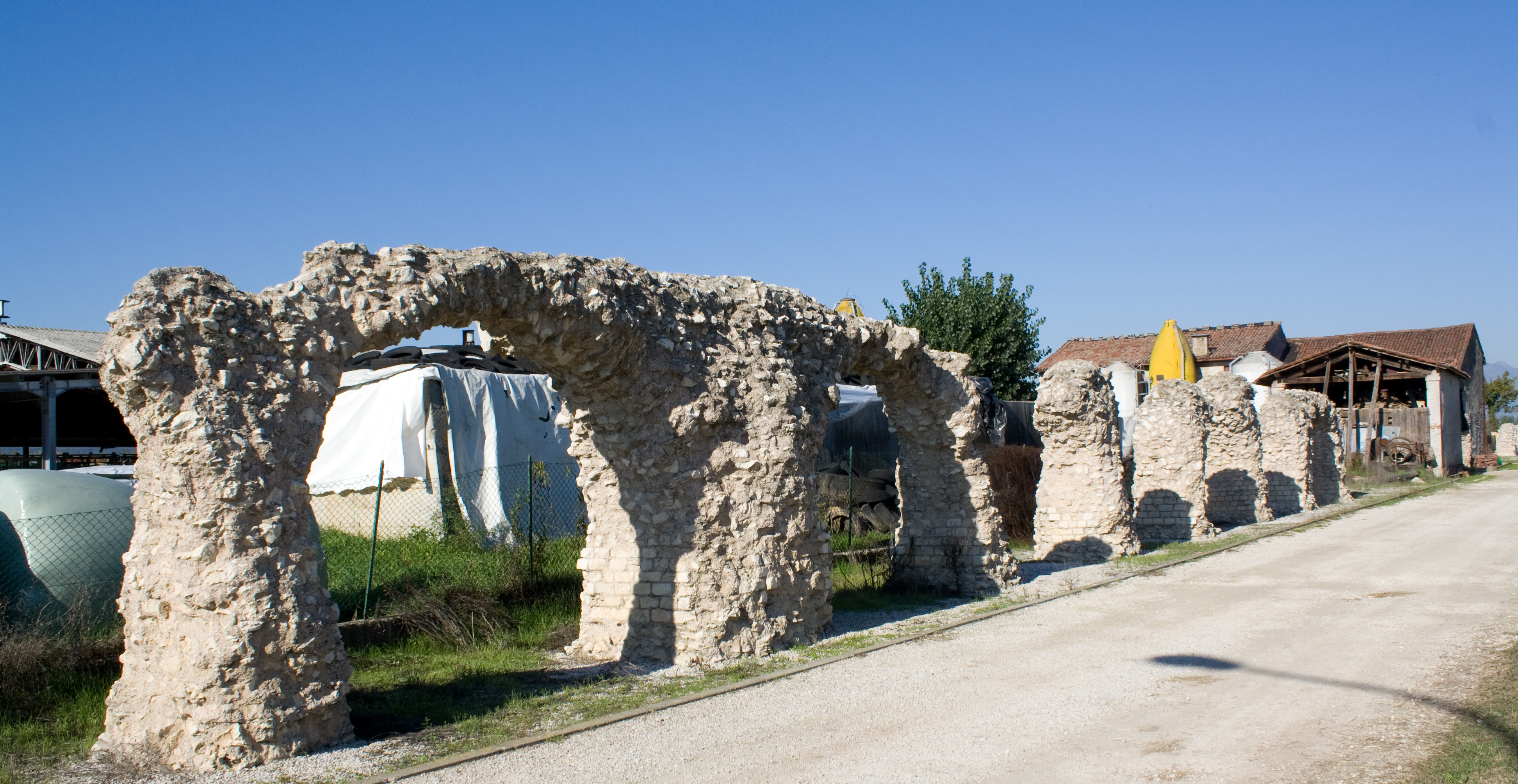
I resti dell'acquedotto romano in località Lobia.

Nel I secolo d.C. Vicenza aveva acquisito una certa importanza, tanto da demolire in parte le mura per consentire lo sviluppo della città e costruire il Teatro Berga, in cui si svolgevano i ludi scenici e di cui si possono ancora vedere l'esatto perimetro e la configurazione con le 24 arcate, posto nel sobborgo periferico di Berga e collegato al centro da un ponte sul Retrone, al punto di confluenza delle strade che giungevano da sud-est (da Costozza e Longare) e da sud-ovest (da Lonigo e Sant'Agostino), costeggiando le pendici dei Colli Berici, per consentire un migliore afflusso degli spettatori. Dietro il palcoscenico, sul lato nord, era costruito un vasto quadriportico che arrivava sino al fiume, nel quale potevano intrattenersi gli spettatori.
Un'ampia zona a sud-ovest della città, corrispondente agli attuali Campo Marzo e borgo San Felice, era destinata fin dall'epoca preromana alle tumulazioni (diversi reperti si trovano al museo naturalistico archeologico della città). Testimonianze significative del culto cristiano in epoca tardo antica si trovano nella Basilica dei Santi Felice e Fortunato, sotto forma di mosaici e di iscrizioni del tempo.
Nell'insieme, il tracciato urbanistico, i servizi urbani (acquedotto, ponti, fognature) e i reperti archeologici relativi agli edifici di quest'epoca mostrano un totale adeguamento del primo insediamento veneto alla cultura romana.

## Medioevo

### L'aspetto urbano nell'Alto Medioevo

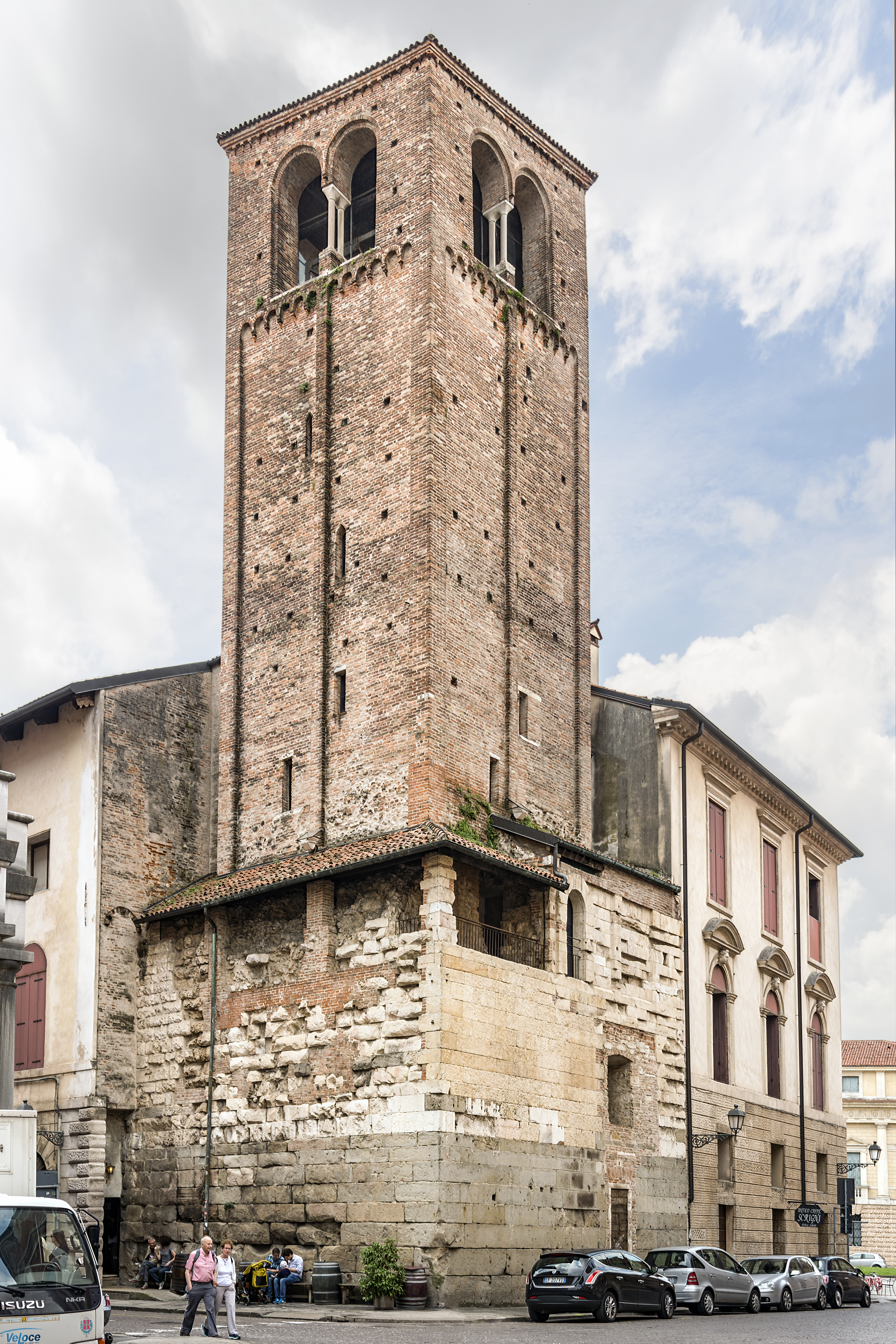
Campanile medievale della Cattedrale di Vicenza. Il basamento è parte di una fortificazione del X secolo e la sopraelevazione è del XII secolo.

È improbabile che, durante i periodi di sovranità ostrogota, longobarda e franca -  cioè dal V al IX secolo, Vicenza si sia allontanata dagli schemi e dai limiti della città romana. Di certo vi rimasero gli elementi determinanti della “maglia urbana”, l'“impronta indelebile” della romanità, ribadita dalle ultime, più accreditate indagini archeologiche.
(Jacques Le Goff, 1981)
La diminuzione della popolazione urbana condusse all'abbandono di molti edifici, senza che vi fosse poi bisogno di liberare gli spazi dalle macerie per utilizzarle in nuove costruzioni; aumentarono gli spazi incolti all'interno, paludosi e boschivi all'esterno della città; all'opposto della città precedente di estrazione greco-romana, quella medievale era dimora non solo dei vivi, bensì, in stretta vicinanza, dei vivi e dei loro morti: sepolti sotto i pavimenti delle chiese o lungo le navate o raccolti più semplicemente nelle zone adiacenti ai luoghi di culto.

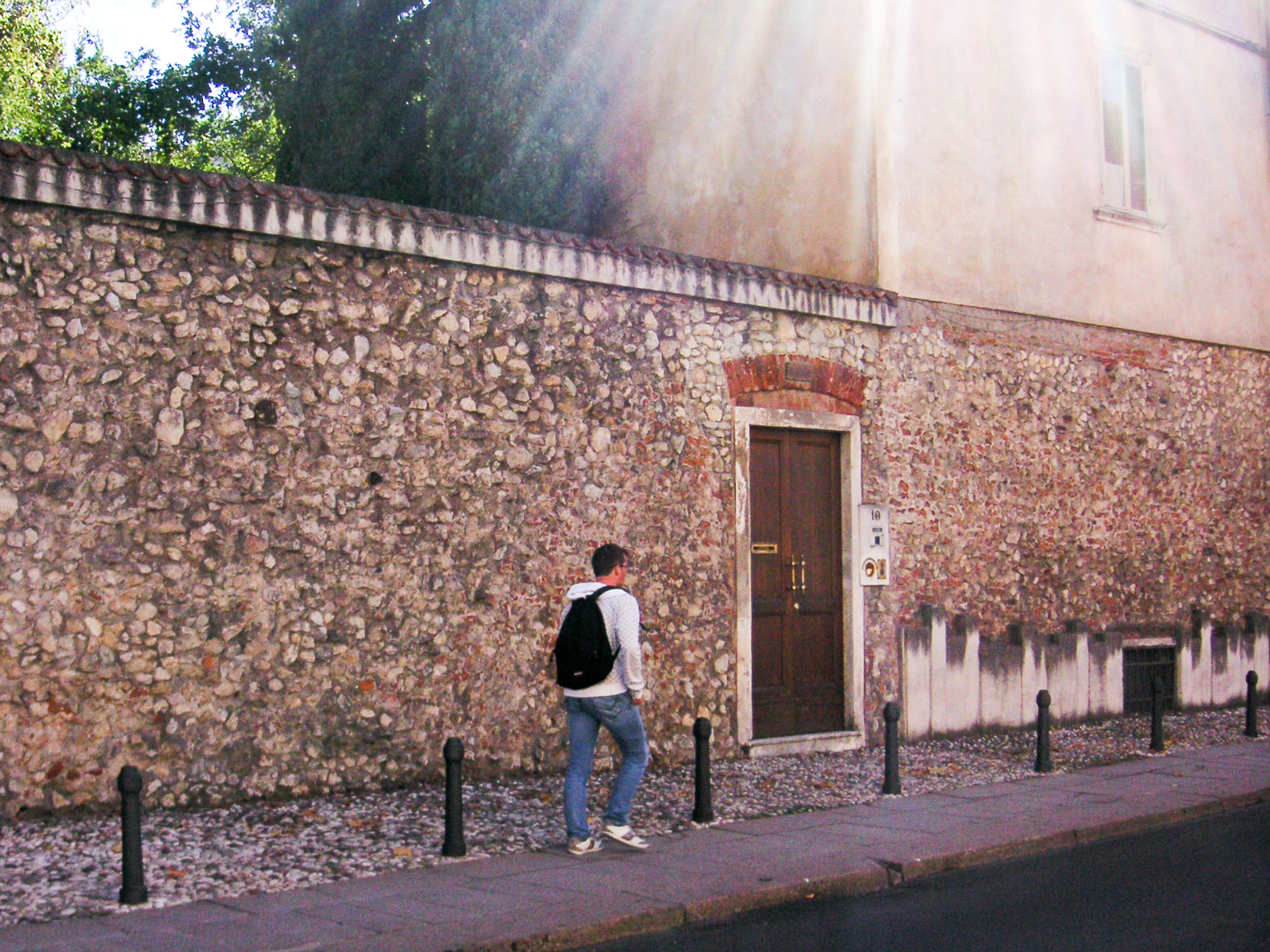
Mura altomedievali in contrà Porton del Luzo.

Nel X secolo, in seguito alle scorrerie degli Ungari, iniziò la costruzione di strutture difensive che caratterizzarono fortemente l'aspetto della città: una cerchia di mura, iniziata plausibilmente sulle basi e sul tracciato delle precedenti romane e proseguita fino a tutto il secolo XIII, infine completata, per racchiudere anche i nuovi borghi, nel XIV e XV secolo.
Con riferimento ad alcuni studi, in particolare quelli dello storico francese Jacques Le Goff, lo studioso vicentino Franco Barbieri insiste sul significato simbolico riassunto nelle mura e nell'aspetto circolare della città medievale. Anche a Vicenza si affermò la tipica tendenza "radiocentrica" medievale, che racchiudeva la città in un perimetro circolare, entro termini pressoché equidistanti da un punto intermedio tra la cattedrale e la sede del potere comunale.
Erano forse presenti influenze etniche: gli accampamenti delle popolazioni germaniche erano rotondi, una disposizione funzionale a un ordinamento gerarchico. Ben più forti erano le ragioni politiche, ideologiche e religiose, che producevano un marcato simbolismo. La città, dimora degli uomini, piccolo microcosmo, aspirava a farsi simile alla perfezione dell'universo che, stando alla concezione aristotelico-tolemaica, era organizzato in cerchi concentrici. La città terrena doveva corrispondere all'immagine del suo prototipo ideale, la Gerusalemme celeste che nella tradizione iconografica veniva rappresentata chiusa in un cerchio perfetto attorno al tempio di Salomone. Il circuito rafforzava la sacralità della città e del potere che in essa risiedeva.
Nell'Apocalisse, dodici angeli appaiono a presidio delle porte della Città santa: e gli Statuti di Vicenza del 1264 intimavano di far eseguire al più presto, sulle porte civiche, affreschi in onore della Vergine, dell'apostolo Pietro, dell'arcangelo Michele, dei santi Cristoforo, Felice e Fortunato. Le porte, consacrate, costituivano non solo il necessario veicolo all'osmosi tra la città e il suo territorio, ma rimarcavano il divario nettissimo tra l'interno, regno dell'ordine tutelato dalla fede, e il disordine esterno: fuori si apriva la natura, la non-città. Già Aristotele, nel settimo capitolo della Politica, raccomandava alla città "le mura non solo perché necessarie, o quanto meno utili alla difesa, ma perché possono esservi d'ornamento e di definizione dello spazio identitario, significativo dal punto di vista sia tecnologico sia artistico".
La città medievale ci appare quindi organismo funzionale, ma anche immagine allegorica di un mondo trascendente. Scomparsa - all'infuori di alcune chiese, conventi e palazzi comunali - pressoché ogni importante testimonianza della facies interna della città, oggi le mura, o ciò che di esse rimane, rappresentano uno dei documenti privilegiati per la conoscenza del Medioevo in questo territorio.
D'altra parte, eccezione fatta per la torre-campanile della cattedrale e qualche breve tratto di mura, del periodo altomedievale quasi nulla resta nell'attuale aspetto urbano della città.

### La città turrita del XIII secolo

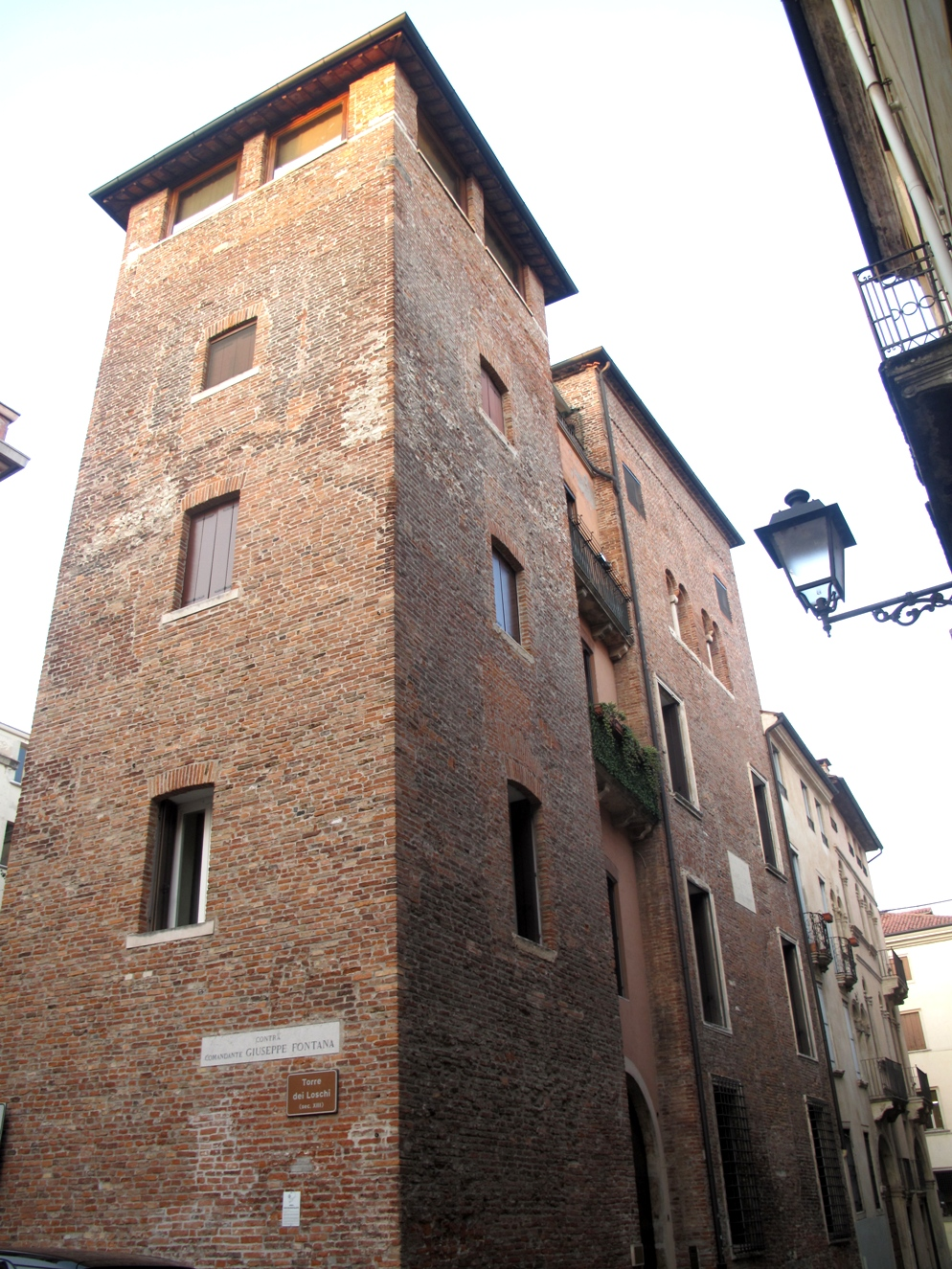
Torri dei Loschi, in contrà Sant'Antonio, probabilmente della fine dell'XI secolo. Secondo la tradizione furono risparmiate da Federico II nel sacco di Vicenza del 1236, perché vicine alla cattedrale.

L'arrivo in città delle famiglie feudali ne cambiò l'aspetto, arricchendola di edifici privati e pubblici. Secondo il cronista Giambattista Pagliarino che scrive qualche secolo più tardi, le torri sarebbero state più di cento. Può trattarsi di un'esagerazione, ma è documentato che il podestà Guglielmo di Pusterla nel 1208 dovette emanare un praeceptum, una sorta di regolamento edilizio, per dare ordine al moltiplicarsi di edifici e di mura e all'occupazione delle aree pubbliche.
Nel Duecento la struttura urbanistica della città era simile a quella di altre città venete. 
Al centro dell'insediamento più antico – vicino a dove si presume fosse il foro romano – il Palatium vetus, prima sede del Comune che si era costituito verso la seconda metà del XII secolo e che comprendeva la cappella dedicata a San Vincenzo, il Salone dei Quattrocento sostenuto da archivolti sotto il quale passava l'antico cardo maximus e dove si riuniva il Consiglio di Credenza e, più ad est, il Palazzo del Podestà, affiancato a nord dalla Torre dei Bissari e a sud da quella del Tormento, rappresentavano la sede del potere pubblico.
Tutt'intorno le piazze dei mercati di vendita al minuto: la piazza delle Biave, cioè del foraggio e delle sementi, la piazza del Vino (corrispondente allo spazio di fronte all'attuale Chiesa dei Servi), la piazza delle Erbe, le Pescherie vecchie e quelle Nuove, contrà Muscheria dove si vendevano guanti e oggetti in pelle e le strade occupate dalle professioni giuridiche, come i Nodari (notai), e finanziarie come la contrà dei Giudei (attuale contrà Cavour). Piazze e palazzi pubblici erano circondati dallo spesso muro del Peronio, le cui porte venivano chiuse al tramonto.

#### L'architettura religiosa del XIII secolo
A poca distanza dall'area riservata ai poteri pubblici si trovava la cittadella, ancora in parte fortificata, degli edifici religiosi: la cattedrale, il palazzo del vescovo e le abitazioni dei canonici.
L'XI secolo - dopo il devastante terremoto del 1117 - e la prima metà del Duecento sono anche l'epoca in cui vennero ristrutturate in forme romaniche alcune importanti chiese cittadine - la stessa cattedrale - e monastiche costruite al limite della città: la basilica dei Santi Felice e Fortunato, la chiesa di San Silvestro, quella di San Bartolomeo.
Nella seconda metà del secolo, conclusa la tirannia di Ezzelino III da Romano, a Vicenza si diffusero rapidamente gli Ordini mendicanti, ciascuno dei quali costruì la propria grande chiesa in uno dei settori della città, all'interno della cinta murata, presso una delle porte aperte nelle mura, spostando nei quartieri la vita religiosa della città e modificando così, almeno in parte, l'impostazione rigidamente centralizzata dell'abitato. Risalgono a quel tempo la chiesa di Santa Corona, quella chiesa dedicata a San Michele, la grande chiesa di San Lorenzo e quella di San Giacomo Maggiore (Carmini).
Tutte queste chiese furono edificate nelle forme del gotico lombardo - un compromesso tra romanico e gotico, senza eccessivi slanci in altezza, con il mantenimento della facciata a capanna e delle masse murarie - secondo l'impostazione cistercense: pianta a croce latina, con tre navate terminanti in absidi rettangolari.

### XIV secolo: lo sviluppo della città e l'ampliamento delle mura

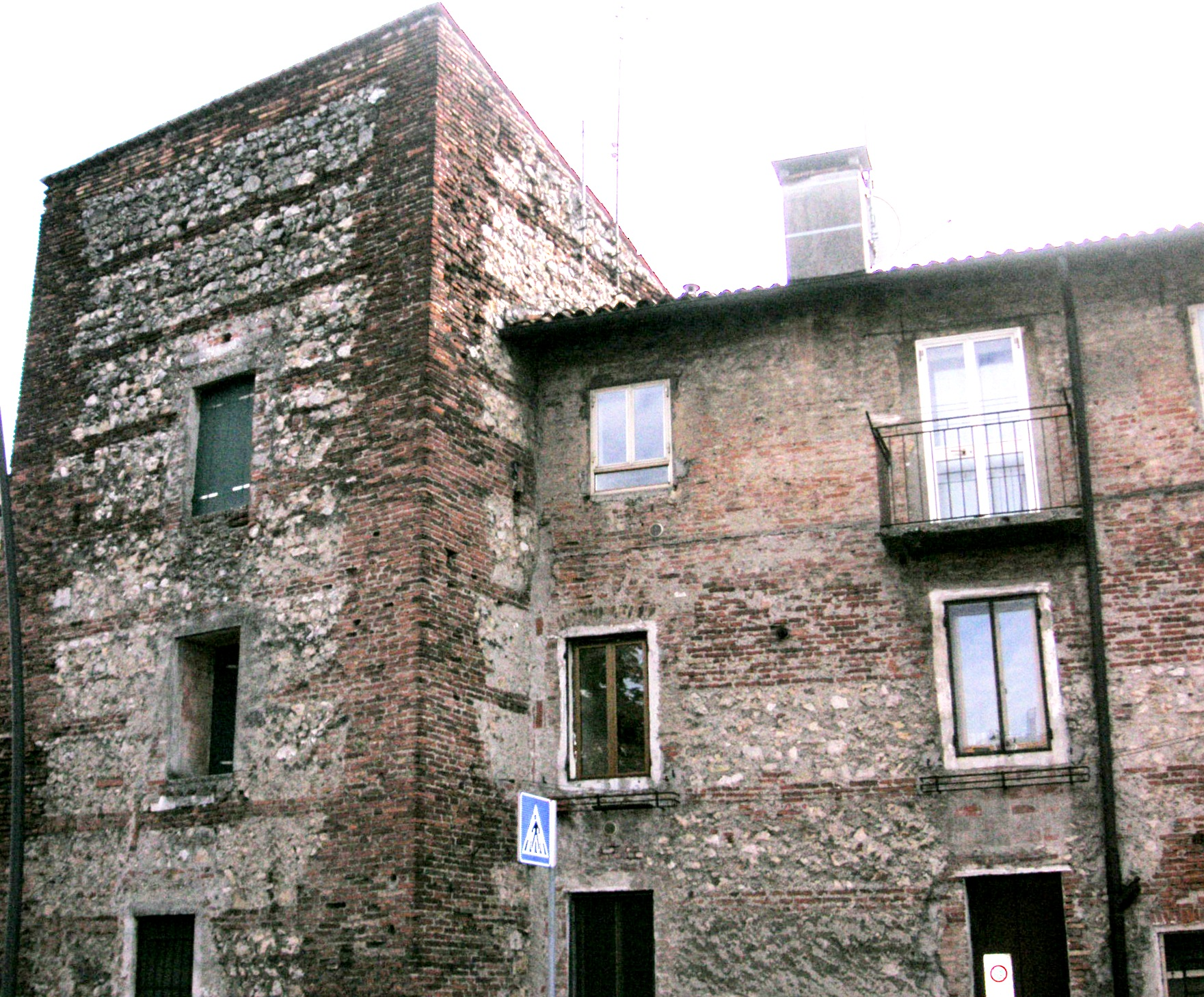
Case costruite nelle mura scaligere in Borgo Santa Lucia.

Sotto la signoria scaligera la città si arricchì e si espanse. Nel corso dei primi tre secoli del secondo millennio - come del resto in tutta Europa - il numero degli abitanti era aumentato notevolmente e si erano creati nuovi insediamenti al di fuori dell'antica cinta muraria altomedioevale di cui, a partire dal 1365, Cansignorio della Scala dispose l'ampliamento, sia a est che a ovest del centro storico; la nuova cinta era infatti necessaria per dotare di adeguate difese la città, in un momento in cui la signoria si trovava in difficoltà e si incominciavano ad usare le più potenti armi da fuoco.
Il borgo orientale al di là del Bacchiglione, cresciuto intorno al monastero di San Pietro e già densamente abitato, fu racchiuso dal nuovo tratto in cui si aprivano le porte di Santa Lucia, di Padova e di Camarzo - posta alla fine di contrà San Pietro e successivamente chiusa – che consentivano l'accesso alle strade provenienti rispettivamente da Treviso, Padova e Casale per confluire al ponte (ora degli Angeli), dall'epoca romana unico passaggio disponibile per valicare il fiume.

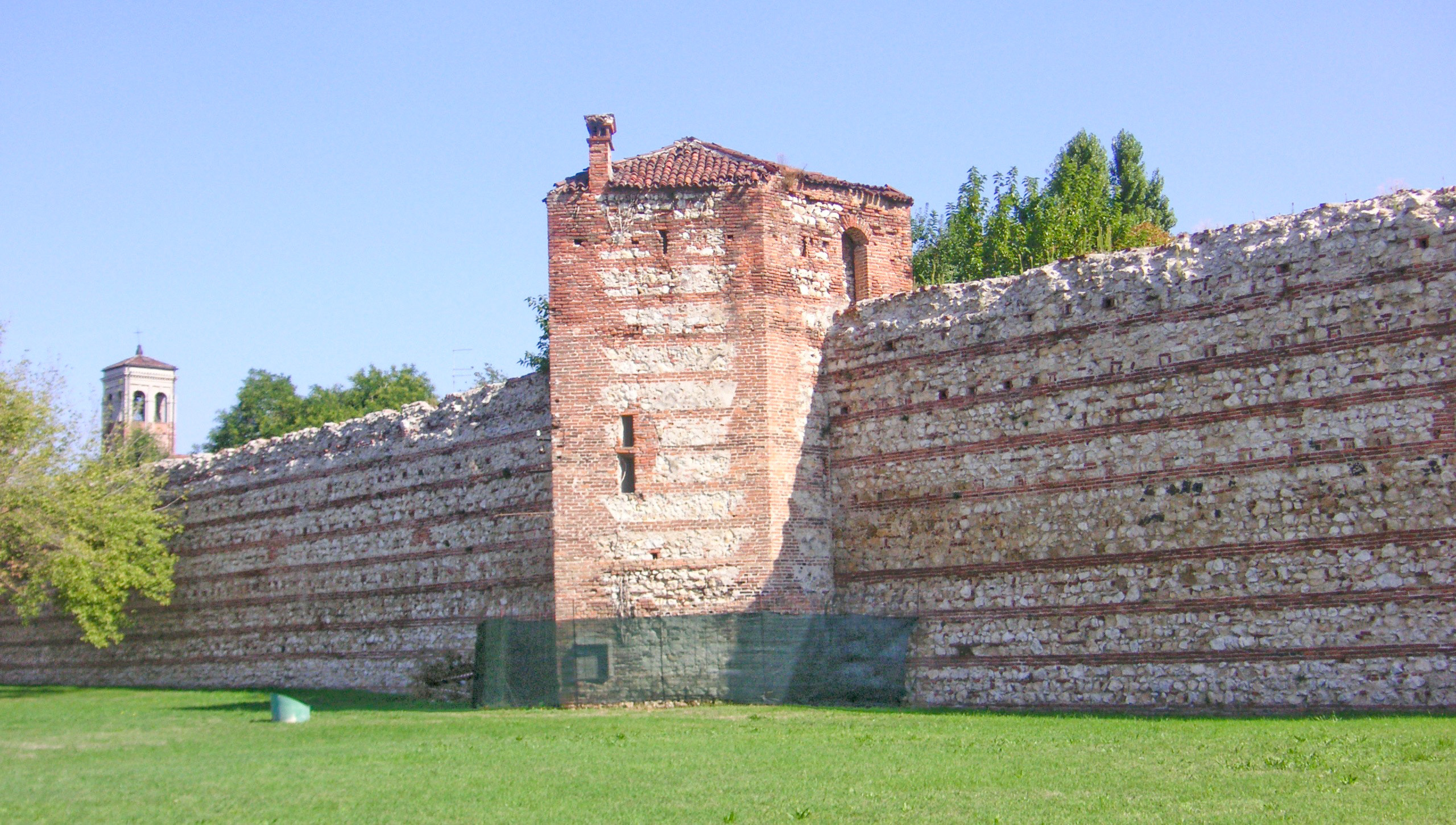
Le mura scaligere in viale Mazzini.

A ovest, invece, la nuova cinta si inserì nella struttura fortificata di porta Castello per dirigersi verso nord, creare l'avamposto della Rocchetta, aprirsi nelle porte Nuova e di Santa Croce, per poi seguire il corso del Bacchiglione e innestarsi nuovamente nei pressi del ponte Pusterla. Il nuovo tratto racchiudeva così un'area non ancora abitata - a parte il borgo di Porta Nuova - che, per volontà di Antonio della Scala, fu dotata di un tracciato viario ad assi ortogonali, con isolati regolari di notevoli dimensioni. Quest'area rimase però per molto tempo secondaria rispetto al centro storico della città; nel corso del XVI e XVII secolo in essa aumentarono gli insediamenti, in genere però formati da conventi e istituti assistenziali.
La costruzione delle mura, che comportò alcune modifiche al percorso del Bacchiglione e della roggia Seriola per costituire i fossati di completamento, rispettò l'integrità della vecchia cinta. Questo fatto mantenne integra l'identità del nucleo storico cittadino, al punto che le nuove inclusioni furono ancora sempre chiamate, dagli storici locali come nel linguaggio corrente, i borghi della città.

## Età moderna

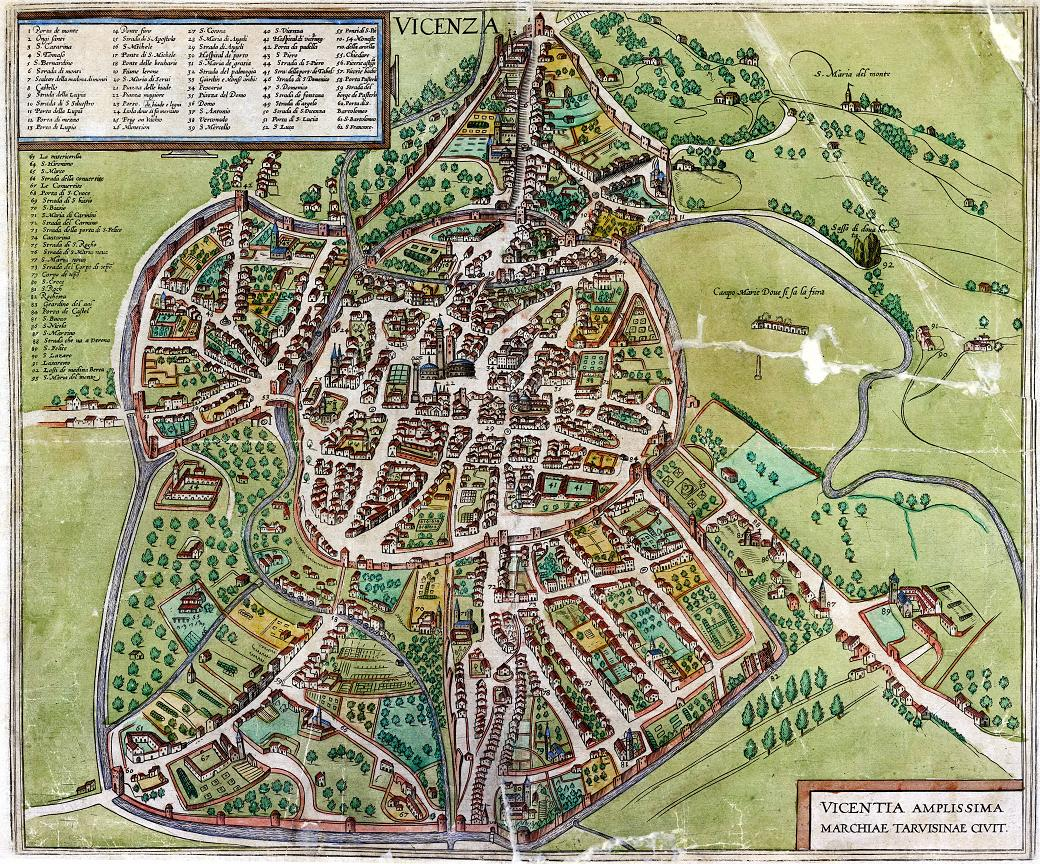
Vicenza amplissima, in [Georgius Braun, Simon Nouellanus, Franciscus Hogenbergius], Liber quartus Ciuitates orbis terrarum, Colonia, 1588. Vicenza, Biblioteca Civica Bertoliana.

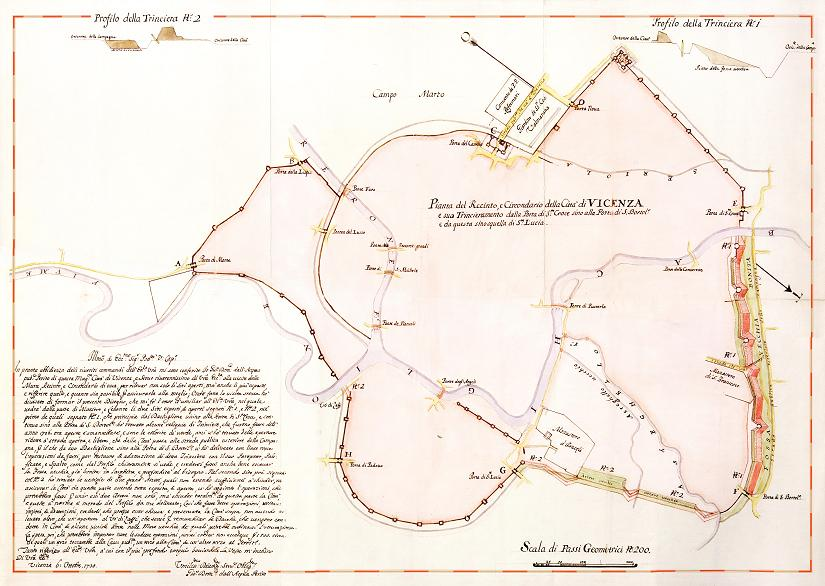
Giandomenico Dall'Acqua, Mura della città di Vicenza, XVII secolo. Vicenza, Biblioteca Civica Bertoliana.

Si tratta di un arco di tempo - in cui Vicenza fu capoluogo di un contado appartenente ai Domini di Terraferma della Serenissima - particolarmente fecondo per l'architettura vicentina, in cui si susseguirono momenti distinti - anche se non nettamente divisi - ciascuno dei quali caratterizzato da aspetti di tipo politico, religioso, culturale e artistico:
- 1450-1580: è il periodo della costruzione dei primi grandi palazzi nobiliari in stile gotico fiorito veneziano, a indicare la piena adesione alla Dominante
- 1480-1530: ad opere di artisti provenienti da altre parti dell'Italia centro-settentrionale, a Vicenza si afferma rapidamente un gusto nuovo ed è la Rinascenza
- 1540-1580: il momento in cui - sancita ormai definitivamente la sottomissione di Vicenza alla Dominante - l'aristocrazia cittadina esprime le proprie aspirazioni frustrate all'autonomia con la richiesta di simboli e riconoscimenti di nobiltà e potenza. Andrea Palladio le interpreta con un'architettura che si richiama ai fasti imperiali si traduce in edifici pubblici, palazzi monumentali e ville signorili
- 1575-1640: in un periodo di declino demografico ed economico della città, gli architetti del tempo - dallo Scamozzi al Pizzocaro - interpretano questa tendenza con una architettura molto più sobria e funzionale alle esigenze del tempo
- 1650-1710: con l'emergere di una nuova classe sociale di recenti arricchiti e il consolidarsi della Controriforma cattolica, rinascono l'esigenza di ostentare il lusso privato e il trionfo della Chiesa, che si esprimono in palazzi privati e in edifici religiosi in stile barocco, in genere progettati da architetti non vicentini
- 1710-1797: mentre la Serenissima si avvia verso il suo inesorabile declino, l'aristocrazia vicentina investe ancora in palazzi e ville sempre più grandiosi, simbolo di uno stato sociale; la Chiesa, da parte sua, favorisce l'inserimento in città degli ordini religiosi della Controriforma e la conseguente costruzione di imponenti edifici. Il clima generale è infarcito di cultura classica e lo stile barocco si contende il campo con la riscoperta di Palladio.

### Il Quattrocento

#### La ridefinizione della città nel Quattrocento

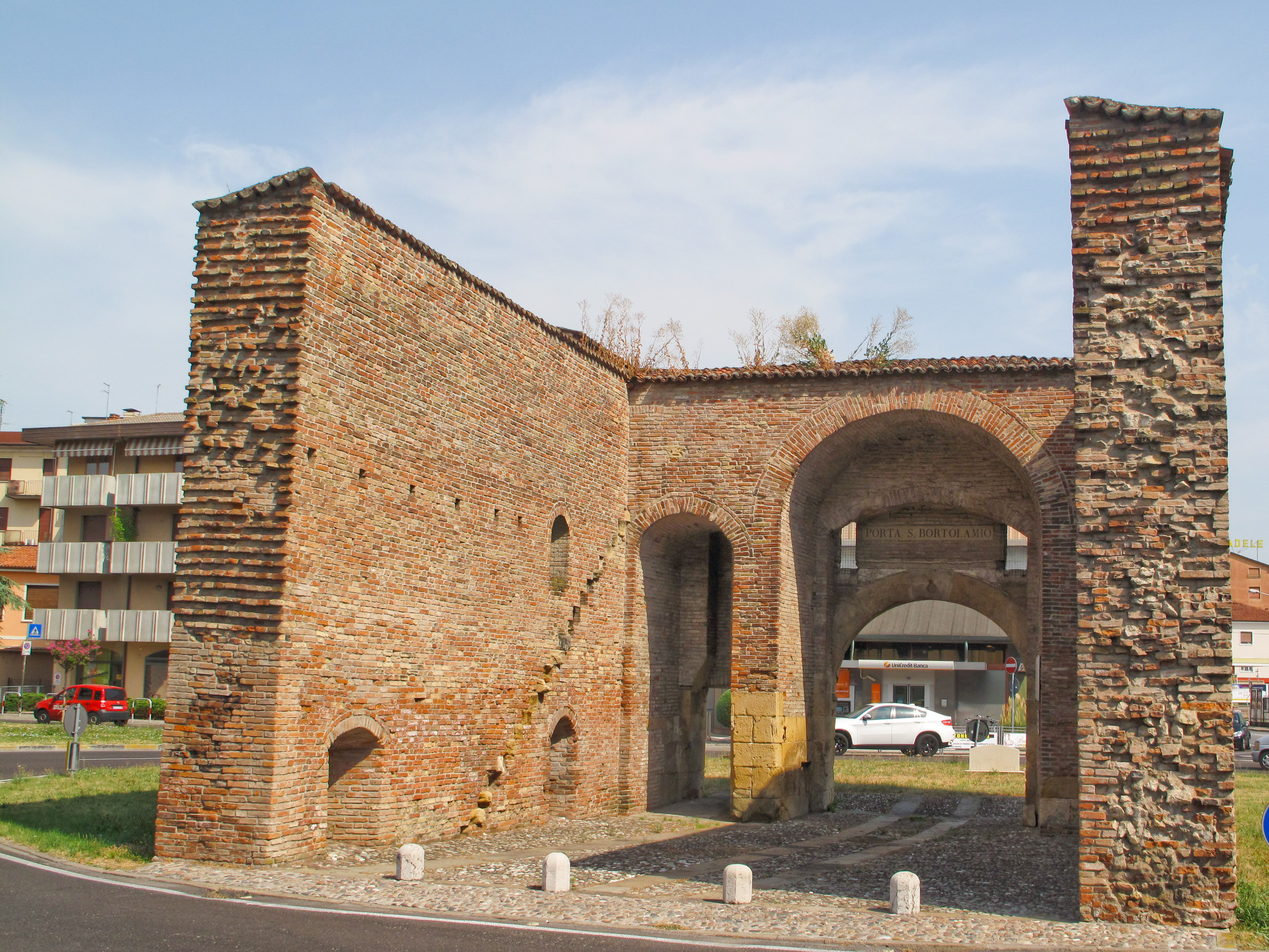
Porta San Bortolo, fatta costruire da Venezia nel 1435

Dopo la dedizione di Vicenza alla Serenissima, la prima preoccupazione della Repubblica fu quella di dotare la città di ulteriori fortificazioni, che fossero adeguate all'espansione in atto e all'eventualità di una guerra moderna. Furono così delimitati con mura e fossati i settori a sud-est e a nord, cioè i borghi di Berga e di Pusterla, scelta strategica anche per garantire la sicurezza delle zone vicine alle vie d'acqua - principale collegamento con Venezia - che giungevano alla città.
Borgo Berga, presso il quale si trovava il porto sul Retrone, era già quasi completamente abitato; oltre a diversi monasteri che si erano insediati nel corso del Duecento, si erano sviluppate anche attività produttive, in particolare la manifattura di panni di lana. Borgo Pusterla, invece, era praticamente costituito solo da modesti insediamenti lungo la strada che usciva da porta Pusterla, tra l'antica chiesa di San Marco - che dal punto di vista ecclesiastico, estendeva la propria giurisdizione parrocchiale fino al ponte del Marchese - e il monastero di San Bartolomeo.
Con questa scelta urbanistica la città ricevette la configurazione definitiva che sarebbe rimasta tale fino alla fine dell'Ottocento (secondo lo storico Castellini, che commentava una mappa, "assumendo la figura di uno scorpione").

#### Il gotico fiorito

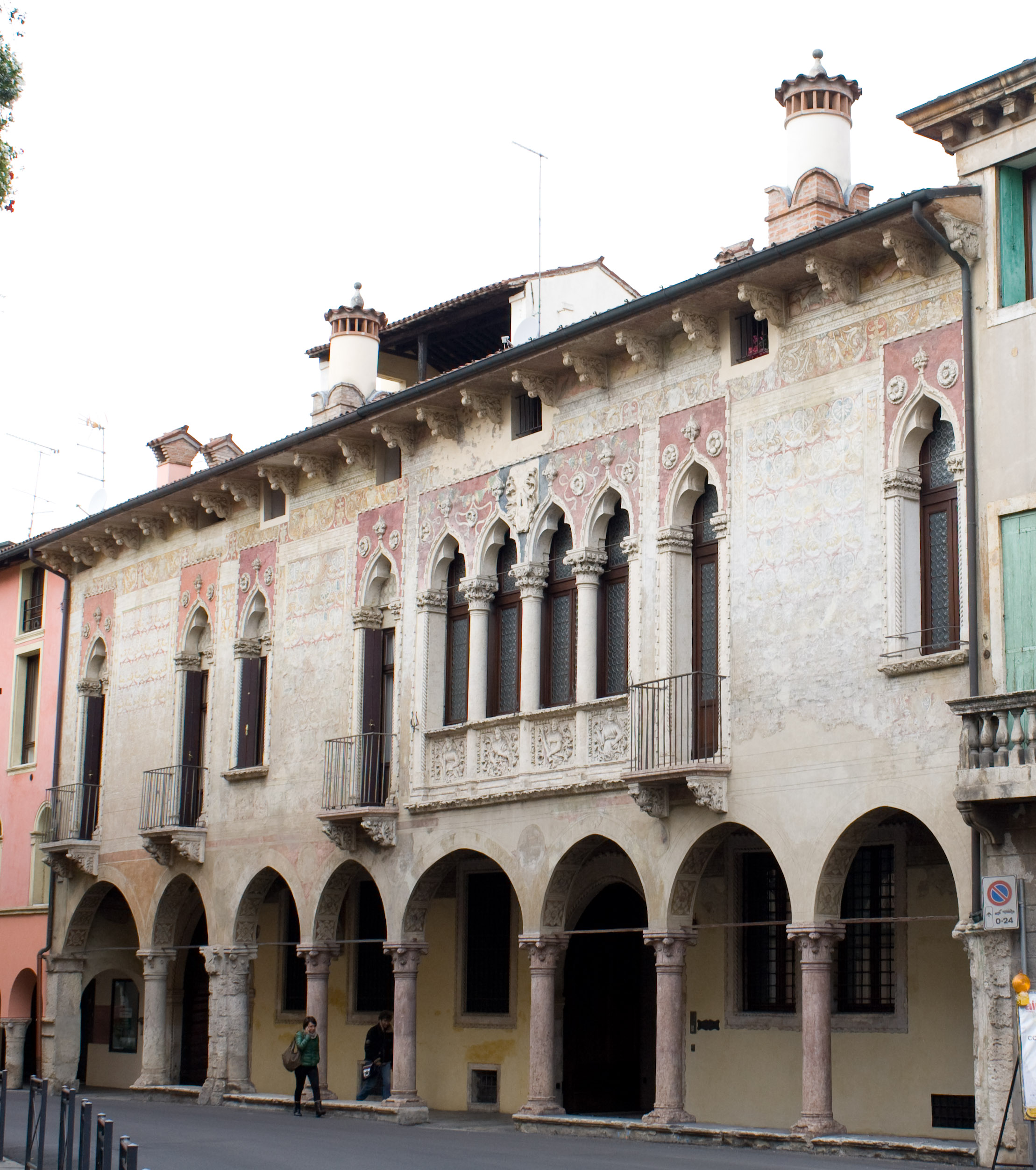
Palazzo Regaù, in Borgo San Pietro (ora contrà XX Settembre), seconda metà del Quattrocento.

La messa in sicurezza della città e del territorio - dal quale provenivano le risorse economiche che costituivano la ricchezza dei nobili vicentini, proprietari terrieri - diede, a partire dalla metà del XV secolo, un forte impulso allo sviluppo dell'edilizia privata, che era stata piuttosto povera durante il Medioevo, attraversato da continui conflitti e mutamenti di potere.
Sorsero così - nel centro della città, presso i luoghi del potere, e nella zona vicina al Retrone e al porto, punto d'arrivo per chi proveniva da Venezia - case e palazzi raffinati e di grandi dimensioni in stile gotico fiorito, allora dominante in laguna - che volevano in qualche modo rivaleggiare con i palazzi di Venezia. 
Nelle parole di Barbieri, "Sono invaghiti di monofore e balconi ad archi inflessi e lobati, impennacchiati al cimiero, ornati di patere trafitte da spilloni, moltiplicati in trifore e polifore di spiegata grandiosità". Le facciate erano ravvivate da affreschi, oggi quasi del tutto perduti; nei cortili interni che, secondo il modello veneziano, erano abbelliti da logge, una scala esterna dava accesso ai piani superiori.
Una delle principali caratteristiche che fanno riconoscere la struttura gotica di un palazzo di quell'epoca - seppur rimaneggiato nel corso del tempo - è l'asimmetria delle aperture nei prospetti; a partire dalla fine del secolo, nei palazzi di nuova costruzione, rifacendosi ai modelli della classicità, verrà ricercata la perfetta simmetria.
Lo sviluppo edilizio del Quattrocento diede impulso anche all'attività degli artigiani, scultori e pittori che - come gli architetti, rimasti tutti anonimi - si iscrivevano alla fraglia dei tagliapietra; dai pochi nomi che ci sono rimasti, alcuni provenivano dai territori veneziani, qualcun altro dalla Lombardia.

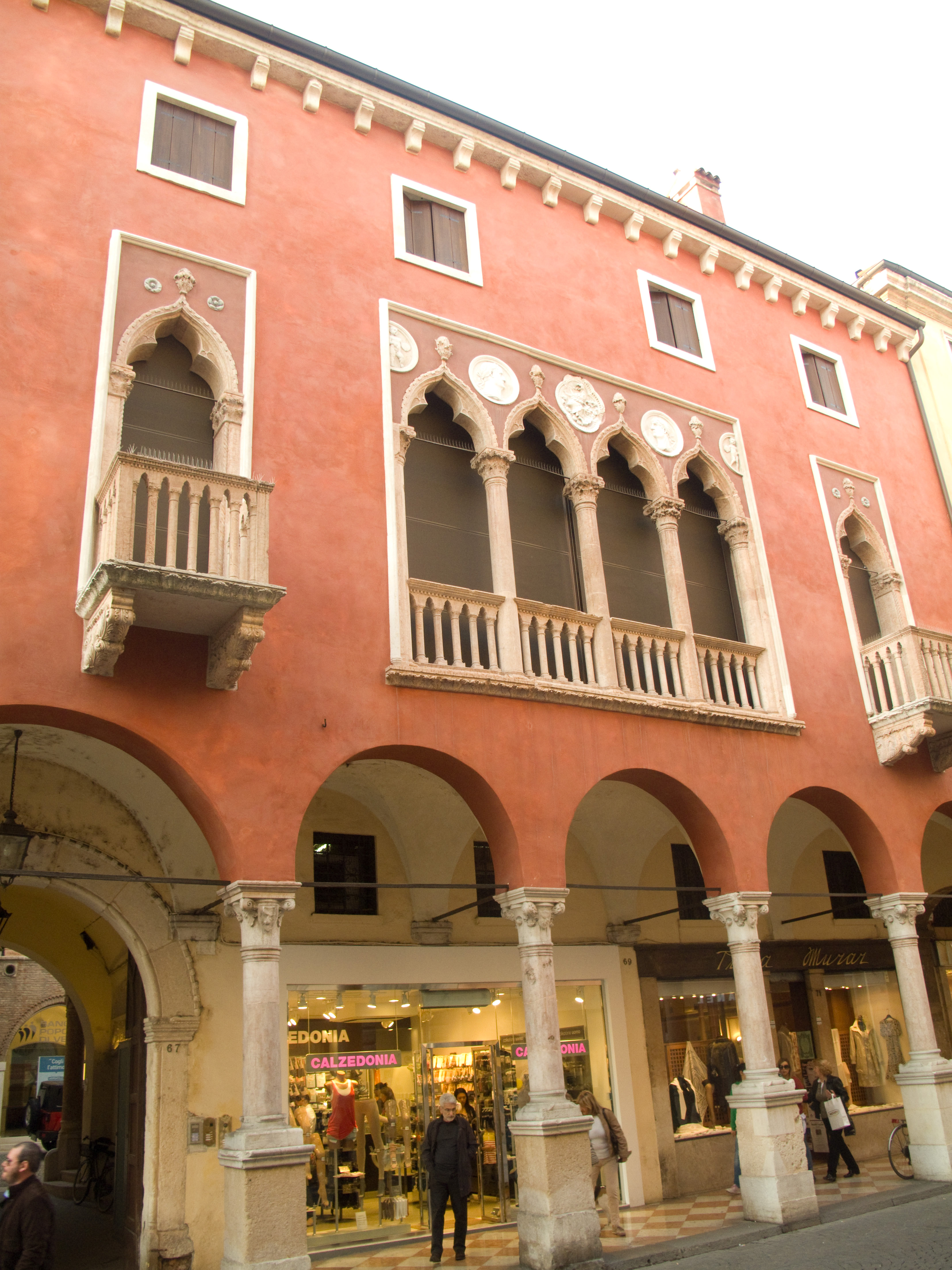
Palazzo Braschi, facciata
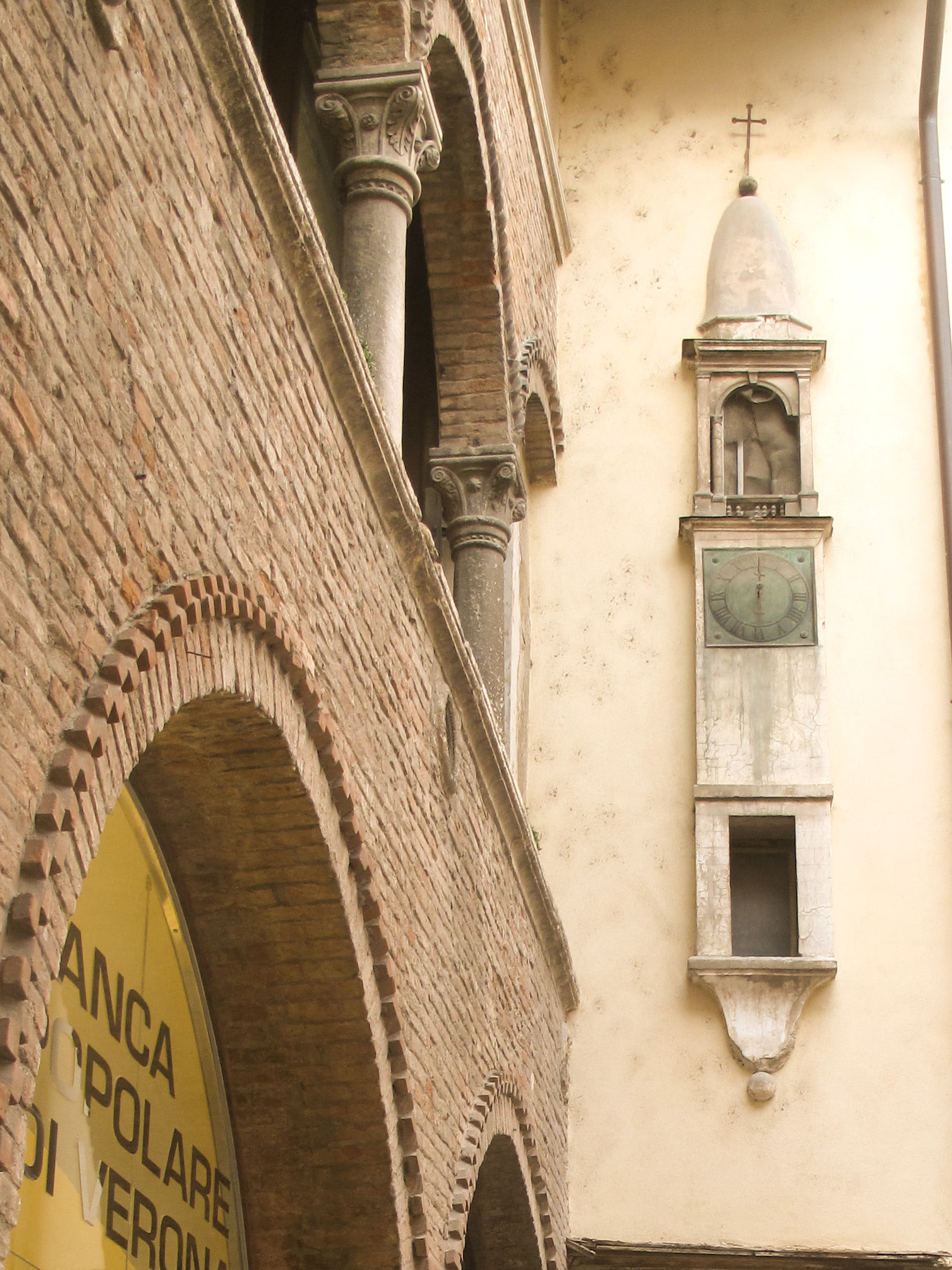
Palazzo Braschi, edicola
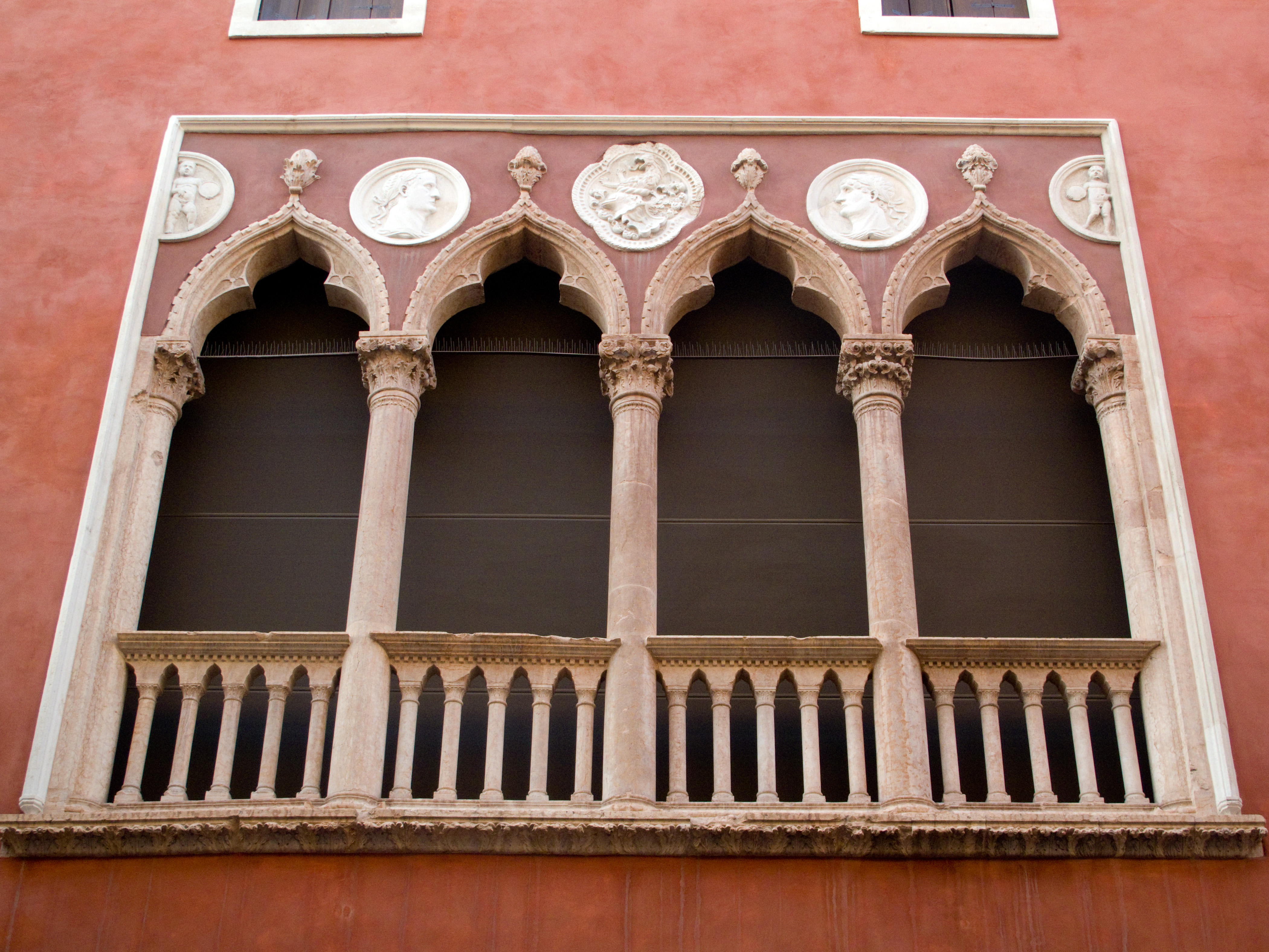
Palazzo Braschi, quadrifora
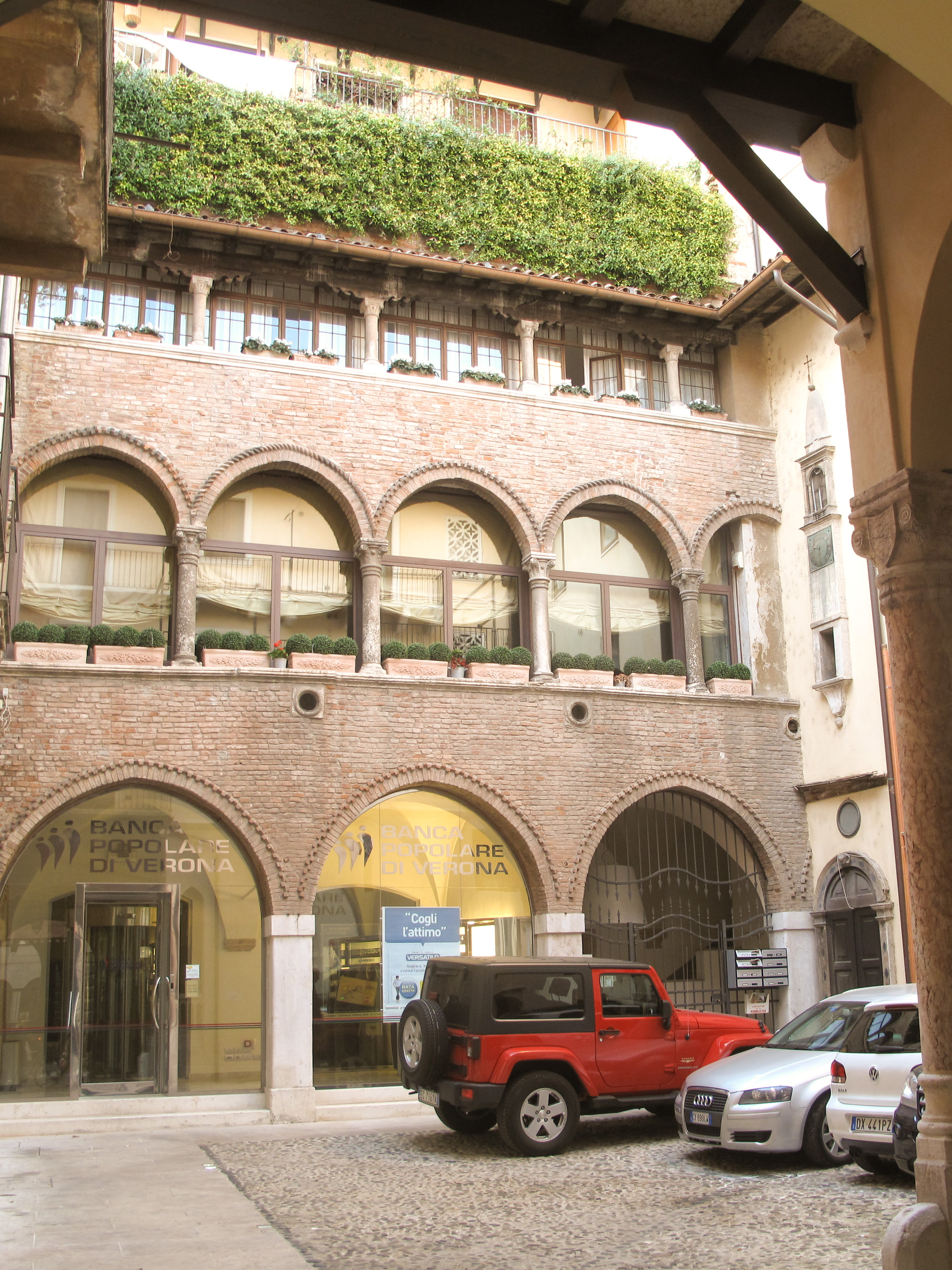
Palazzo Braschi, cortile
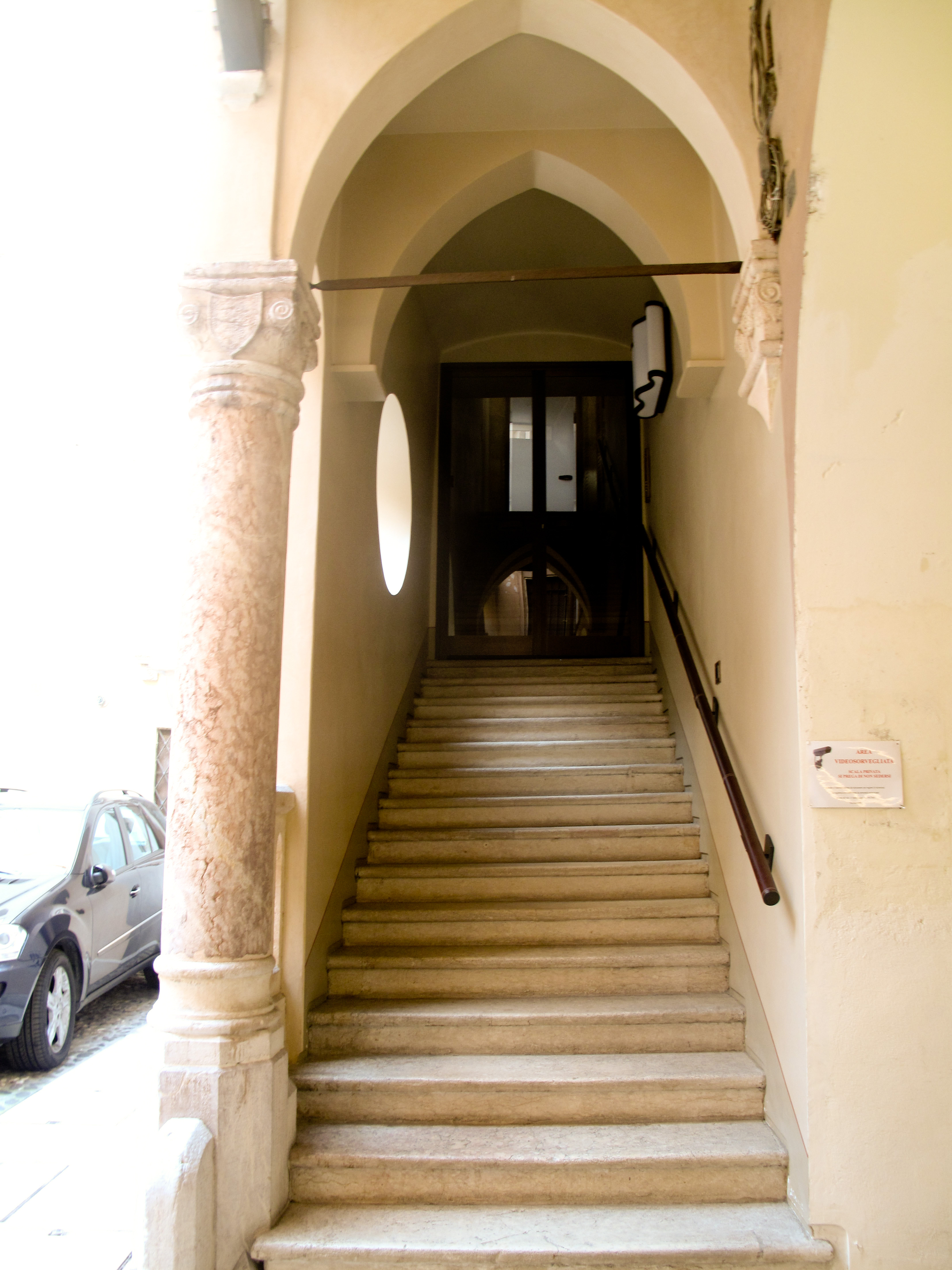
Palazzo Braschi, scala
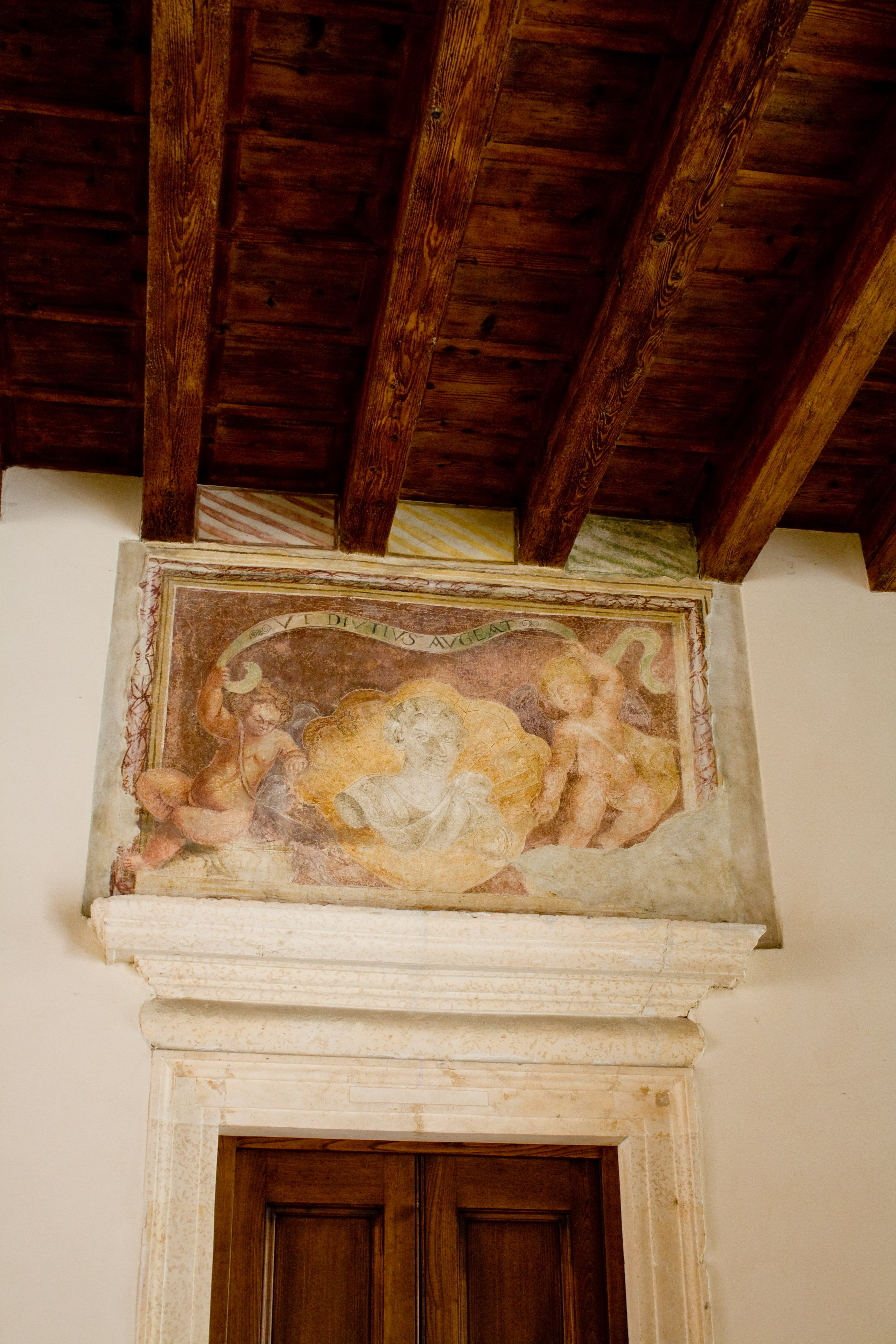
Palazzo Regaù, sottoportico
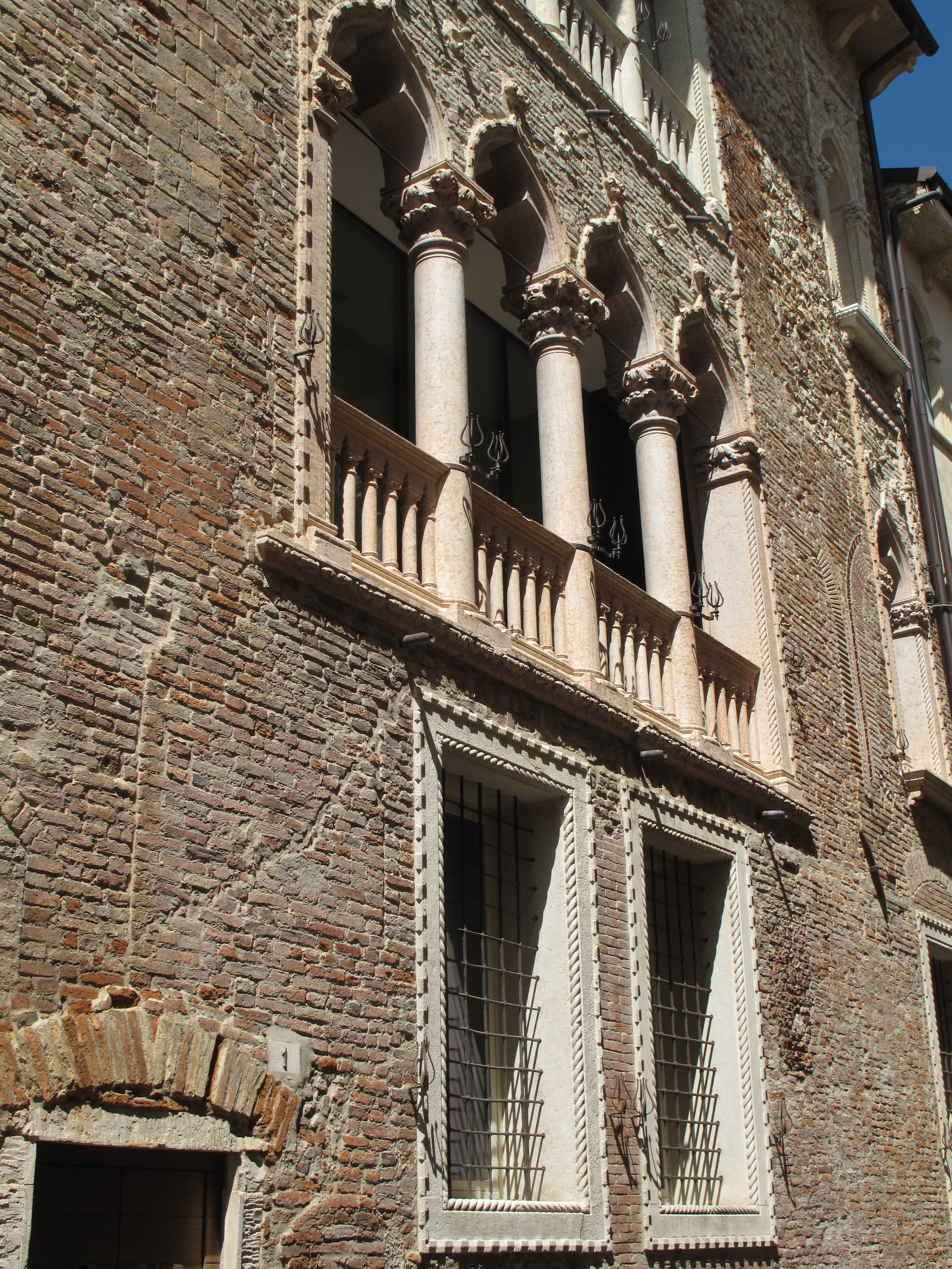
Palazzo Sesso
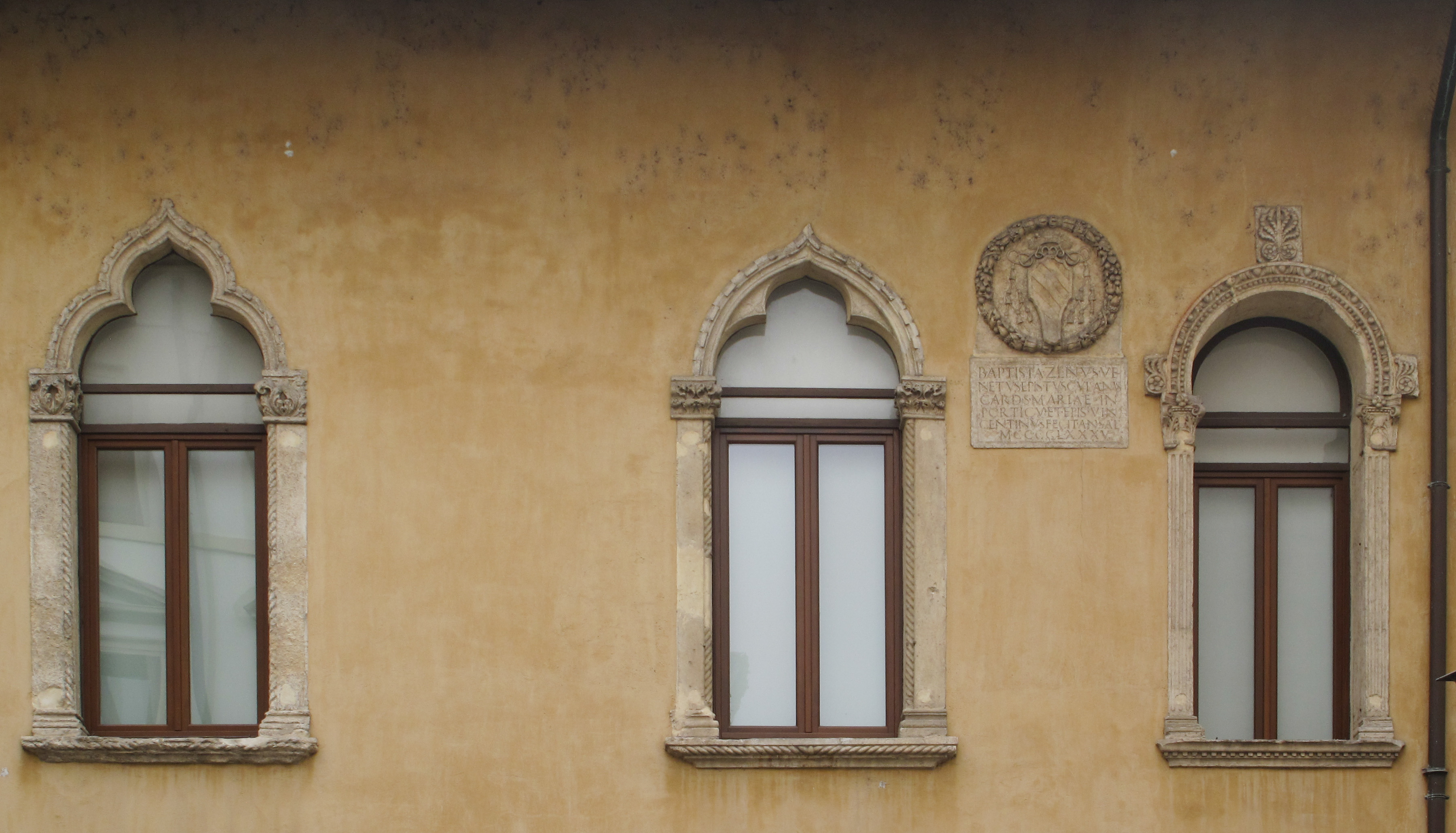
Palazzo vescovile, finestre sul fianco nord
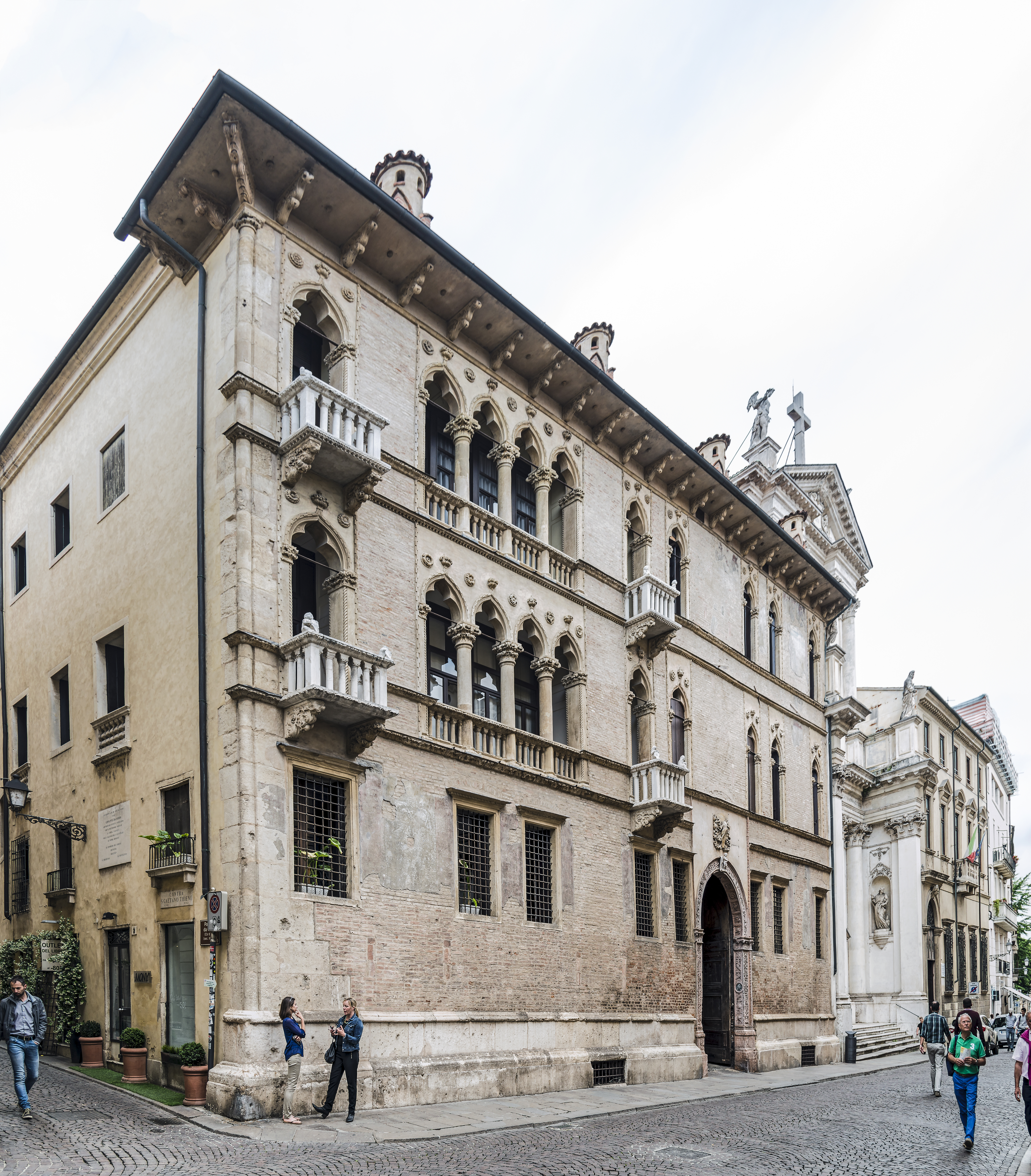
Ca' d'Oro, facciata
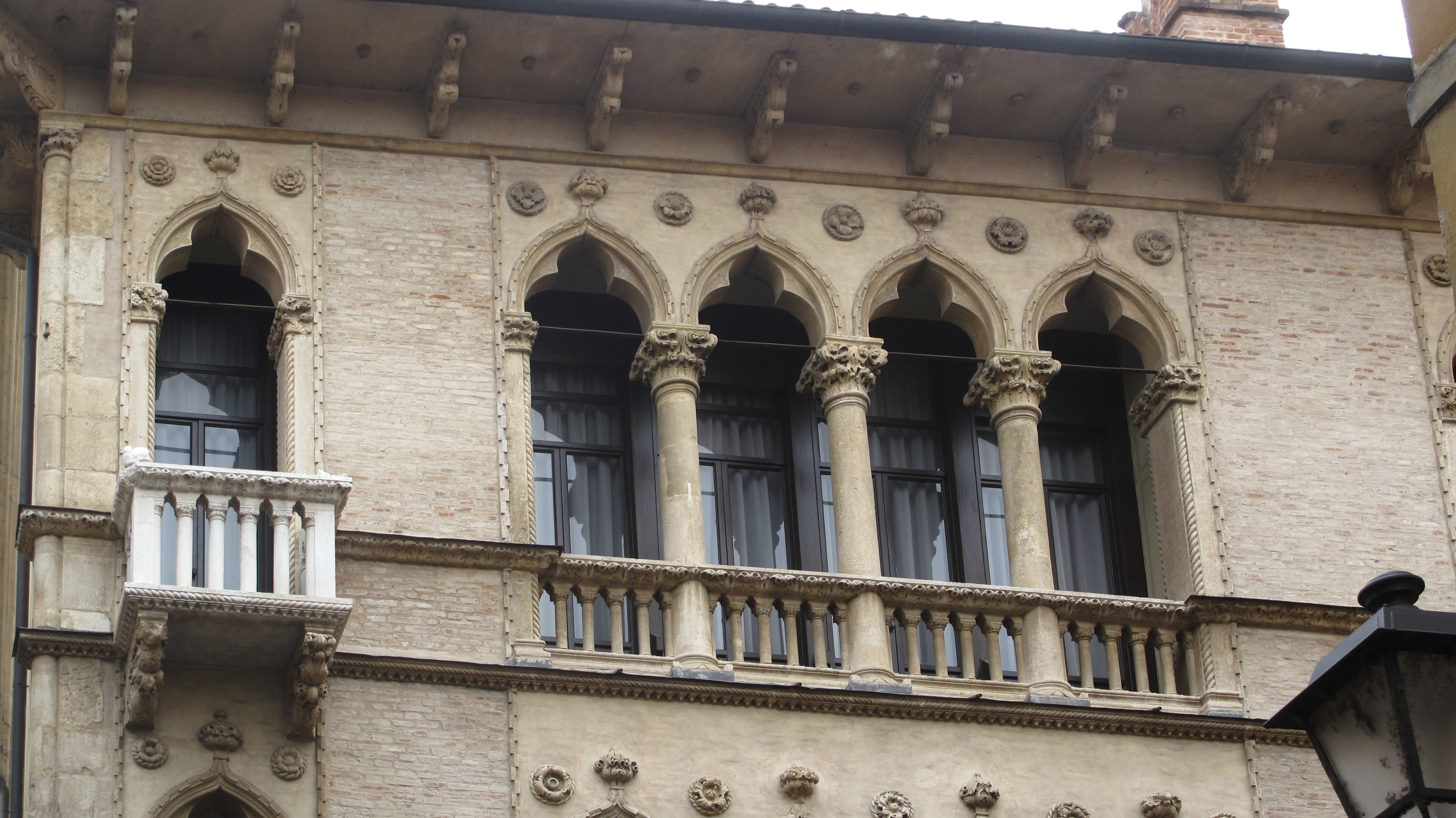
Palazzo Schio Cà d'Oro, quadrifore
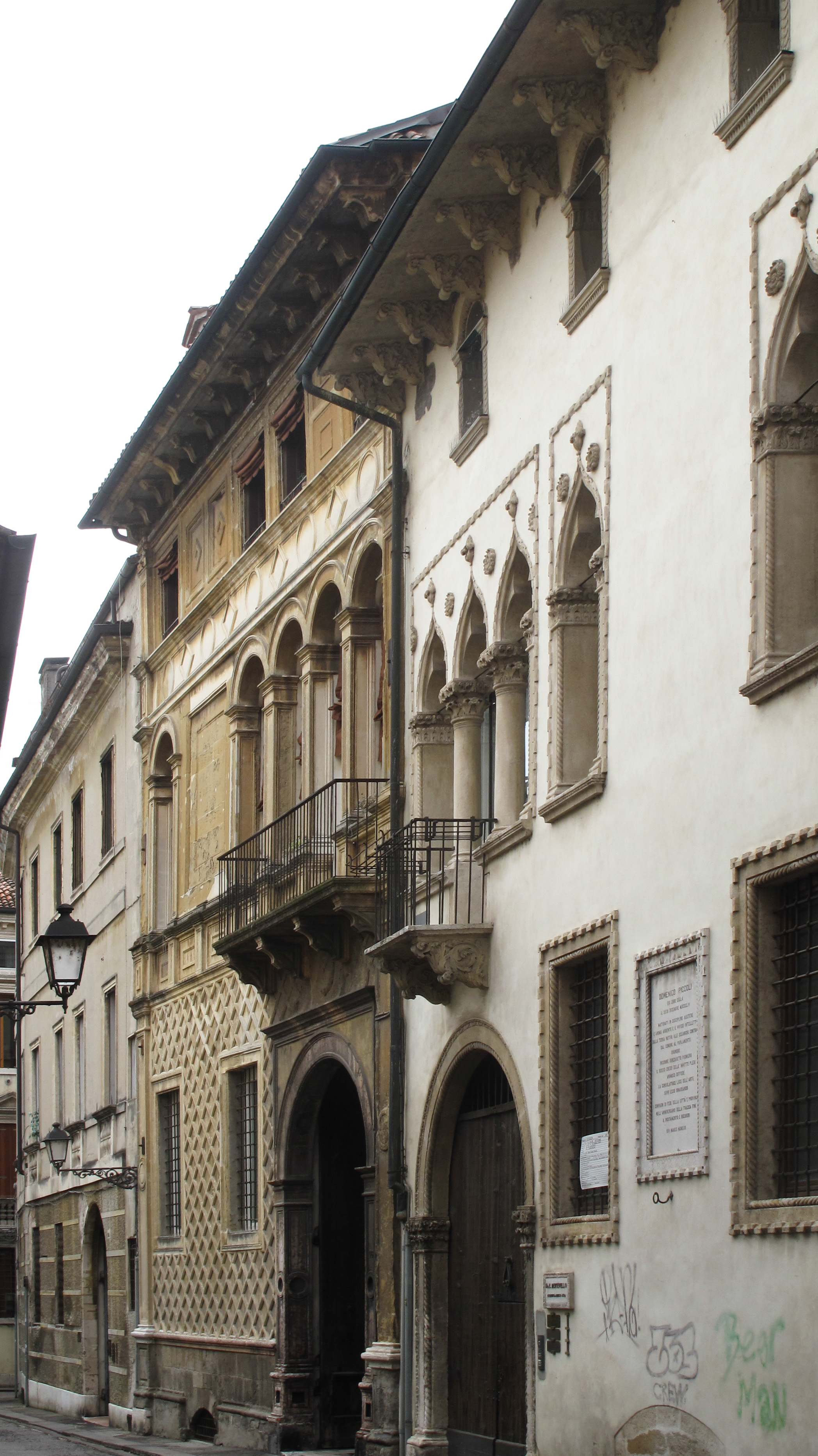
Palazzi Arnaldi, in contrà Pasini
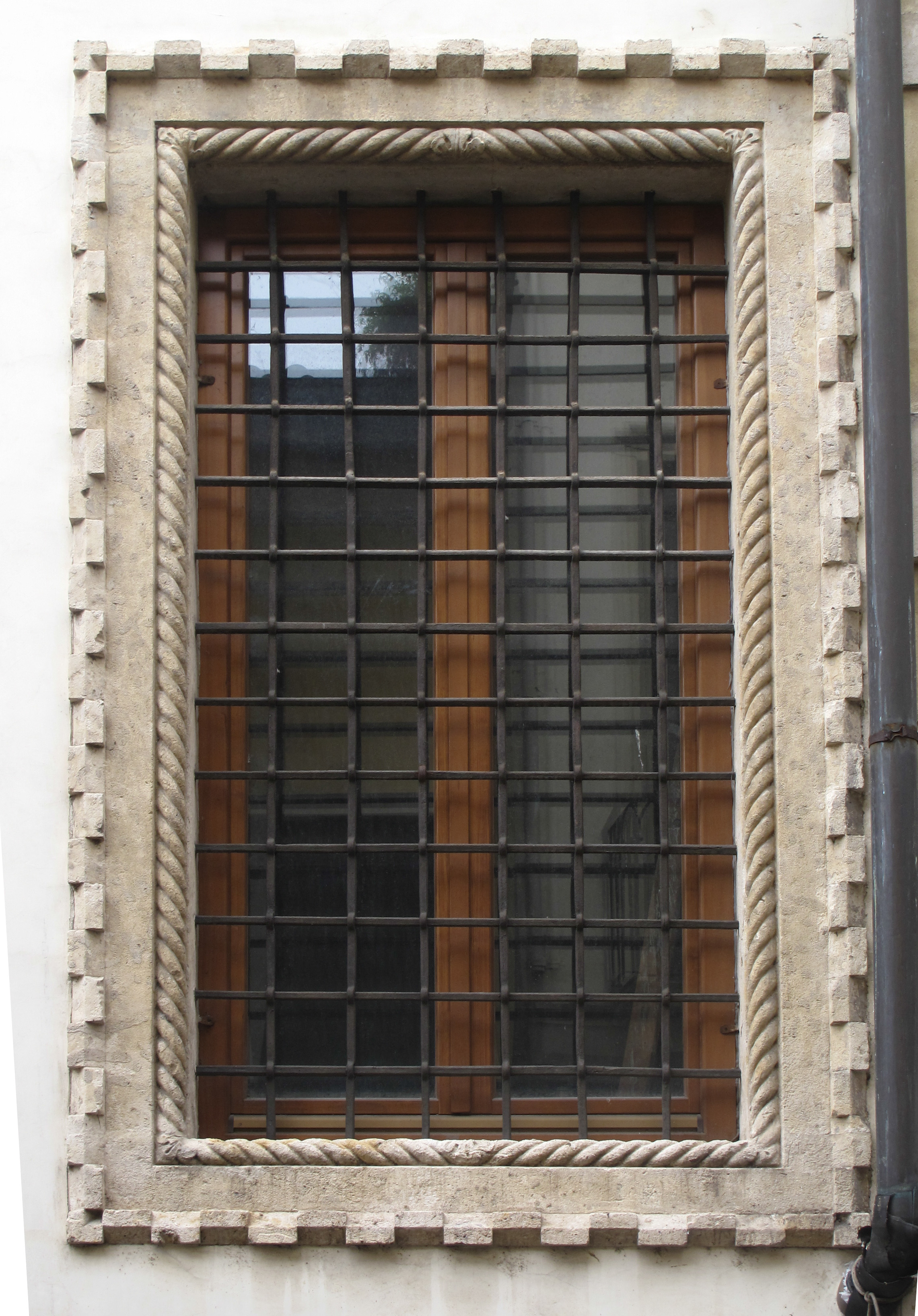
Palazzi Arnaldi
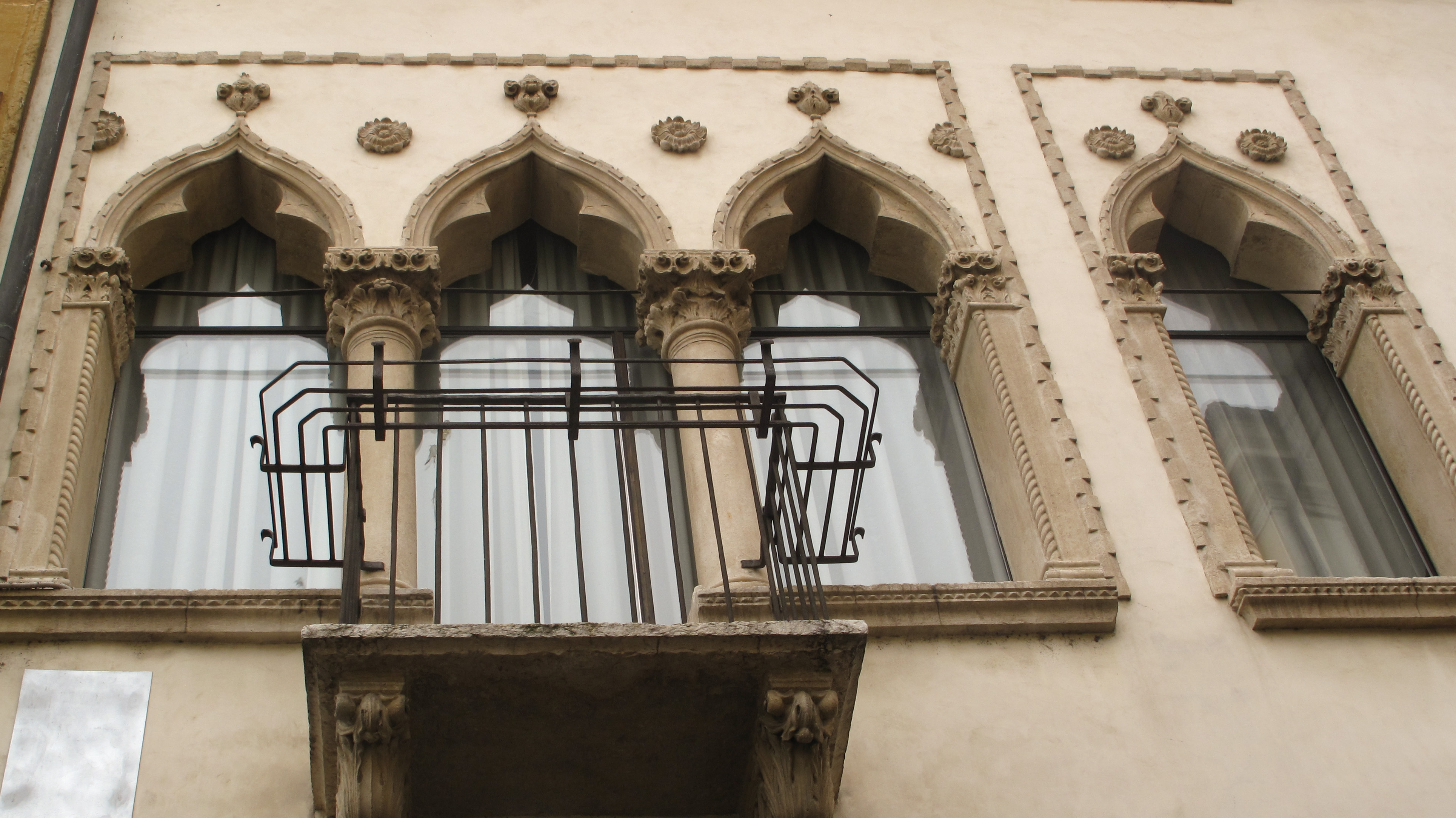
Palazzi Arnaldi
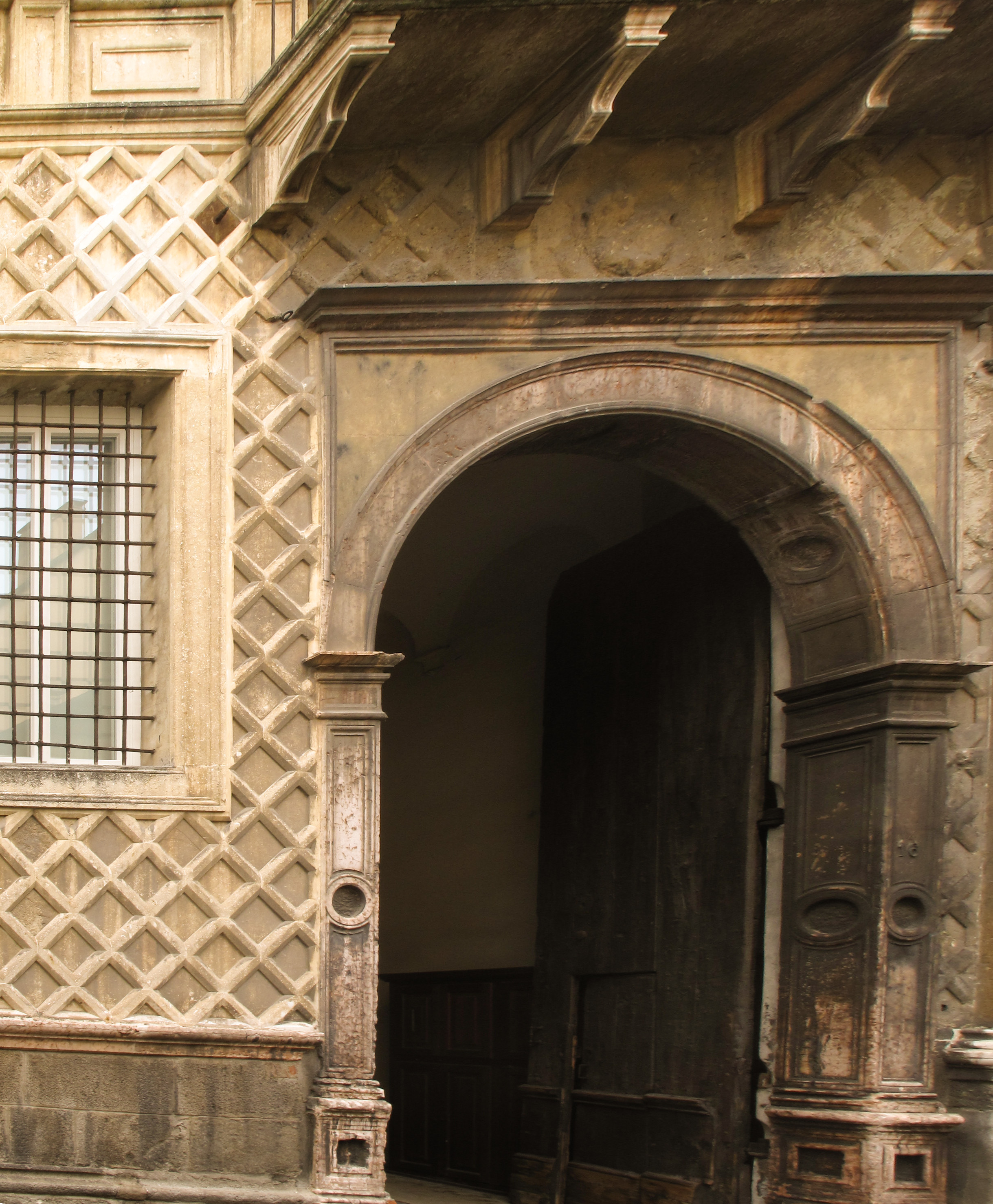
Palazzi Arnaldi
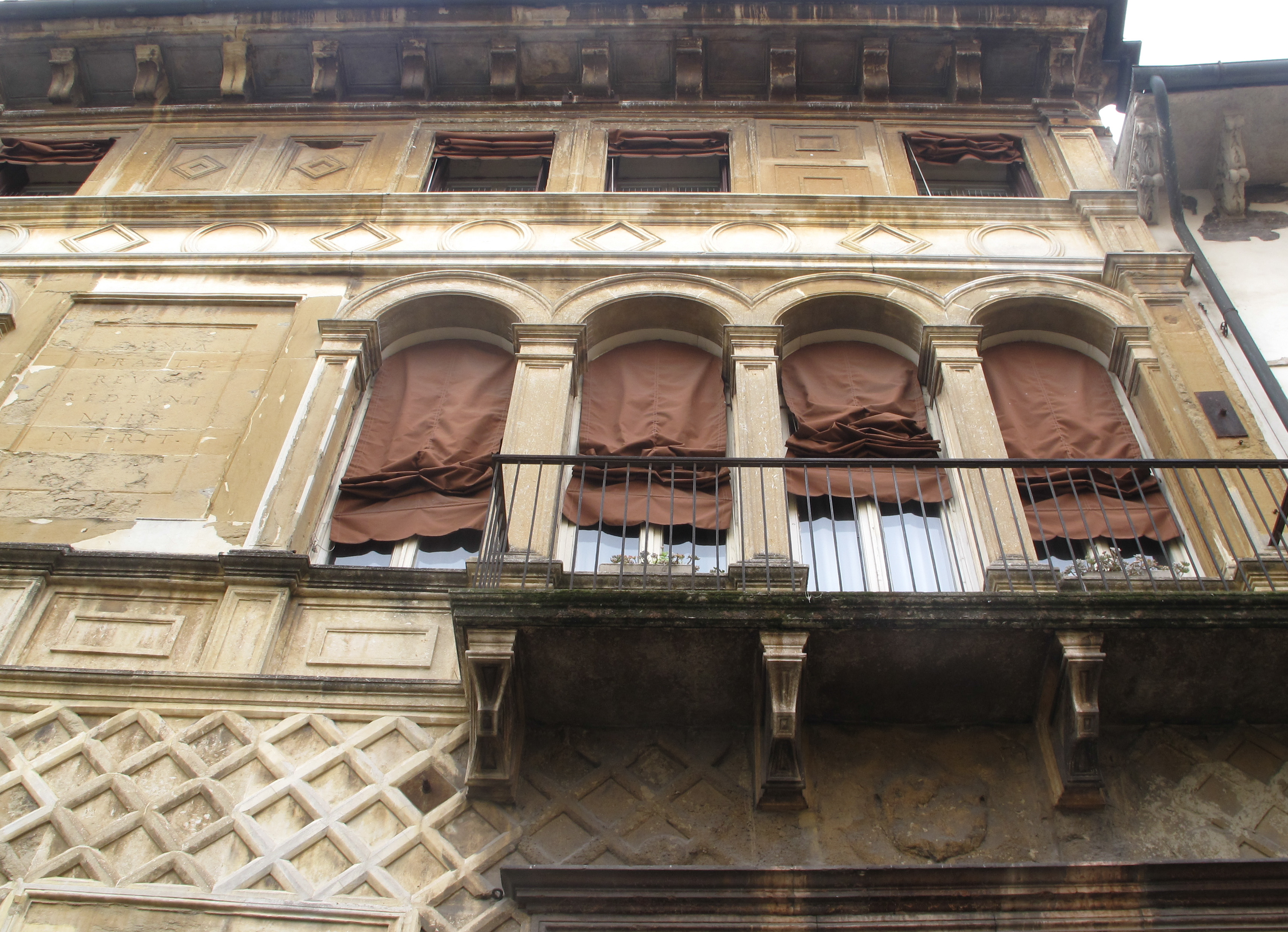
Palazzi Arnaldi

#### L'edilizia pubblica e religiosa

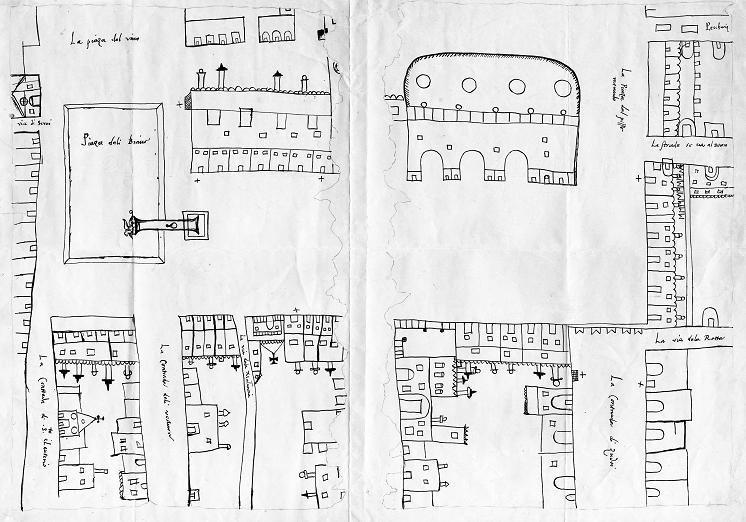
La piazza centrale di Vicenza nel 1480-1481 nel disegno del Peronio di Vicenza (Vicenza, Biblioteca Civica Bertoliana).

Intorno al 1450 venne sistemato per volontà pubblica il Palazzo della Ragione, con il raggruppamento dei vetusti palazzi comunali precedenti mediante la creazione di un loggiato. La nuova struttura integrava con abilità elementi lagunari e di terraferma, guardando contemporaneamente al Palazzo Ducale di Venezia e al Palazzo della Ragione di Padova; da quest'ultimo, in particolare, veniva tratta l'idea della copertura a carena di nave rovesciata. Un'altra opera pubblica importante fu la costruzione, in due momenti successivi nella prima metà del XVI secolo, del palazzo del Monte di Pietà.
Dal punto di vista dell'architettura religiosa, venne completamente ristrutturata la Cattedrale duecentesca a tre navate, che era stata accresciuta e abbellita nel corso del Trecento. Nel 1467 venne eretta la facciata e furono completati il soffitto con le grandiose volte a vela e la cappella maggiore. Nel corso del secolo, ai lati della navata si aggiunsero numerose cappelle delle famiglie nobili cittadine.
A parte la costruzione della chiesa di Santa Maria in Foro, vicino al Palazzo della Ragione, e all'Ospedale di San Marcello, altri edifici, invece, furono costruiti o ristrutturati nei borghi o ancora più lontano: l'Oratorio dei Boccalotti e il chiostro delle benedettine in Borgo San Pietro, la chiesa e il convento delle domenicane sempre nello stesso borgo, la chiesa e il convento dei Santi Bernardino e Chiara in Borgo Berga, la prima chiesetta gotica di Monte Berico.

#### LaRinascenzavicentina

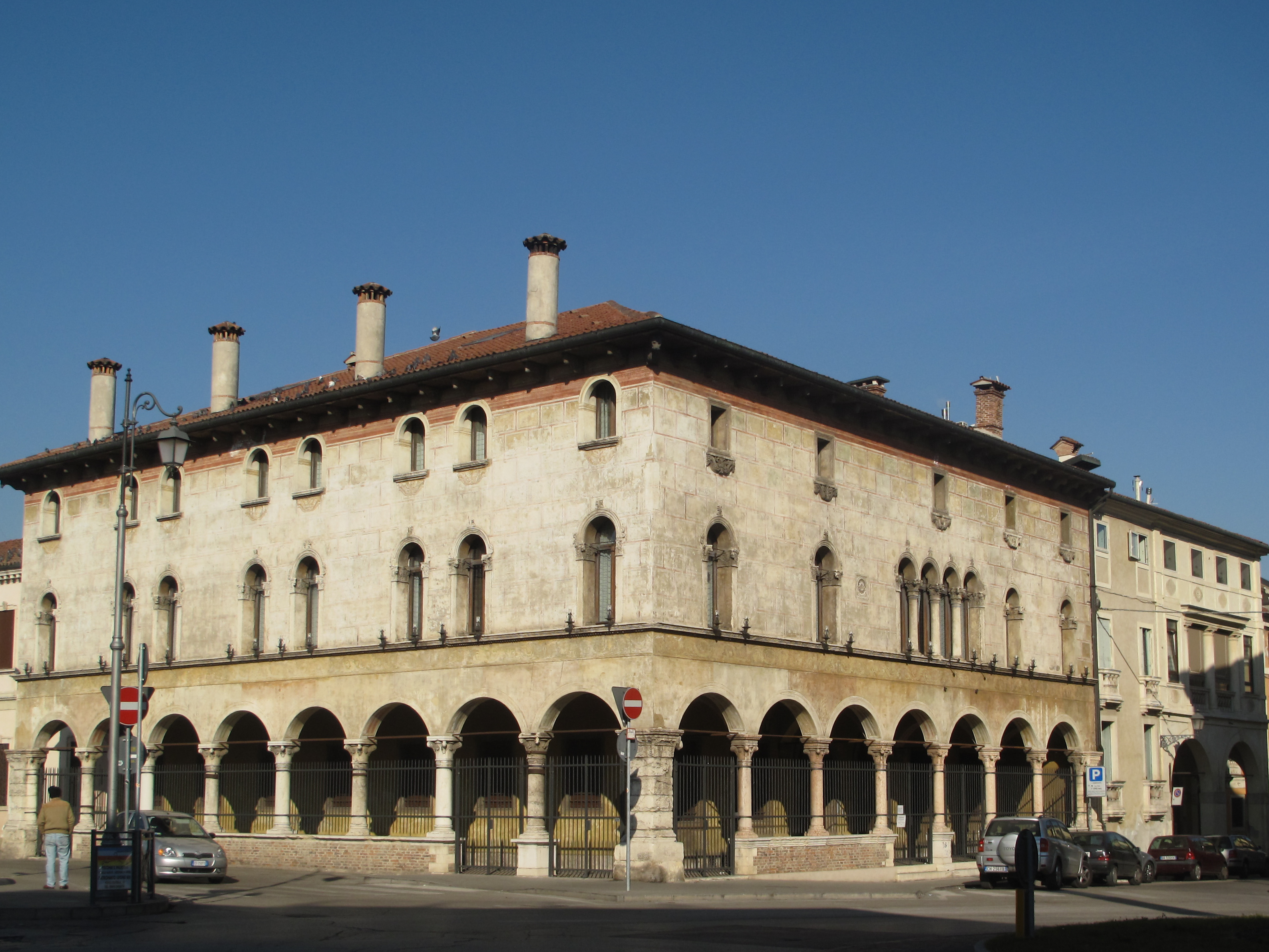
Palazzo Angaran, di fine Quattrocento, l'unico che a Vicenza sviluppa due prospetti su portico continuo.

L'entusiasmo per il gotico veneziano durò poco: a partire dagli anni settanta il gusto cominciò a cambiare, rivolgendosi piuttosto verso modelli veronesi e lombardi. In contrà Pedemuro San Biagio aprirono la loro bottega - iscrivendosi alla fraglia vicentina dei tagliapietra - Bernardino da Como con il cognato Tommaso e Giacomo da Porlezza con i suoi luganesi; iniziò con loro un periodo molto fecondo, durante il quale il processo di cambiamento investì i preesistenti edifici gotici, spesso modificati e abbelliti con una serie di preziosismi lombardi: ne è un esempio casa Pigafetta; un altro esempio del passaggio da uno stile all'altro è dato dai due palazzi Arnaldi, l'Arnaldi Segala gotico e l'Arnaldi Tretti rinascimentale, costruiti a pochi anni di distanza e affiancati in via Pasini.
Nel 1476 giunse a Vicenza l'architetto Lorenzo da Bologna, che vi rimase per 13 anni e portò in città un suo linguaggio rinascimentale genericamente toscano su basi emiliane. La ricerca del modello di palazzo signorile, monumentale e più moderno, si tradusse in esempi, come il palazzo Negri de Salvi a Santo Stefano e il palazzo Angaran di là del ponte degli Angeli. Dove non era possibile procedere alla demolizione o alla trasformazione del palazzo, si cercò di adattare al nuovo gusto almeno l'ingresso, come nel caso della Ca' d'oro.
Su commissione di famiglie patrizie, Lorenzo da Bologna mise mano anche alla modifiche di importanti edifici religiosi, come la chiesa di Santa Corona dove, abbattuta l'abside rettilinea, ne costruì un'altra semicircolare per il grandioso e solenne presbiterio, insieme con la cappella dei Barbaran; a lui sono attribuiti anche il coro e la sagrestia del Santuario di Monte Berico e la cappella dei Trissino in Cattedrale. Vicenza così tendeva ad allinearsi su un decisivo livello monumentale, risolvendo nello splendore dell'apparato edilizio cittadino la propria frustrazione di non essere politicamente importante a livello regionale.
Durante questo periodo le famiglie gentilizie vicentine si profusero in donazioni e lasciti alle chiese cittadine, stabilendo il loro patronato su nuove cappelle - che venivano ricavate nelle pareti laterali delle navate - finanziando la costruzione di altari e la realizzazione di pale e affreschi. Esempi particolarmente importanti di questo momento si trovano in Cattedrale, in Santa Corona e nella distrutta chiesa di San Bartolomeo, il cui patrimonio artistico fu disperso nell'Ottocento.

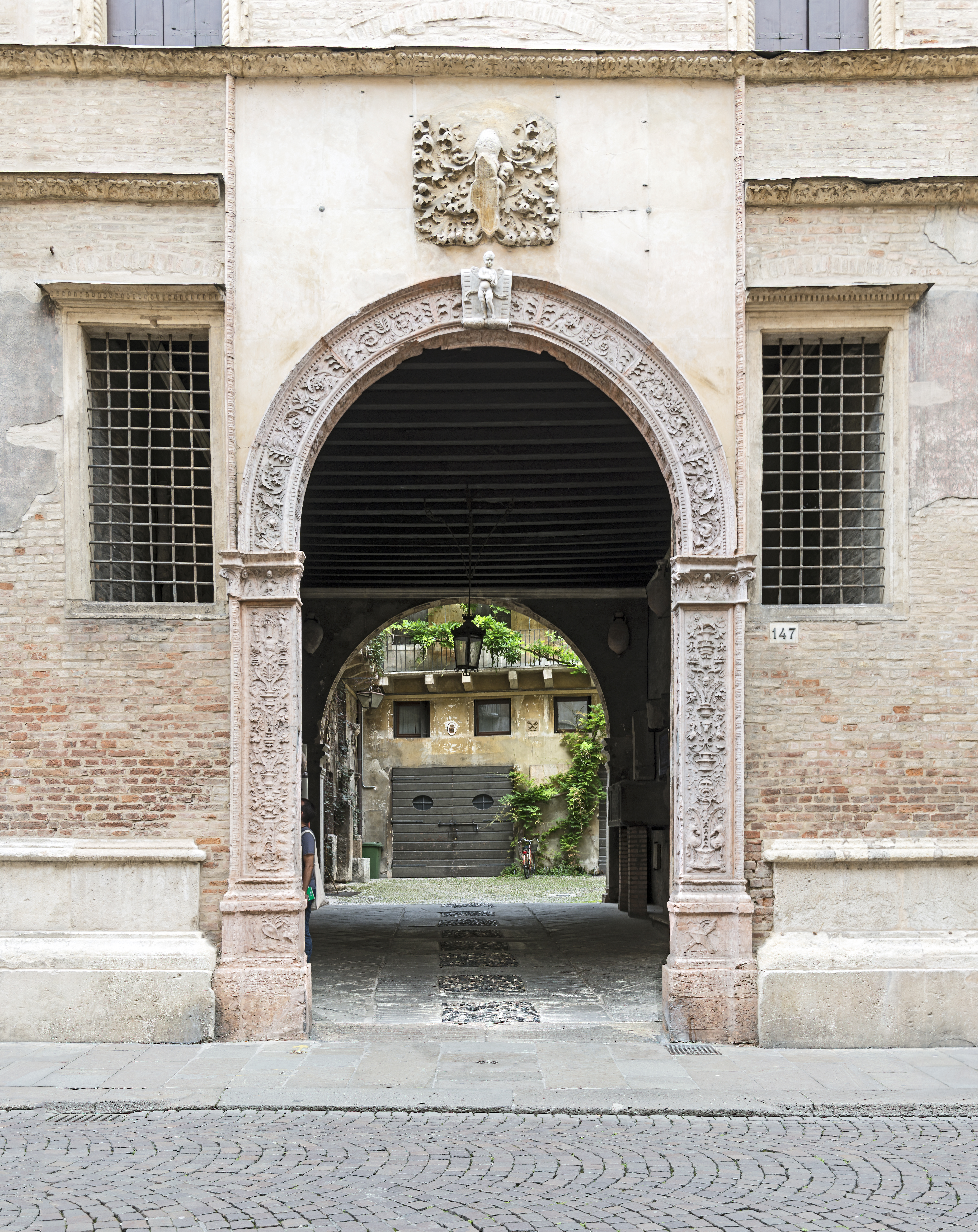
Ca' d'Oro, il portale rinascimentale che sostituì quello gotico
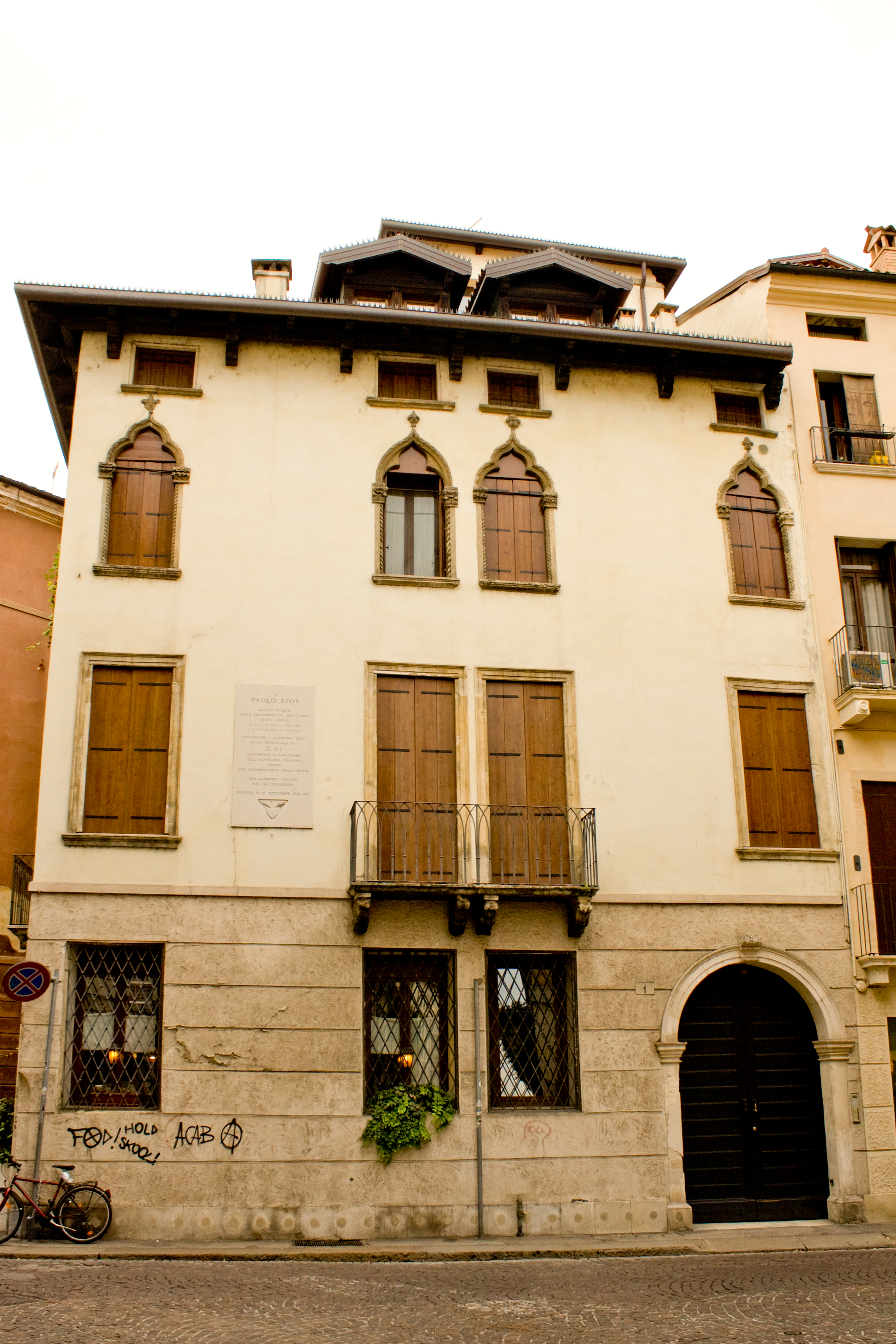
Palazzo Lioy
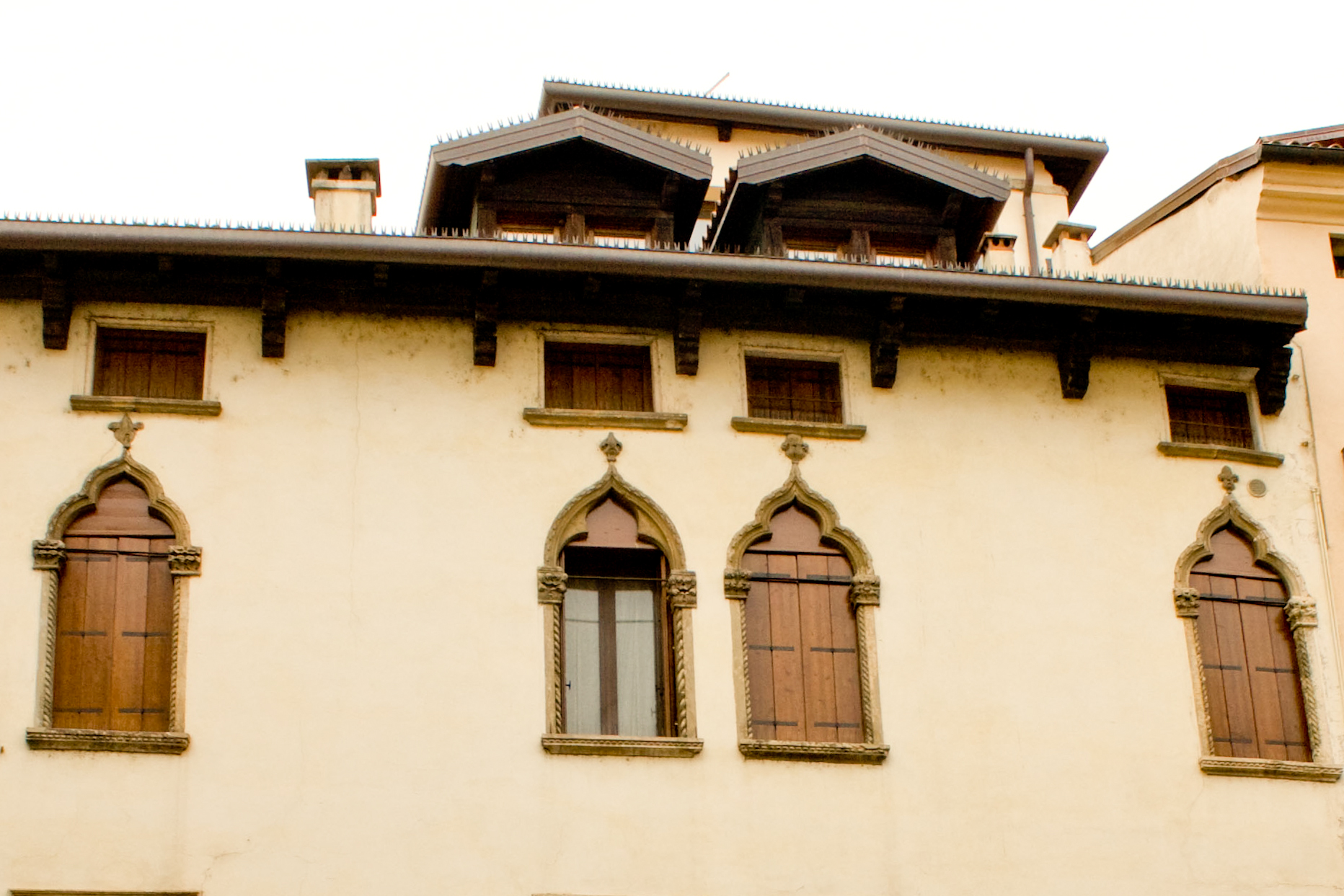
Palazzo Lioy
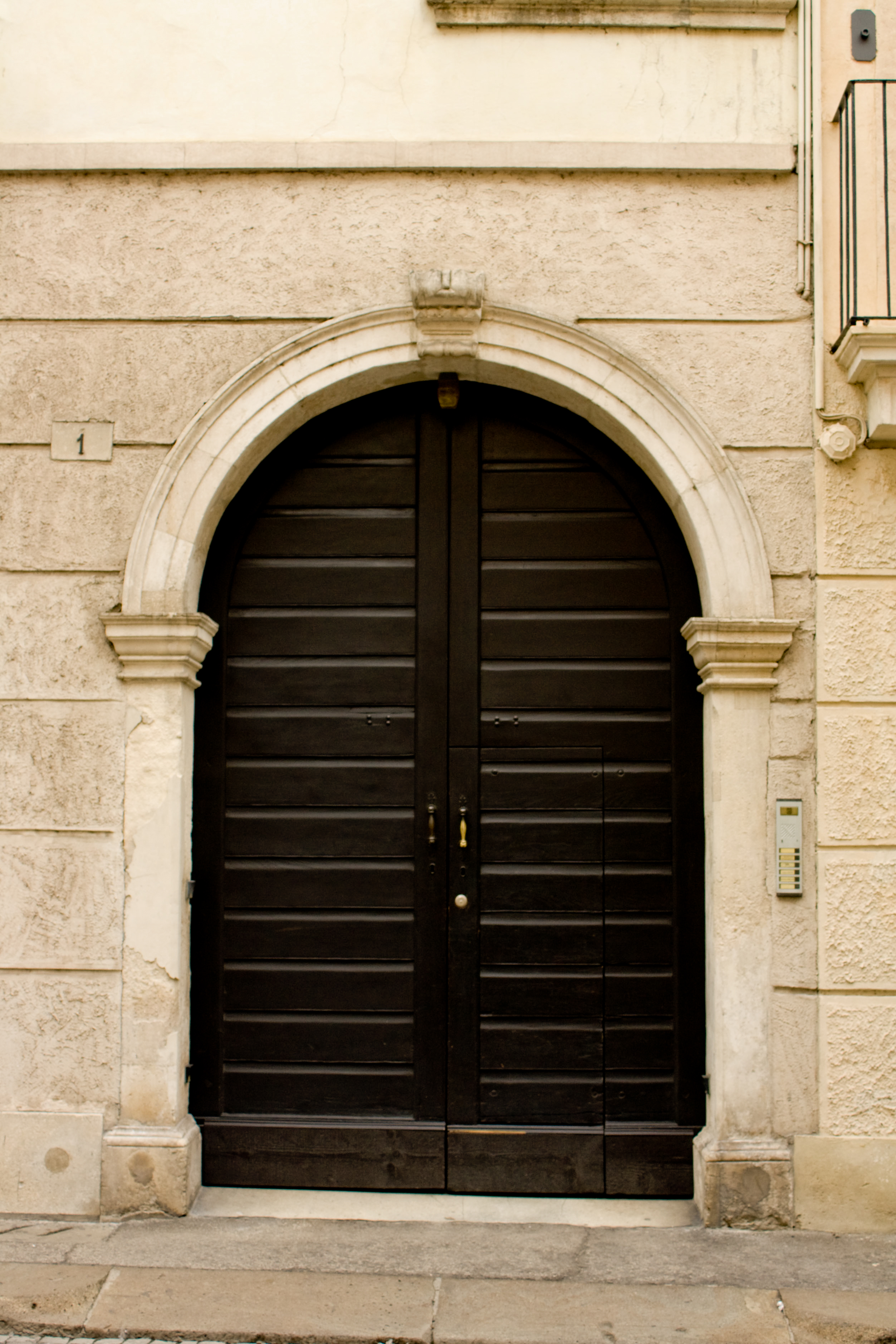
Palazzo Lioy, portone
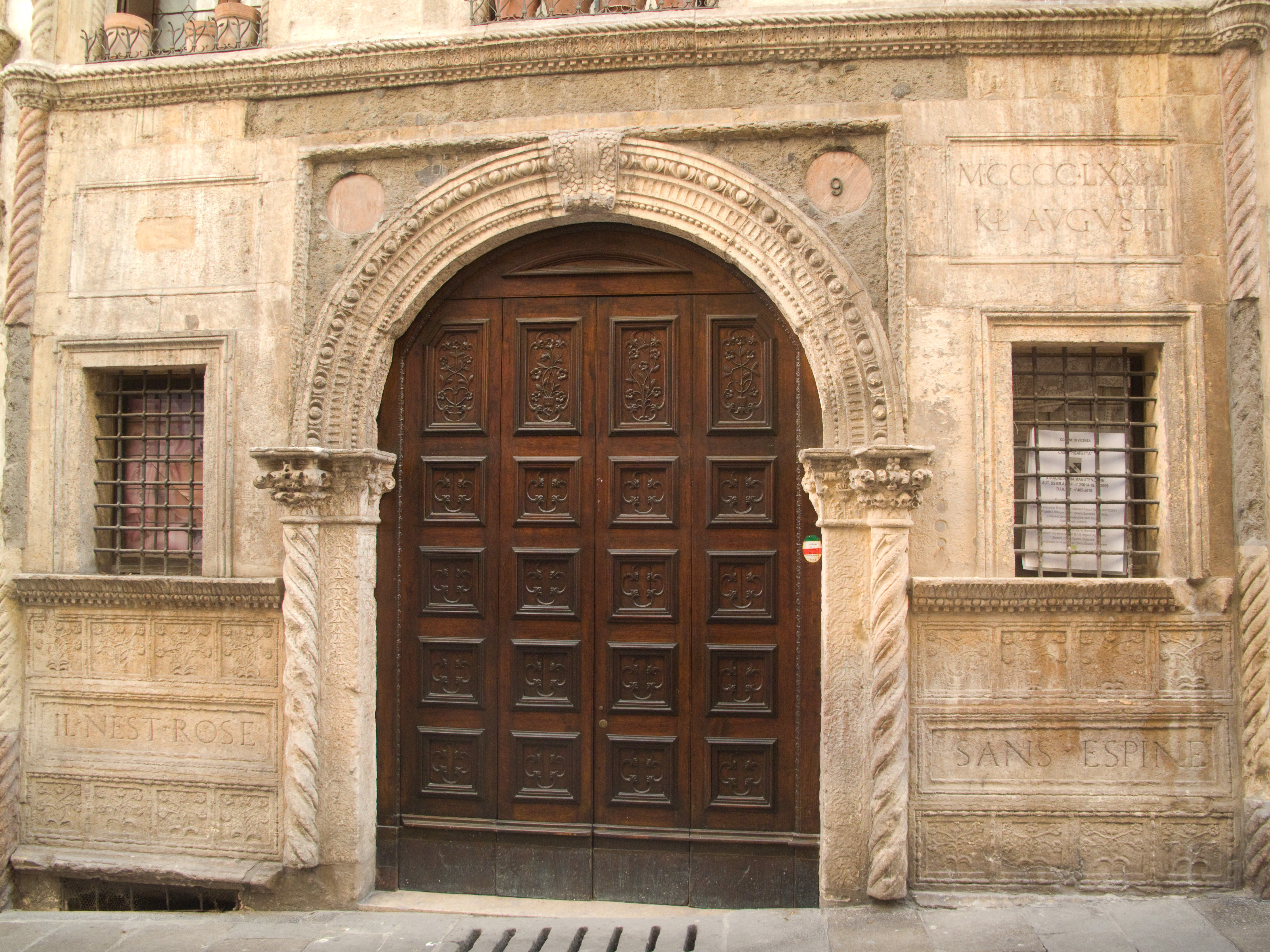
Casa Pigafetta, portone
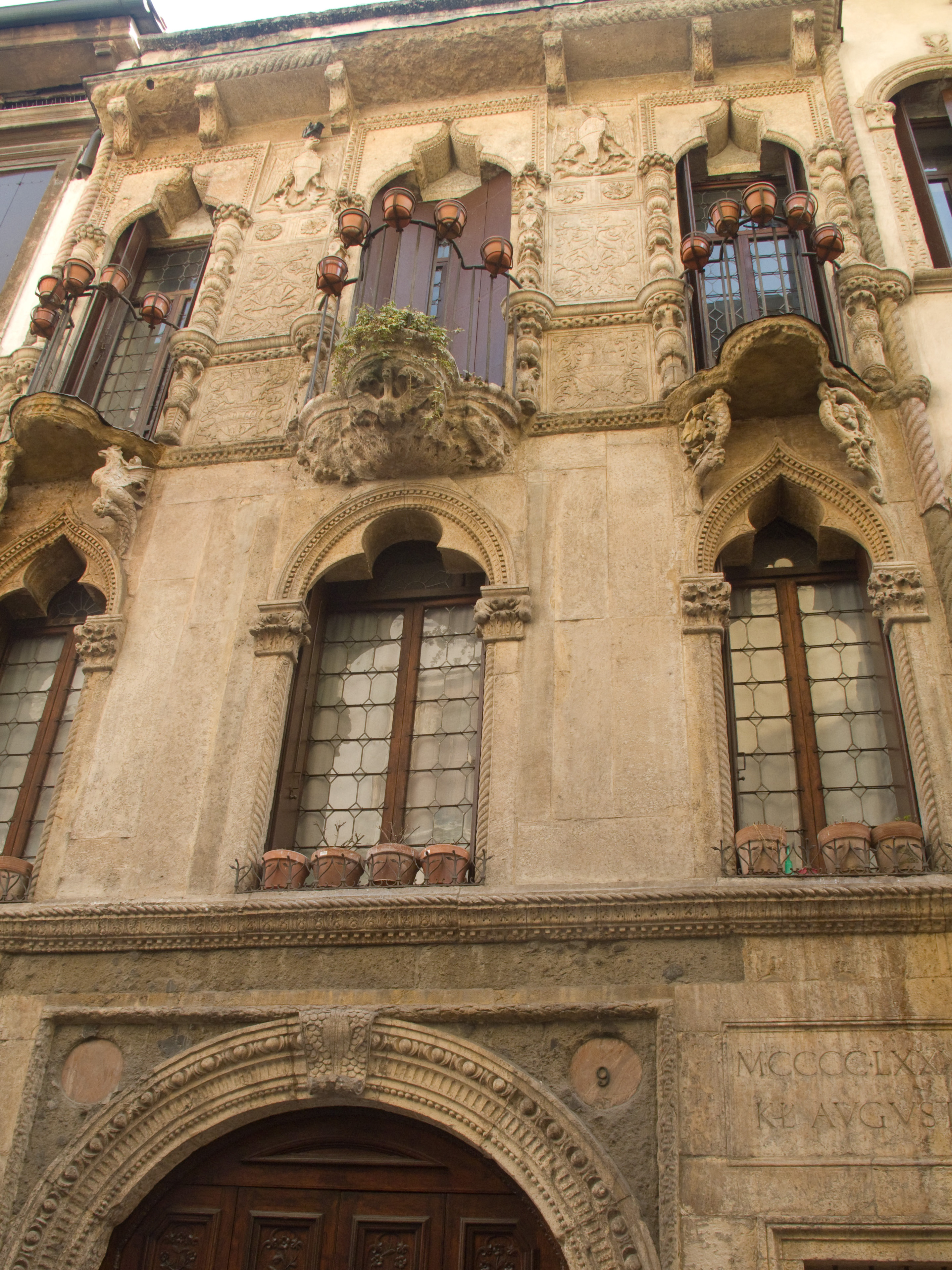
Casa Pigafetta, facciata
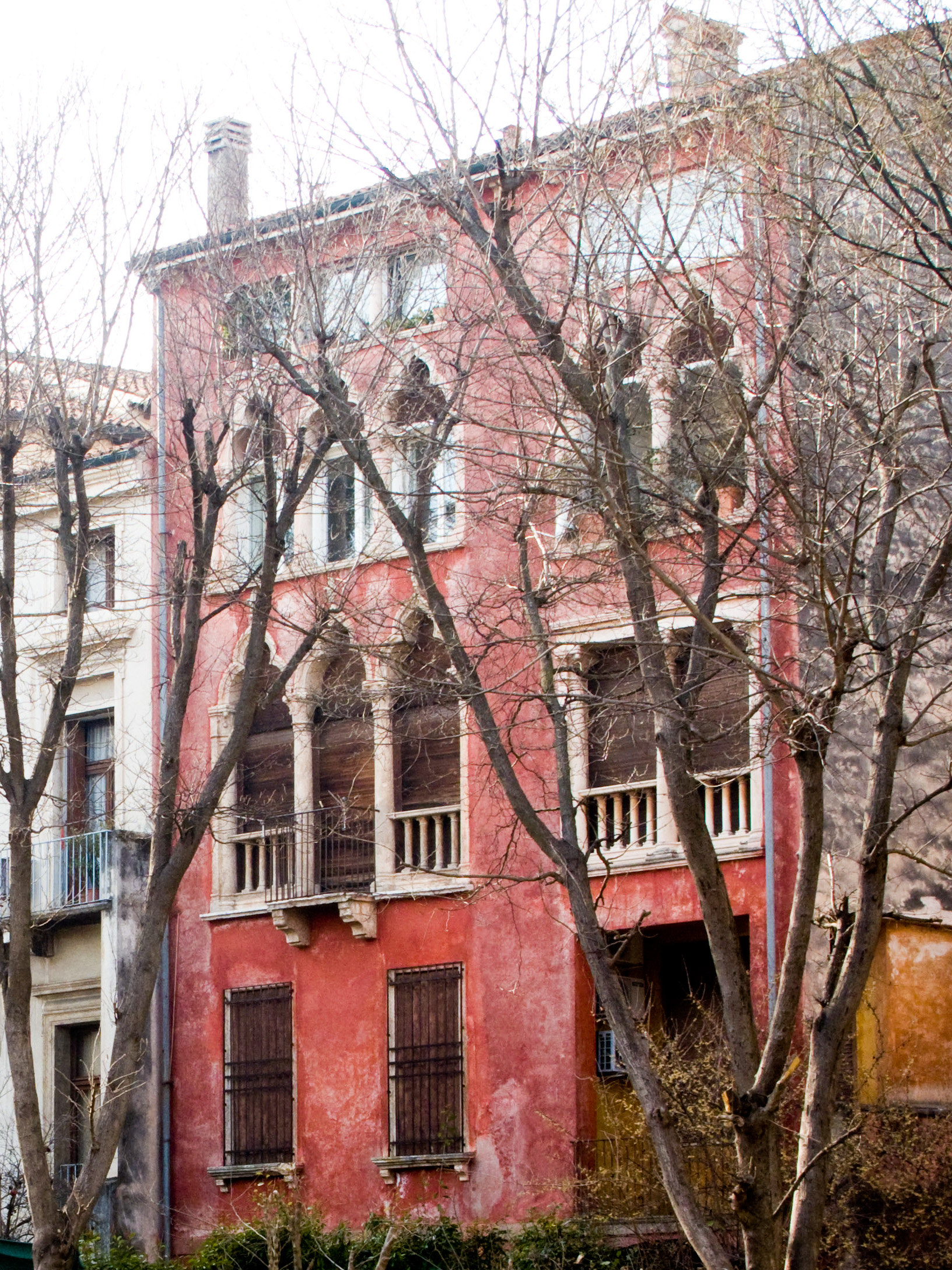
Casa Pigafetta, retro

### Il secolo di Palladio

#### Il retroterra culturale del Cinquecento

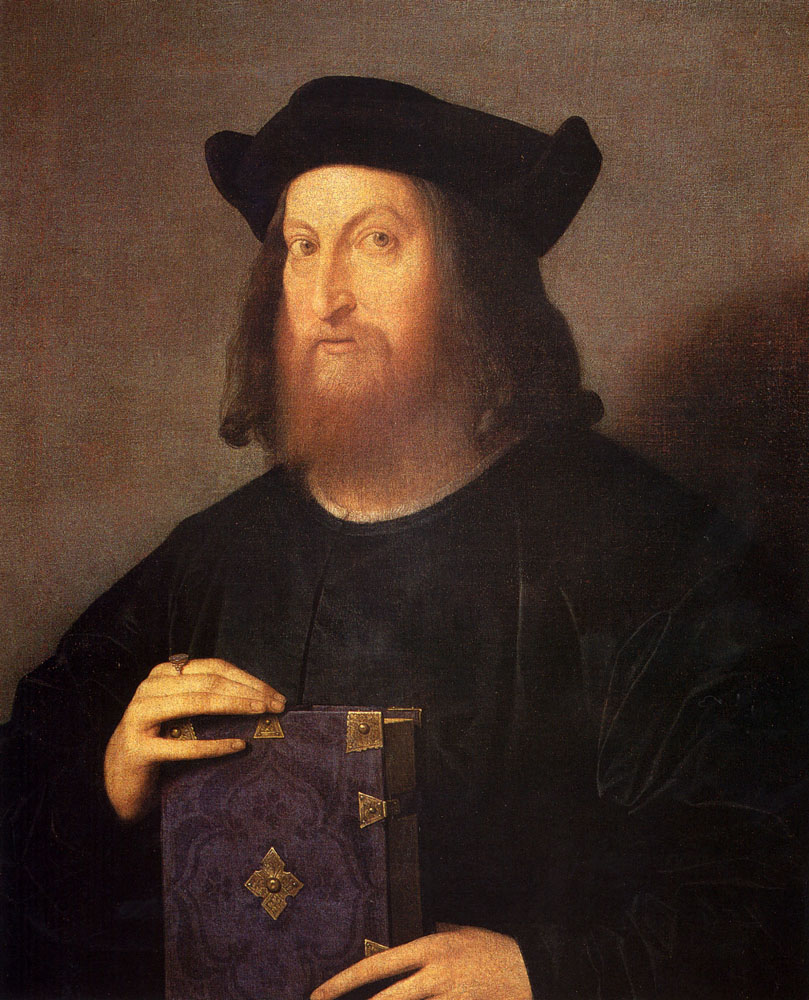
L'umanista Gian Giorgio Trissino, ritratto del 1510 di Vincenzo Catena

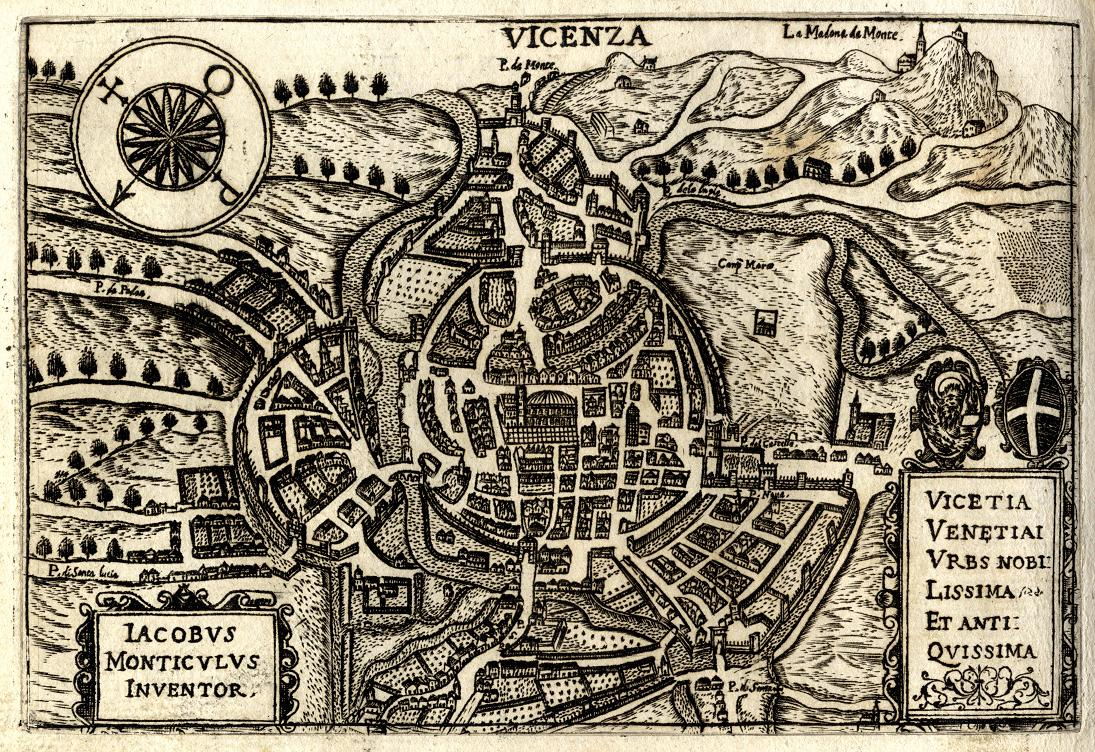
Pianta di Vicenza nel Cinquecento, in Theatrum urbium Italicarum collettore Petro Bertellio Patavino, Venezia, 1599. Vicenza, Biblioteca Civica Bertoliana.

Dopo la conclusione della guerra della Lega di Cambrai, le maggiori città della terraferma veneta si dotarono di importanti difese, totalmente diverse dalle fortificazioni precedenti e adeguate all'impiego dell'artiglieria. Anche per Vicenza furono formulati progetti - la cui realizzazione avrebbe portato a una configurazione ben diversa della città - che però vennero tutti disattesi. A parte il costo proibitivo - soprattutto per rafforzare il lato sud, dove gli spalti avrebbero dovuto arrampicarsi su Monte Berico - si fece costantemente sentire la non troppo malcelata opposizione dell'aristocrazia cittadina, che lamentava la devastazione dei campi e la demolizione di edifici per fare posto alle fortificazioni. Al di là di questi motivi concreti vi erano altre ragioni: i nobili vicentini manifestavano in prevalenza simpatie filoimperiali, che si erano rese evidenti durante la guerra nel momento in cui era arrivato Massimiliano I.
La vittoria finale di Venezia aveva definitivamente frustrato ogni velleità di autonomia politica. Così l'aristocrazia vicentina si rifugiò in una distinzione culturale, che esaltava sogni di romana grandezza e si realizzava in tutto ciò che poteva essere creato con il patrimonio personale: l'educazione dei figli, la creazione di circoli culturali come l'Accademia Olimpica, l'edificazione di palazzi che si rifacevano alla Roma imperiale, piuttosto che agli edifici gotici di Venezia. Questo gusto per il classicismo di ascendenza toscoromana - già trionfante nell'Italia centrale - veniva indicato come la modernità.

#### Palazzi e ville
Con l'estensione del dominio di Venezia alla Terraferma e il periodo di sostanziale pace creatosi dopo la guerra, l'aristocrazia vicentina, come anche quella veneta e veneziana, rafforzò il proprio interesse per i possedimenti fondiari. Alle grandi proprietà si accompagnarono importanti investimenti in agricoltura, che venivano poi remunerati dalla produttività dei fondi; le rendite così ottenute permettevano alle famiglie una vita sfarzosa: i palazzi in città, il patronato delle cappelle e degli altari nelle chiese, la carriera politica e militare dei figli e una cospicua dote per le figlie.
Il palazzo di famiglia in città divenne sempre più grande e maestoso, ma il vero simbolo di questo mondo nuovo fu la villa, un complesso in cui alla bellezza e alla grandiosità della residenza signorile si affiancavano gli edifici necessari alla gestione della tenuta circostante: la villa aveva dunque, a differenza di altre residenze, una doppia funzione, sia di rappresentanza e di svago sia di centro produttivo.
Rispetto alle ville venete che, alla fine del XV secolo, erano sorte sulla base degli antichi castelli - grandiose, quasi una ripetizione dei palazzi di città - quelle di Palladio risposero alla necessità di un nuovo tipo di residenza rurale: più piccole, spesso con un unico piano principale abitabile, erano adatte da una parte a controllare l'attività produttiva, dall'altra a impressionare gli affittuari e i vicini oltre che a intrattenere gli ospiti importanti; erano quindi efficaci al fine di stabilire una presenza sociale e politica nelle campagne e, nello stesso tempo, adatte per il riposo, la caccia e per sfuggire alla città, soprattutto nel periodo estivo.
Circondate da vaste estensioni di campi coltivati e vigneti, le ville comprendevano magazzini, stalle e depositi per il lavoro agricolo. Di norma presentavano edifici accessori, le barchesse, destinate a contenere gli ambienti di lavoro, che Palladio trasforma scenograficamente in ali laterali, dividendo razionalmente lo spazio del corpo centrale, destinato ai proprietari, da quello dei lavoratori, in modo da non sovrapporre le diverse attività. Il corpo centrale, nelle ville di Palladio, era a sua volta suddiviso in senso verticale, dove ogni piano assolveva a funzioni ben distinte.

#### L'affermazione di Palladio

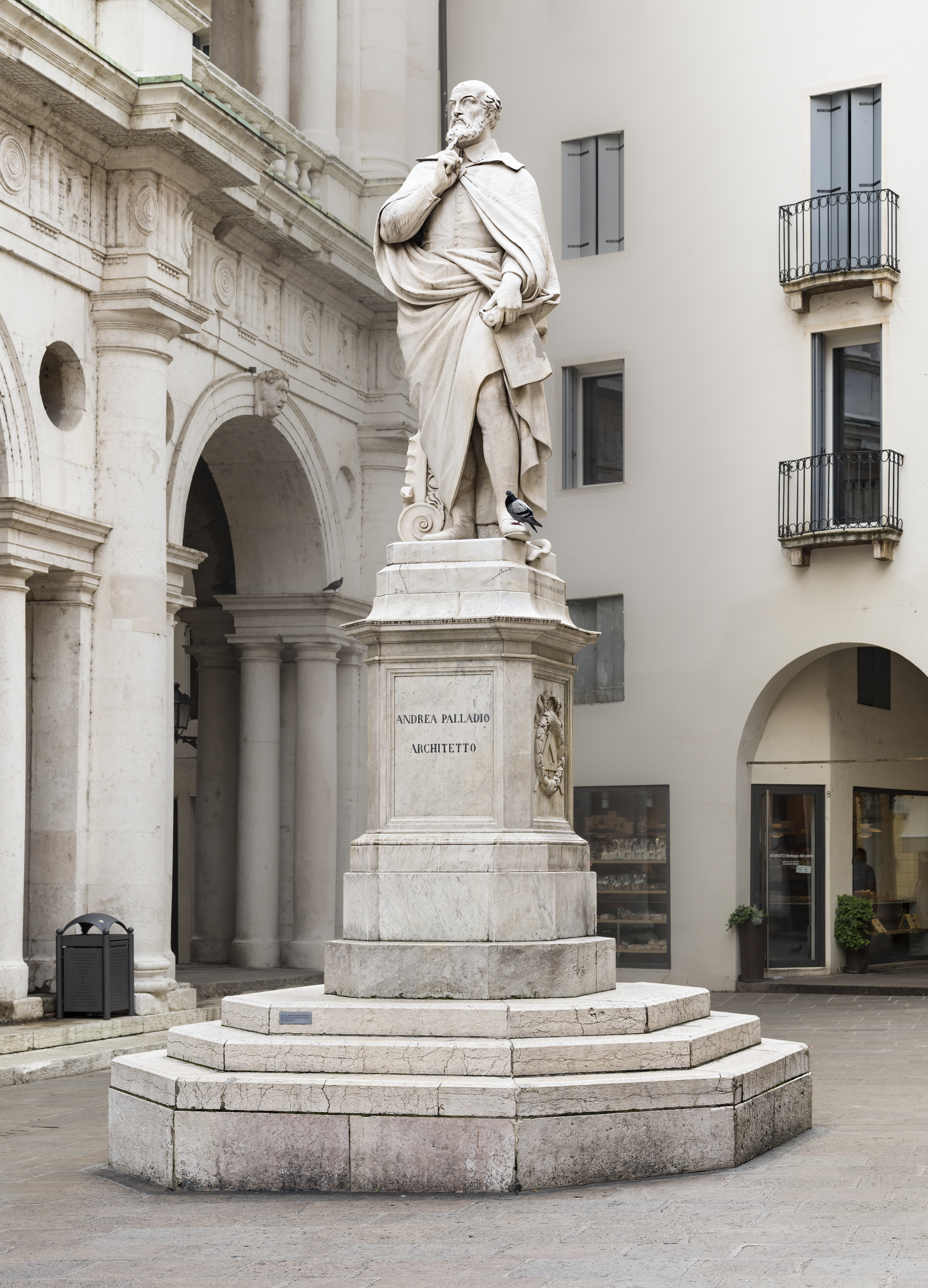
Monumento ad Andrea Palladio; nello sfondo le logge della Basilica Palladiana.

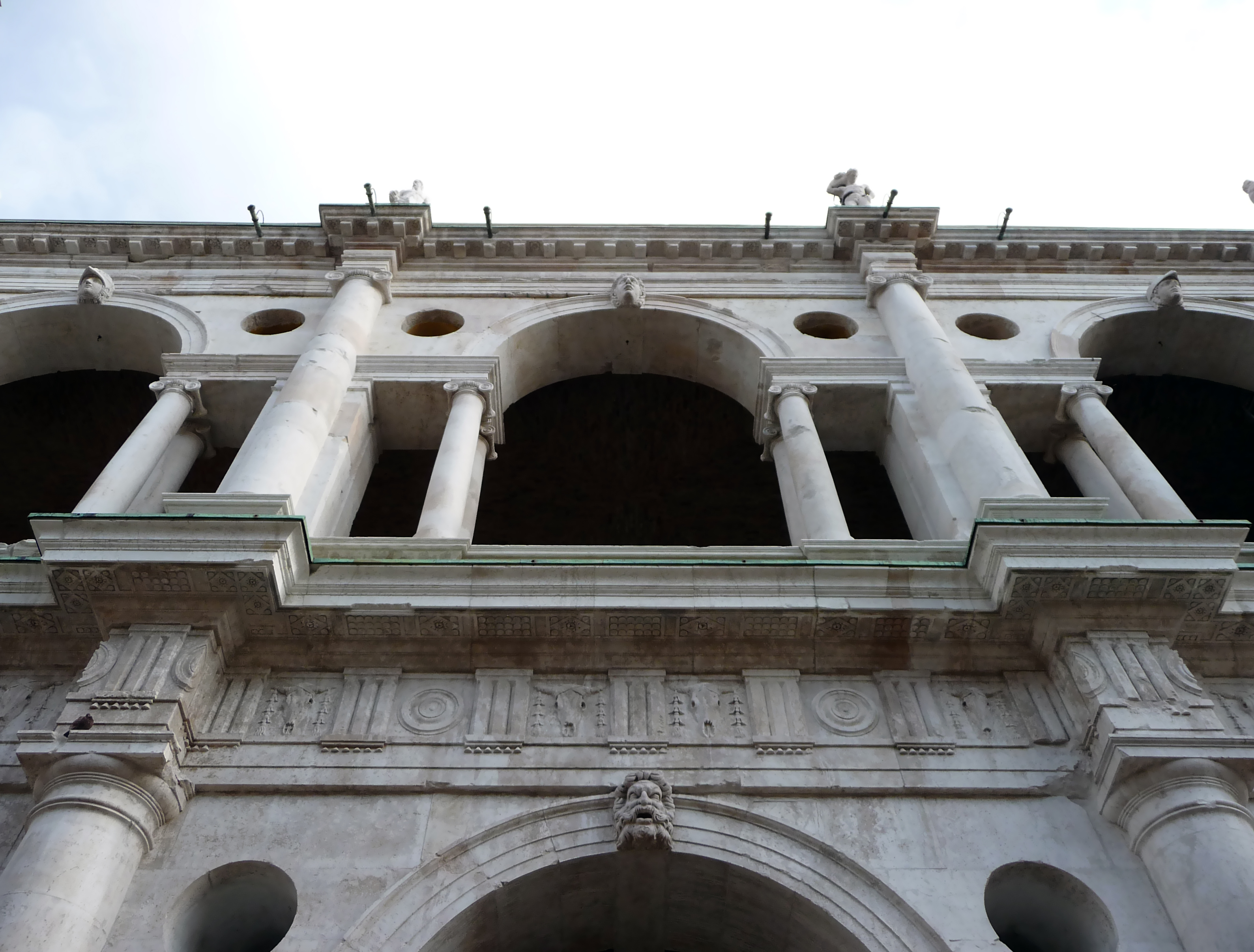
Le logge della Basilica Palladiana

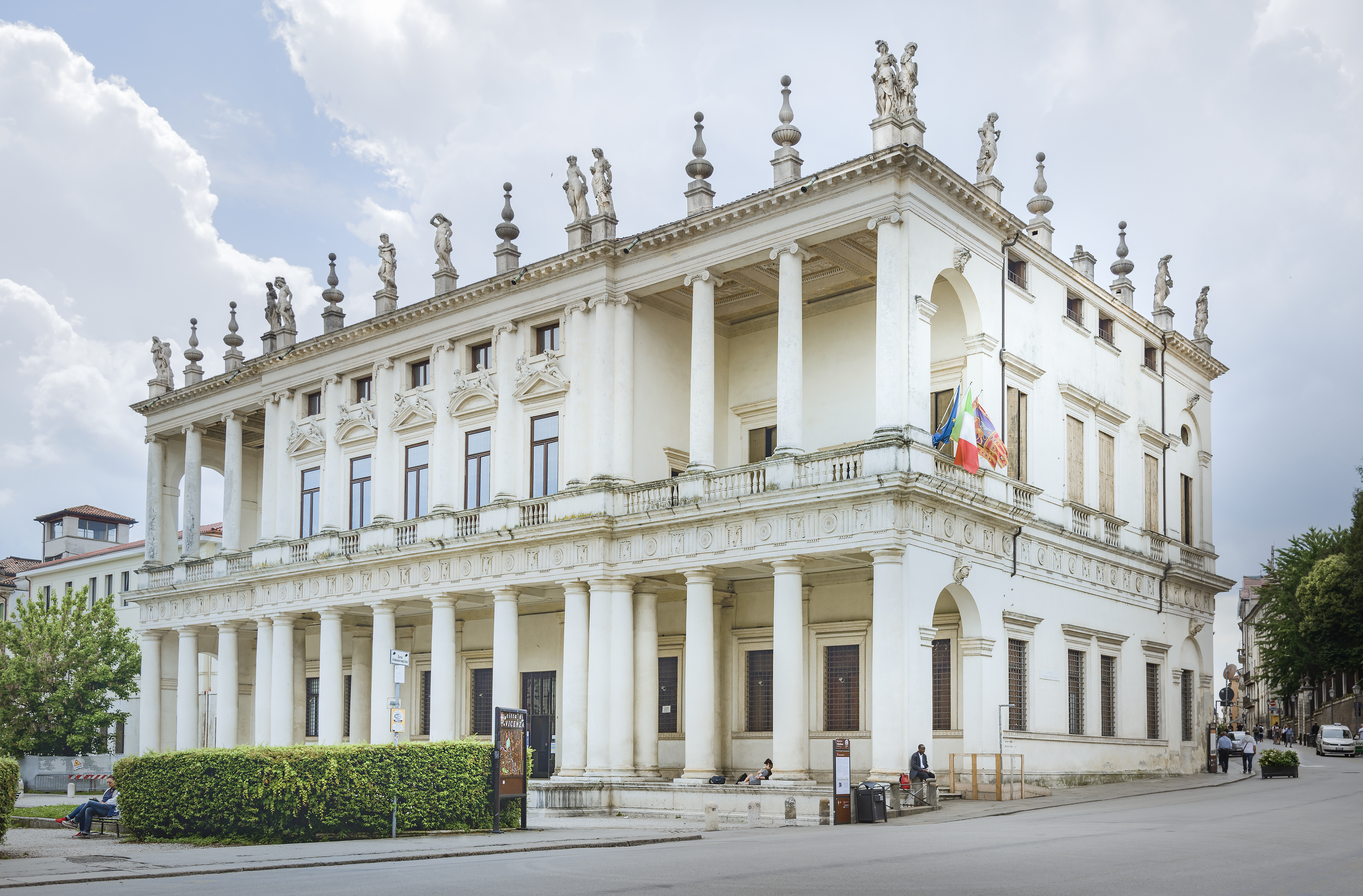
Palazzo Chiericati

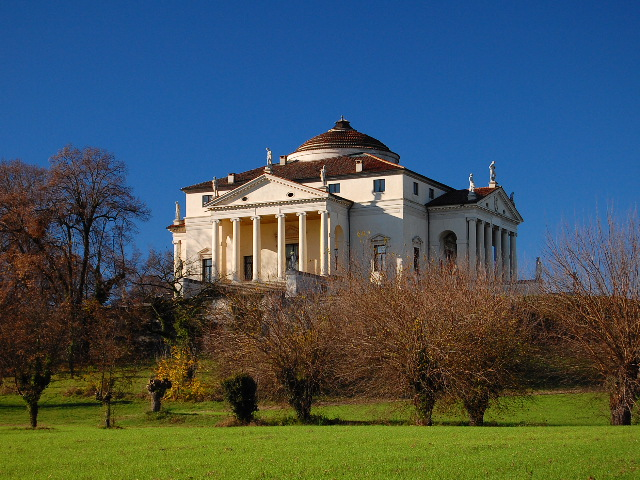
villa Almerico Capra detta la Rotonda

Uno dei più insigni esponenti di questo nuovo clima politico, sociale e culturale fu Gian Giorgio Trissino, umanista, poeta e tragediografo che, oltre a svolgere attività diplomatiche per conto del papato, si interessava di linguistica e di architettura. Volendo rimodernare la residenza di famiglia a Cricoli, a poca distanza dalla città, intorno al 1537 Trissino ne affidò la ristrutturazione alla bottega di Giovanni e Girolamo da Pedemuro e lì si entusiasmò per le capacità professionali di Andrea di Pietro che, tre anni dopo, avrebbe ribattezzato il "Palladio". Tra i due, accomunati dalla passione per la classicità, nacque una collaborazione che durò fino alla morte dell'umanista nel 1550.
Anche in seguito Andrea Palladio si dedicò totalmente a rifare il volto della città, sia nell'edilizia pubblica sia nel seguire i desideri dei nobili committenti che investivano nella costruzione o nella ristrutturazione dei loro palazzi, lasciando in eredità un insostituibile patrimonio di idee, esposte nel trattato I quattro libri dell'architettura e concretizzate principalmente nei palazzi che arricchirono il centro storico e nelle sontuose ville venete.
Edilizia pubblica
Le grandi opere pubbliche progettate dal Palladio in Piazza dei Signori, le logge del Palazzo della Ragione (Basilica Palladiana) e la Loggia del Capitanio, con la loro monumentalità mirarono a conferire alla città quell'importanza cui essa aspirava. Nel 1580 egli progettò come sua ultima opera il Teatro Olimpico, commissionatogli dall'Accademia Olimpica (di cui era uno dei fondatori) per la messa in scena di commedie classiche. Punto di arrivo dei lunghi e approfonditi studi di Palladio sull'architettura romana e della sua pratica di architetto e scenografo, è il primo teatro stabile, coperto e in muratura dell'epoca moderna.
L'edilizia religiosa
Autore di alcune tra le più belle chiese di Venezia, Palladio nella sua città realizzò soltanto parti di edifici religiosi - il portale della chiesa di Santa Maria dei Servi, la cupola e il portale laterale della Cattedrale di Vicenza, la Cappella Valmarana nella chiesa di Santa Corona - ma viene attribuito anche il progetto di una piccola chiesa conventuale, Santa Maria Nova, costruita postuma.
Edilizia privata
Nella sua città Palladio ha lasciato un'eredità unica di palazzi signorili da lui progettati: sono, in ordine cronologico, i palazzi Civena, Poiana, Thiene, Porto (per Iseppo da Porto), Chiericati, Schio, Valmarana, Barbaran da Porto, Porto in piazza Castello, Thiene Bonin Longare. L'unico che riuscì a realizzare interamente in vita è Palazzo Barbaran da Porto; altri furono completati dopo la sua morte, come Palazzo Chiericati, finito un secolo dopo sulla base dei disegni del trattato di Palladio I quattro libri dell'architettura.
Le ville
La reputazione di Palladio, fin dagli inizi e anche dopo la sua morte, si è fondata sulla sua abilità di progettista di ville. Oltre alla celebratissima villa Almerico Capra detta la Rotonda, che servì da modello agli architetti successivi in tutta Europa e negli Stati Uniti, Palladio progettò una quindicina di ville nel vicentino e diverse altre in territorio veneto; 24 di esse sono state incluse, con la città di Vicenza, nell'elenco dei patrimoni dell'umanità UNESCO.

### Sei-Settecento

#### Due secoli di stagnazione
L'ambiente politico, economico e sociale di Vicenza nel periodo che va dalla morte di Palladio (1580) alla fine della Repubblica veneta (1797) fu essenzialmente determinato dalle sorti della Serenissima che, sfiancata dalle lotte contro i turchi e indebolita per la perdita dei traffici verso l'oriente, si arroccava in una politica conservatrice il cui unico obiettivo era quello di mantenere i privilegi dell'aristocrazia.
Simile a quella della capitale era la situazione di Vicenza: l'aristocrazia cittadina, ormai rassegnatasi a dipendere da Venezia senza poter giocare un ruolo politico a livello statale, si rifaceva sul contado, sfruttando i proventi delle campagne per aumentare il proprio prestigio esteriore. All'interno della città restava netta la distinzione tra i ceti sociali - raro era l'emergere di nuove famiglie nobili o arricchitesi di recente - e all'interno delle stesse famiglie si tendeva alla concentrazione dei patrimoni, mediante l'esclusione dei figli cadetti o delle figlie che venivano avviate alla vita di convento.
Tutto questo fu determinante per l'immagine urbana. I grandi palazzi restarono localizzati nell'antico centro storico, all'interno delle mura altomedievali, la cui popolazione era costituita dalle famiglie importanti e dai loro servitori. Gli artigiani e i commercianti si radicarono nei borghi racchiusi dalle mura tardomedievali di Berga, San Pietro, Pusterla, Porta Nova e in quello esterno di San Felice. L'ambiente fuori dalle mura restò quello della campagna, che si arricchì di ville sempre più imponenti.
La maggior novità di questo periodo dal punto di vista architettonico fu data dalla costruzione o dal rifacimento degli edifici religiosi: chiese, conventi, oratori, che trassero notevole impulso dall'attuazione della Controriforma cattolica.

#### Il Seicento, uno stile monumentale ma severo

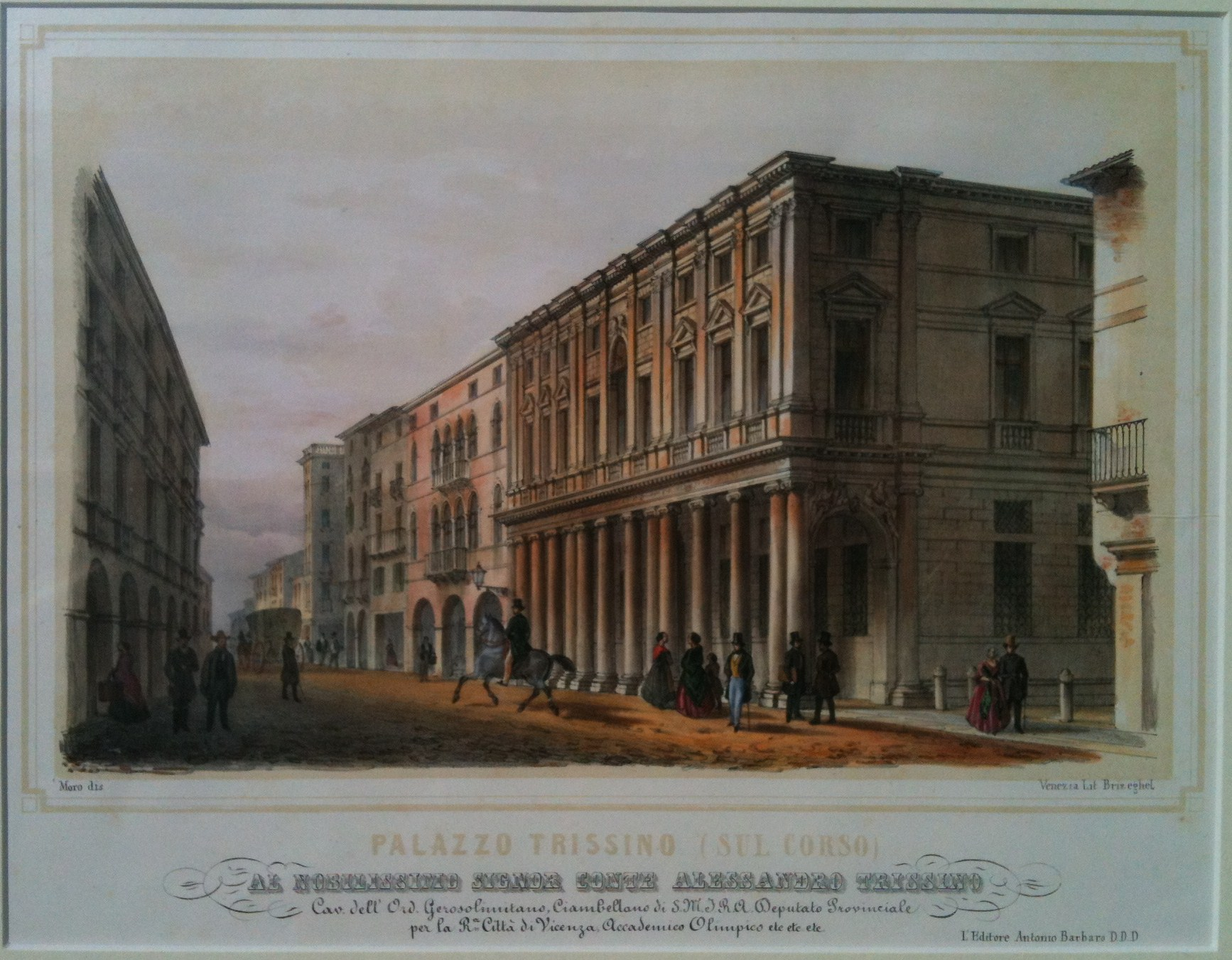
Palazzo Trissino (sul Corso) (litografia di Marco Moro dedicata ad Alessandro Trissino, 1847). Il palazzo, oggi sede del municipio, venne progettato da Vincenzo Scamozzi e completato nelle facciate da Antonio Pizzocaro con Carlo e Giacomo Borella.

Palladio morì senza vedere la piena realizzazione dei suoi sogni; nel 1580 - lo testimonia la Pianta Angelica, redatta nel medesimo anno - tutto era ancora incompleto: le logge della Basilica erano finite solo a settentrione e ad occidente, nel Teatro Olimpico mancavano gli interni, molti palazzi restarono incompleti (come il Palazzo Porto in piazza Castello) o furono completati molto più tardi (il cantiere di Palazzo Chiericati sarebbe rimasto aperto ancora per un secolo e mezzo).
Con Vincenzo Scamozzi, che proseguì il lavoro del maestro in alcune di queste opere, iniziò un nuovo corso che avrebbe caratterizzato tutto il XVII secolo: l'attività edilizia aveva recepito l'insegnamento di Palladio, la sua tendenza alla monumentalità e alla scenografia - i palazzi si fecero sempre più grandi, spesso inglobando e unificando edifici preesistenti, cui si accedeva attraverso altissimi portoni - ma si fece sempre più sobria, severa e razionale, anche in base alle richieste della committenza, costituita ancora dalle famiglie aristocratiche cittadine, ma dove iniziava ad emergere anche una nuova classe sociale, che esprimeva il lusso e il prestigio in maniera diversa, contenendolo all'interno dei palazzi ed evitando lo sfoggio esterno.
Nella seconda metà del secolo anche a Vicenza - che si risollevava dai tempi duri della peste - come nel resto dell'Italia nacque una nuova sensibilità che rifiutava la troppa austerità fino ad allora imperante, preferendo invece uno stile che puntava all'esuberanza decorativa, unendo pittura, scultura e stucco nella composizione spaziale e sottolineando il tutto mediante suggestivi giochi di luce e ombre: lo stile barocco, le cui caratteristiche fondamentali erano le linee curve, dagli andamenti sinuosi, come ellissi, spirali o curve a costruzione policentrica; il forte senso della teatralità doveva destare meraviglia e ammirazione.
Questa sensibilità veniva da Venezia, dove il principale esponente del barocco, Baldassarre Longhena - a sua volta profondamente influenzato dai due sommi maestri del Cinquecento italiano, Jacopo Sansovino e Andrea Palladio - aveva costruito la chiesa di Santa Maria della Salute. A Vicenza però il barocco non trovò grandi applicazioni nell'architettura civile (praticamente solo il palazzo Leoni Montanari); maggiori invece furono le sue espressioni nell'architettura religiosa.

#### Il Settecento e il mito di Palladio
A Vicenza nel Settecento si assistette alla riscoperta e alla rivalutazione di Palladio.
Marco Boschini, personaggio eclettico e fine critico d'arte veneziano, chiamato dagli amministratori vicentini, nel 1676 pubblicò il volumetto I gioielli pittoreschi. Virtuoso ornamento della città di Vicenza, la prima guida alla città. Questi gioielli erano le chiese e i palazzi pubblici della città. Egli affermava che tutta la città era stata abbellita dall'impostazione di Palladio e, come Tiziano era il gigante della pittura, Palladio era il Tiziano dell'architettura.
Cent'anni dopo, nel 1779, venne pubblicata una nuova guida della città di Vicenza, la Descrizione delle architetture, pitture e scolture di Vicenza, con alcune osservazioni, scritta da Pietro Baldarini, che poi affiancò Enea Arnaldi, grande estimatore di Palladio: in essa si affermava che tutto ciò che c'era di buono a Vicenza era stato fatto dal Palladio, mentre i successori, dopo che era stato raggiunto un tale livello di perfezione, erano ricaduti nella barbarie. L'architettura del Seicento veniva vista come quella della decadenza e questa valutazione rimase tale fino alla fine dell'Ottocento e ai primi del Novecento, quando dell'architettura seicentesca venne fatta una rivalutazione critica.

#### L'architettura del XVII e del XVIII secolo
L'edilizia pubblica

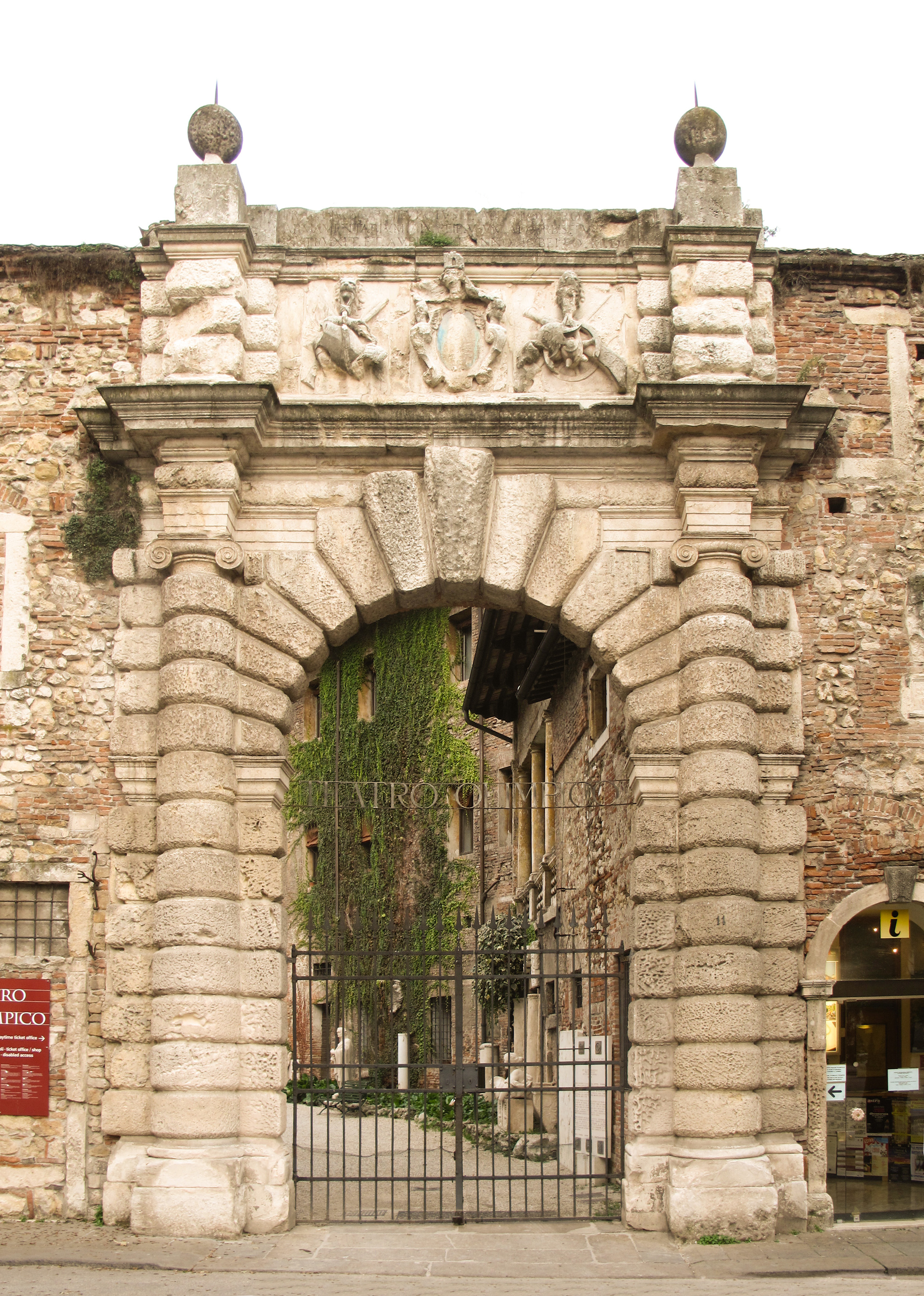
Arco d'ingresso per il giardino del Teatro Olimpico, progettato da Ottavio Bruto Revese.

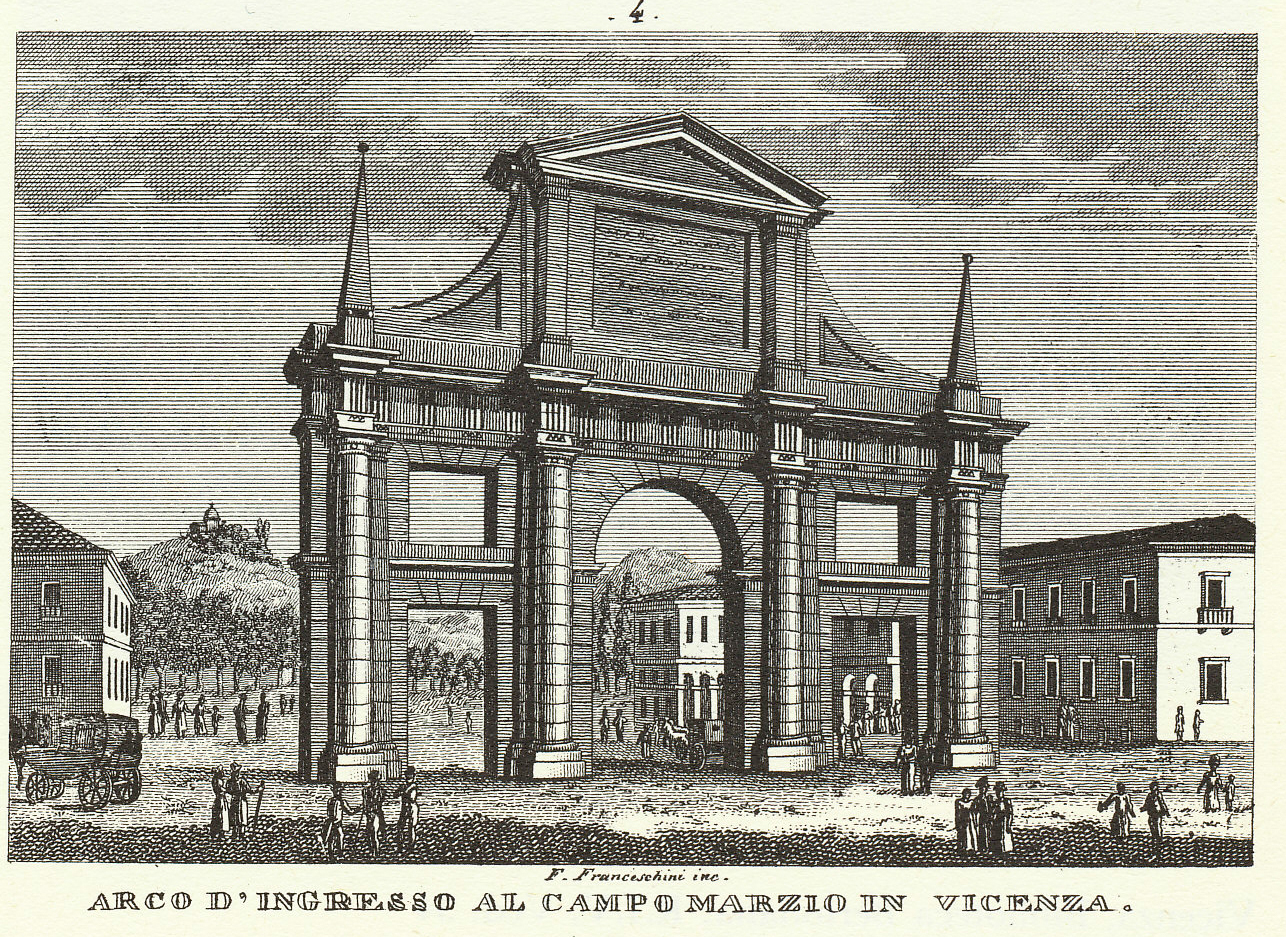
Arco trionfale in Campo Marzo di Ottavio Bruto Revese (1608; demolito nel 1938).

Verso la fine del XV secolo la città aveva sostenuto un notevole sforzo per la ristrutturazione o il completamento di alcune opere già iniziate.
Il castello semi diroccato - ora Palazzo del Territorio - che dopo la dedizione alla Serenissima era stato diviso tra il Comune di Vicenza (che l'aveva adibito a prigione) e l'Arsenale della Repubblica veneta - fu ristrutturato e, dismesse le prigioni, nella parte comunale venne affidato all'Accademia Olimpica che vi costruì il Teatro Olimpico, mentre nel settore veneziano trovarono sede dal 1616 i magistrati incaricati dei 15 vicariati e delle due podesterie del territorio vicentino. Per accedere a questo settore nel 1600 fu eretto il maestoso arco progettato dall'architetto Ottavio Bruto Revese, che disegnò anche l'arco trionfale in Campo Marzo.
A cavallo del secolo furono completate le logge della Basilica Palladiana - nel 1597 (diciassette anni dopo la morte di Palladio) il secondo livello delle logge e nel 1614 il prospetto su piazza delle Erbe.
Il XVII e del XVIII secolo non annoverano invece l'esecuzione di importanti opere pubbliche, a parte l'ampliamento, a inizio Settecento, del palazzo del Monte di Pietà e la costruzione della seconda facciata, che diventava l'accesso alla sede della prima Biblioteca Civica Bertoliana.
L'edilizia privata

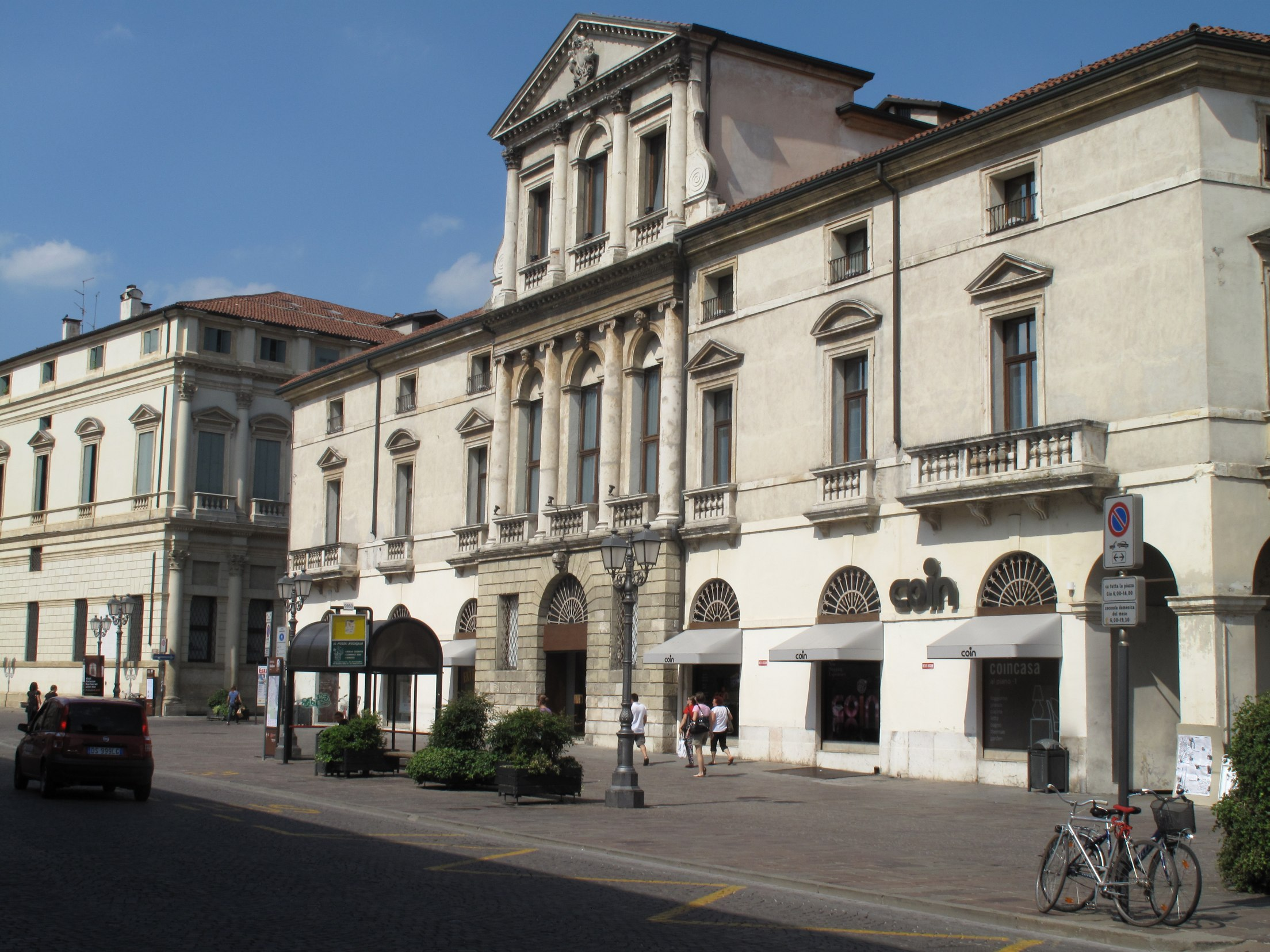
Palazzo Piovini, progettato da Antonio Pizzocaro (1658)

Nel Seicento avvenne il completamento di molti palazzi progettati dal Palladio; nell'affidare ad altri architetti la progettazione di palazzi nuovi le famiglie rifiutarono lo sfarzo esteriore, chiedendo un decoro più contenuto. Anche se non grandiosa, l'architettura in città divenne più severa, più austera fino a raggiungere con Antonio Pizzocaro un aspetto quasi militaresco, riflettendo così la diversa situazione economica e sociale che si era creata in città.
I palazzi cittadini, come in genere tutt'Italia seppure con varianti regionali, rimasero fedeli alla tipologia residenziale del Rinascimento, con un corpo edilizio chiuso attorno a una corte interna; di solito i prospetti principali furono dotati di avancorpi e decorati mediante l'impiego di colonne giganti. Dagli altri si distingue il barocco palazzo Leoni Montanari, unione di unità abitative diverse messe insieme da un nuovo arricchito, il setaiolo Giovanni Leoni che lo volle per promuovere la sua posizione sociale e avere un seggio nel consiglio della città. La sua costruzione fu affidata a un architetto "foresto", il lombardo Giuseppe Marchi. Solo qualche altro palazzo inserì all'esterno qualche elemento di un barocco smorzato, come le specchiature tipiche del palazzo Segala al di là del ponte degli Angeli e del palazzo Piovene Cicogna in Borgo Pusterla.
I vicentini nobili, i nuovi ricchi e i patrizi veneziani continuarono a commissionare nelle loro ottenute di campagna la costruzione di ville sempre più grandiose.

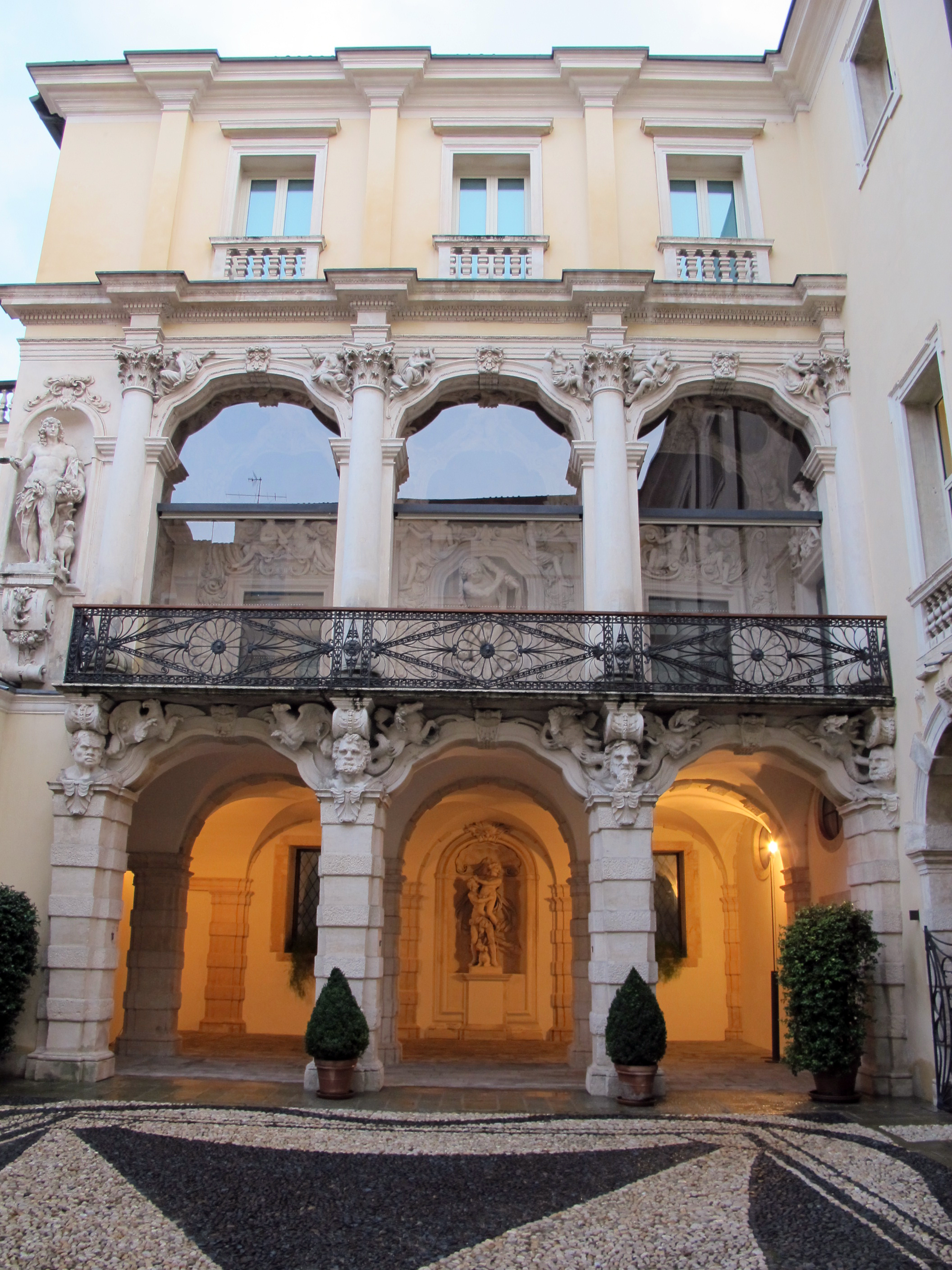
Palazzo Leoni Montanari visto dalla corte interna

L'edilizia religiosa

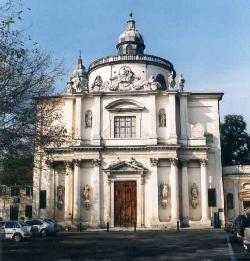
Chiesa di Santa Maria in Araceli (1675-80, edificata su progetto di Guarino Guarini da Carlo Borella.

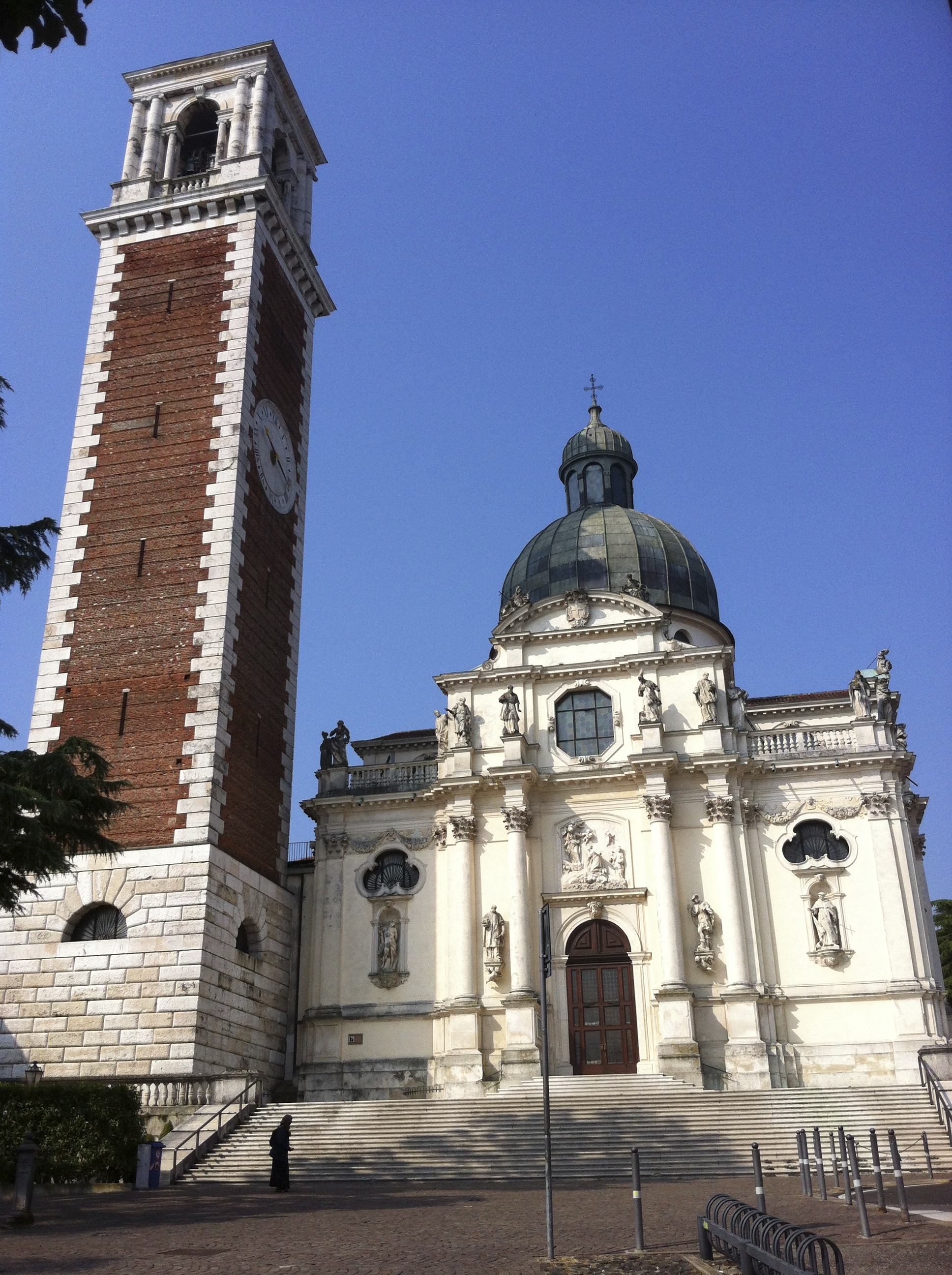
Basilica santuario della Madonna di Monte Berico

A partire dalla fine del Cinquecento e fino a tutto il Settecento, l'attuazione della Controriforma diede un notevole impulso alla costruzione o al rifacimento di edifici religiosi: chiese, conventi, oratori.
Essa ebbe notevoli ripercussioni anche in campo artistico: gli edifici riflettevano nella struttura e nell'ornamentazione la simbologia cattolica che si voleva affermare, in contrapposizione a quella protestante; fu promossa l'importanza didascalica delle immagini e furono fissate una serie di norme nelle arti per sottolineare la distinzione tra il clero e i fedeli.
La Chiesa cercò un compromesso col potere politico, conciliando la fede con la vita mondana; proprio per questo il barocco divenne uno stile atto a esprimere contemporaneamente sia la fede sia le frivolezze della mondanità. Il barocco, sviluppatosi a Roma tra il 1630 ed il 1670 e diffusosi in Italia e in Europa, trovò la sua espressione anche negli edifici religiosi di Vicenza.
Molti edifici furono costruiti o ristrutturati per accogliere i nuovi ordini religiosi istituiti con la Controriforma: si tratta della chiesa e del convento di San Giuliano (1666-1720 sotto la direzione di Antonio Pizzocaro che aveva redatto il progetto) per i frati Minimi, delle chiese di Santo Stefano (1675-1764 iniziata da Carlo Borella) e di San Gaetano (1720-29 dell'architetto padovano Girolamo Frigimelica, che seppe coniugare al palladianesimo qui imperante gli stilemi del barocco romano) per i Teatini, di quelle di San Girolamo degli Scalzi (oggi San Marco) per i Carmelitani riformati (1720-27, forse dell'architetto veneziano Giorgio Massari), dei Santi Filippo e Giacomo per i padri Somaschi, di San Filippo Neri per i padri Filippini (progettata da Giorgio Massari e Antonio Piovene, che recuperò per la facciata un vecchio disegno di Ottone Calderari per gli Scalzi).
Altri edifici furono ingranditi, abbelliti o totalmente ricostruiti, come la chiesa di Santa Maria in Araceli (1675-80, su progetto di Guarino Guarini e realizzazione di Carlo Borella) delle Clarisse, il santuario della Madonna di Monte Berico (1688-1703, realizzato da Carlo Borella sulla base di un progetto di Andrea Palladio) dei Servi di Maria, la chiese e il monastero di Santa Caterina per le Benedettine, la facciata e la cappella della Pietà nella chiesa di San Vincenzo.
Un'ulteriore tipologia di edifici fu quella degli oratori, che nel Seicento furono costruiti o rinnovati per iniziativa delle confraternite: furono quelli del Gonfalone, del Crocifisso dei Servi, di San Nicola da Tolentino, delle Zitelle, quelli della Concezione annesso alla chiesa di San Lorenzo o del Rosario annesso alla chiesa di Santa Corona.

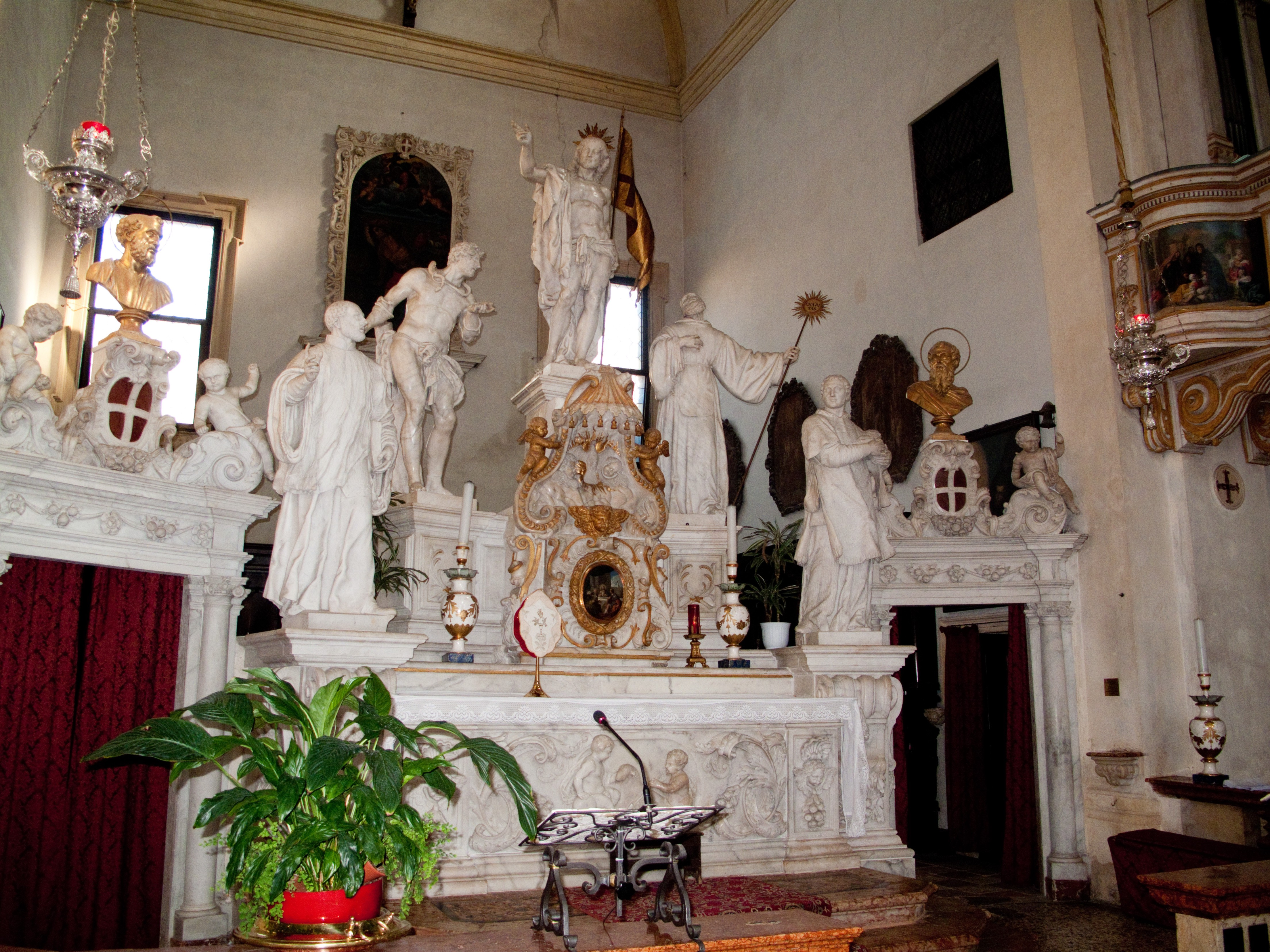
Altare maggiore della chiesa di San Giuliano
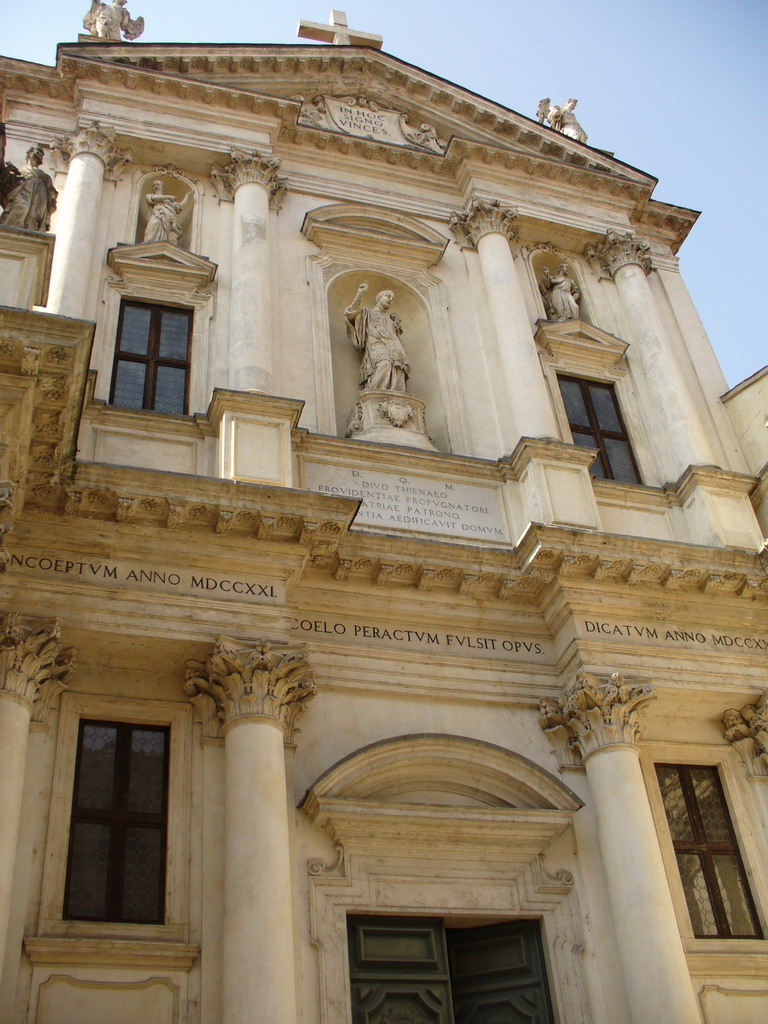
Facciata della chiesa di Santo Stefano
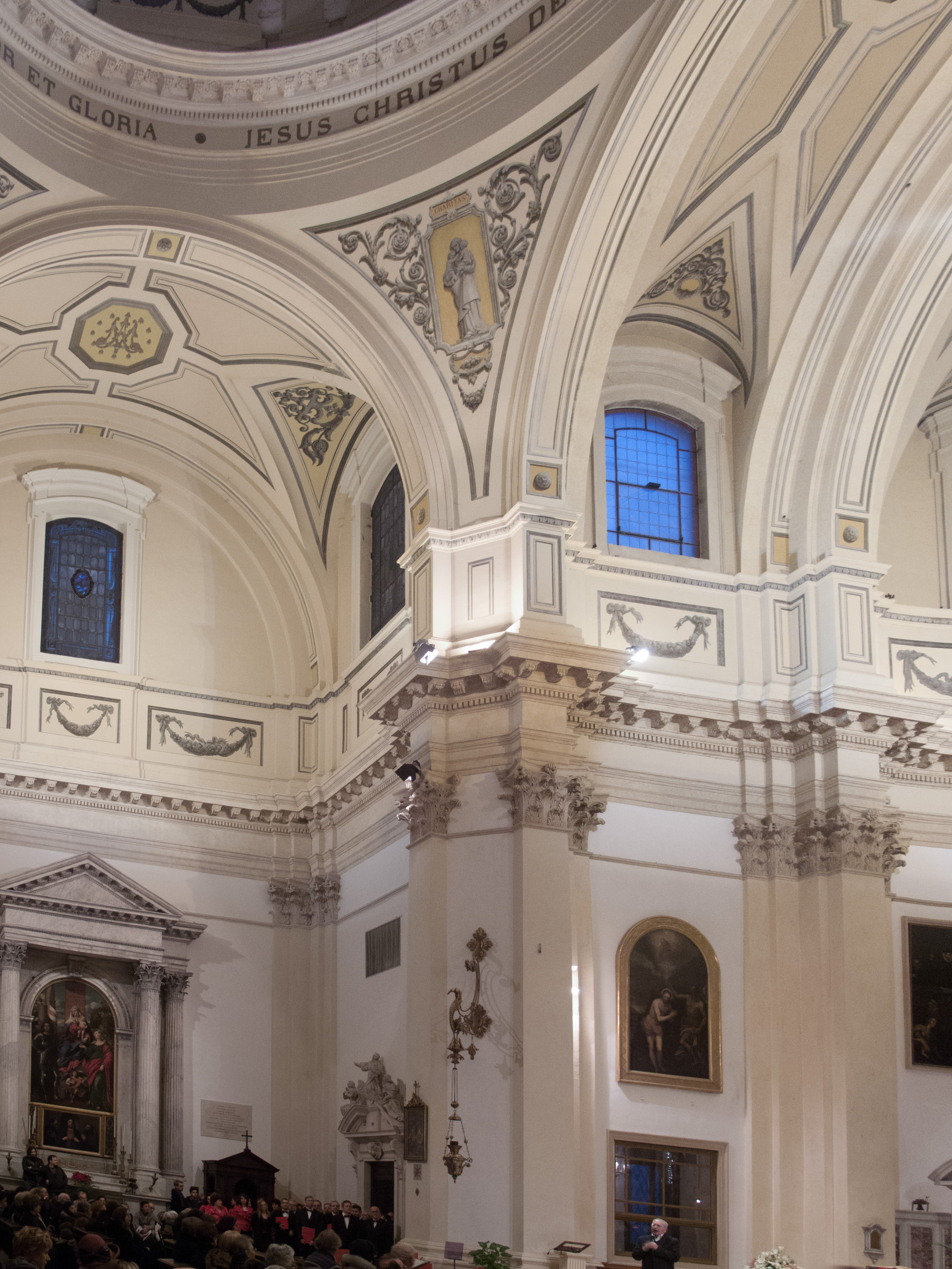
Interni della chiesa di Santo Stefano
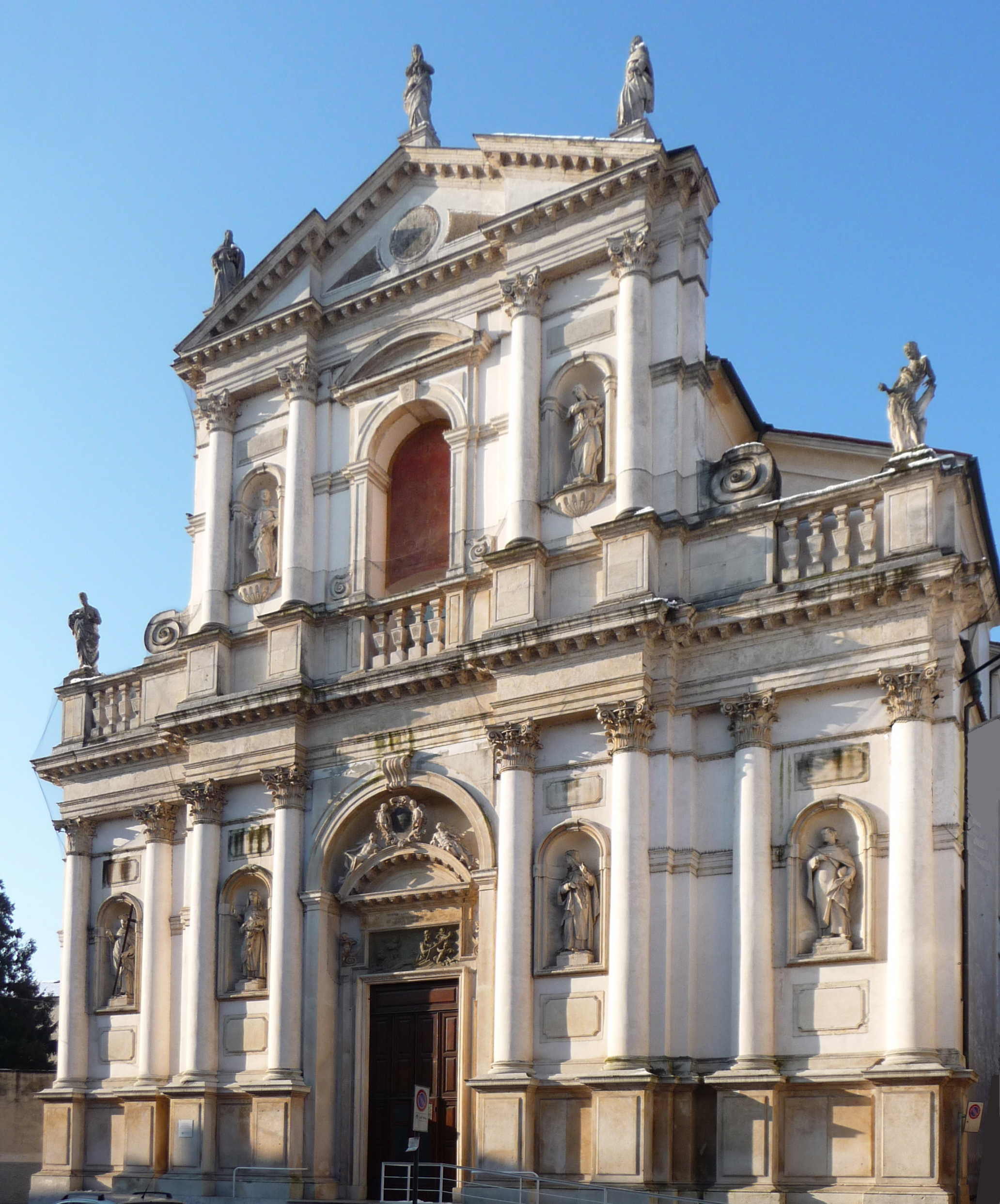
Facciata della chiesa di San Marco in San Girolamo degli Scalzi
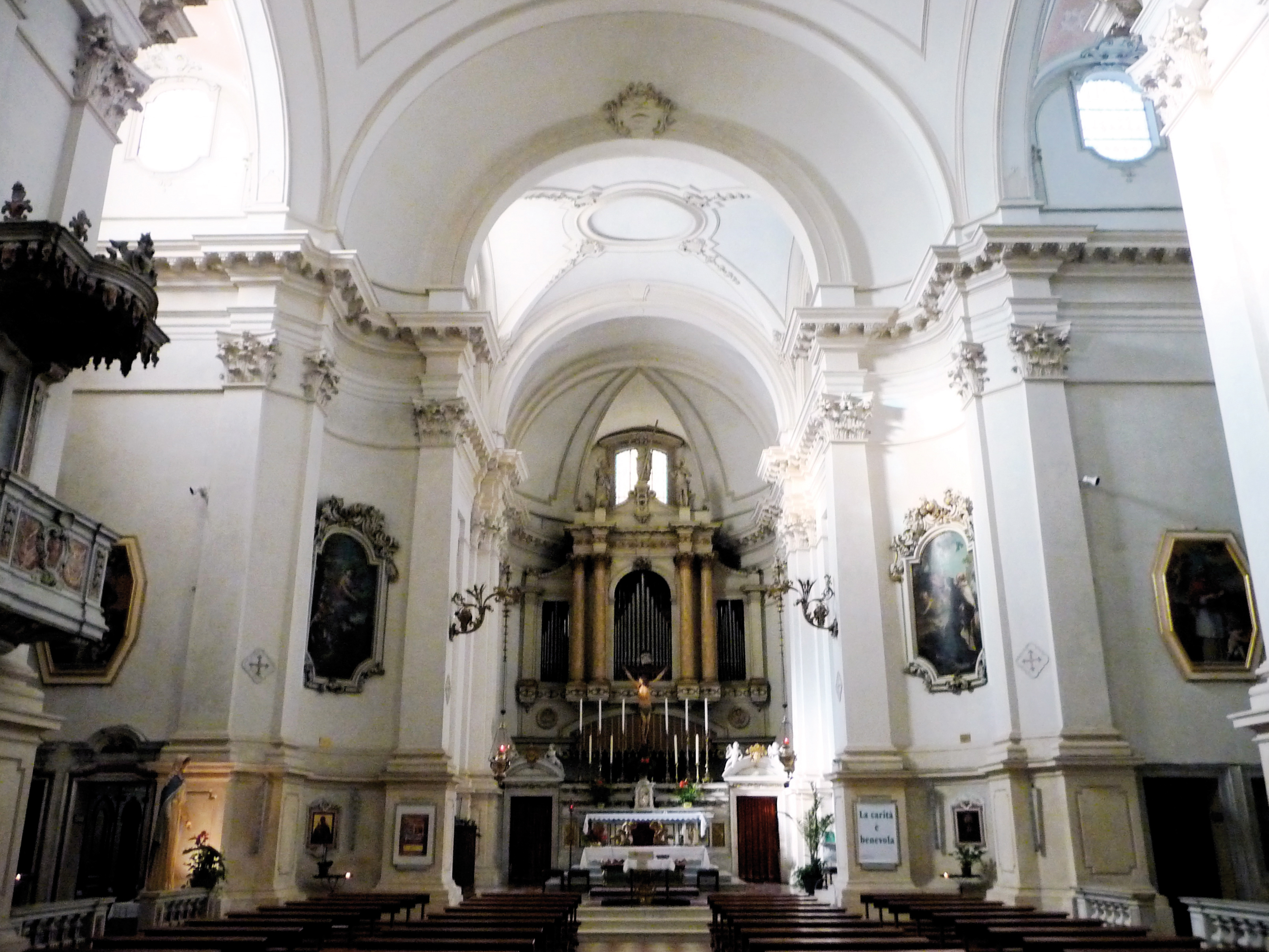
Navata della chiesa di San Marco in San Girolamo degli Scalzi
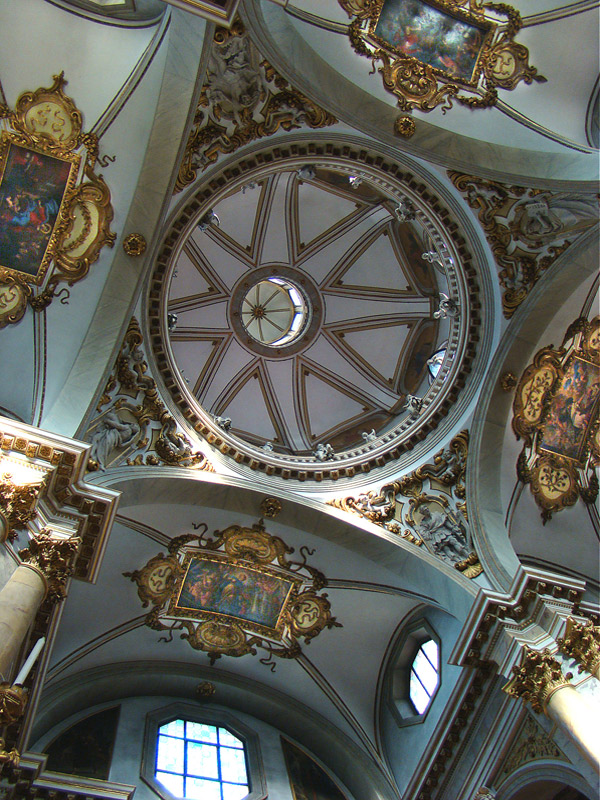
Cupola del santuario della Madonna di Monte Berico
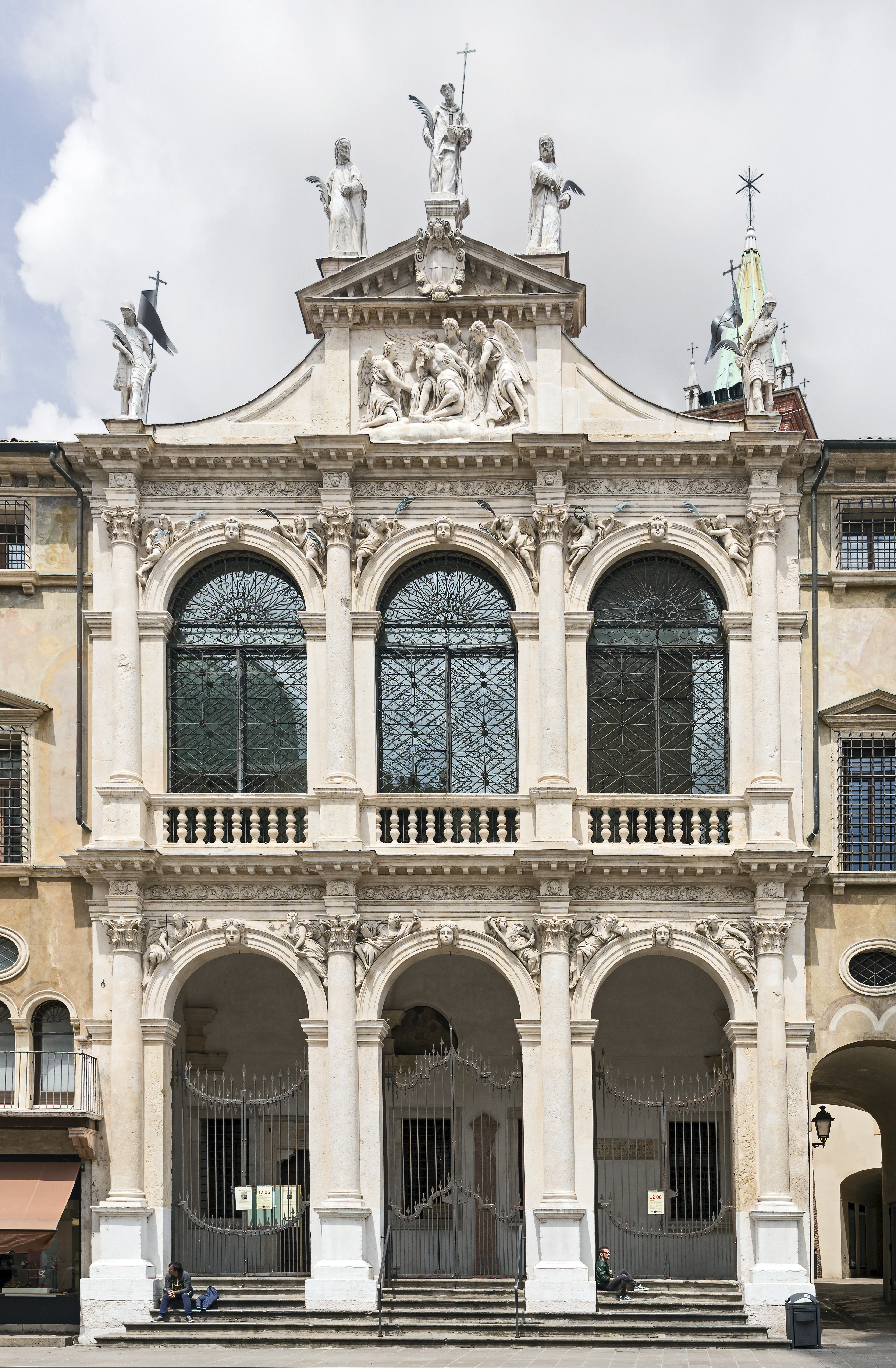
Facciata della chiesa di San Vincenzo

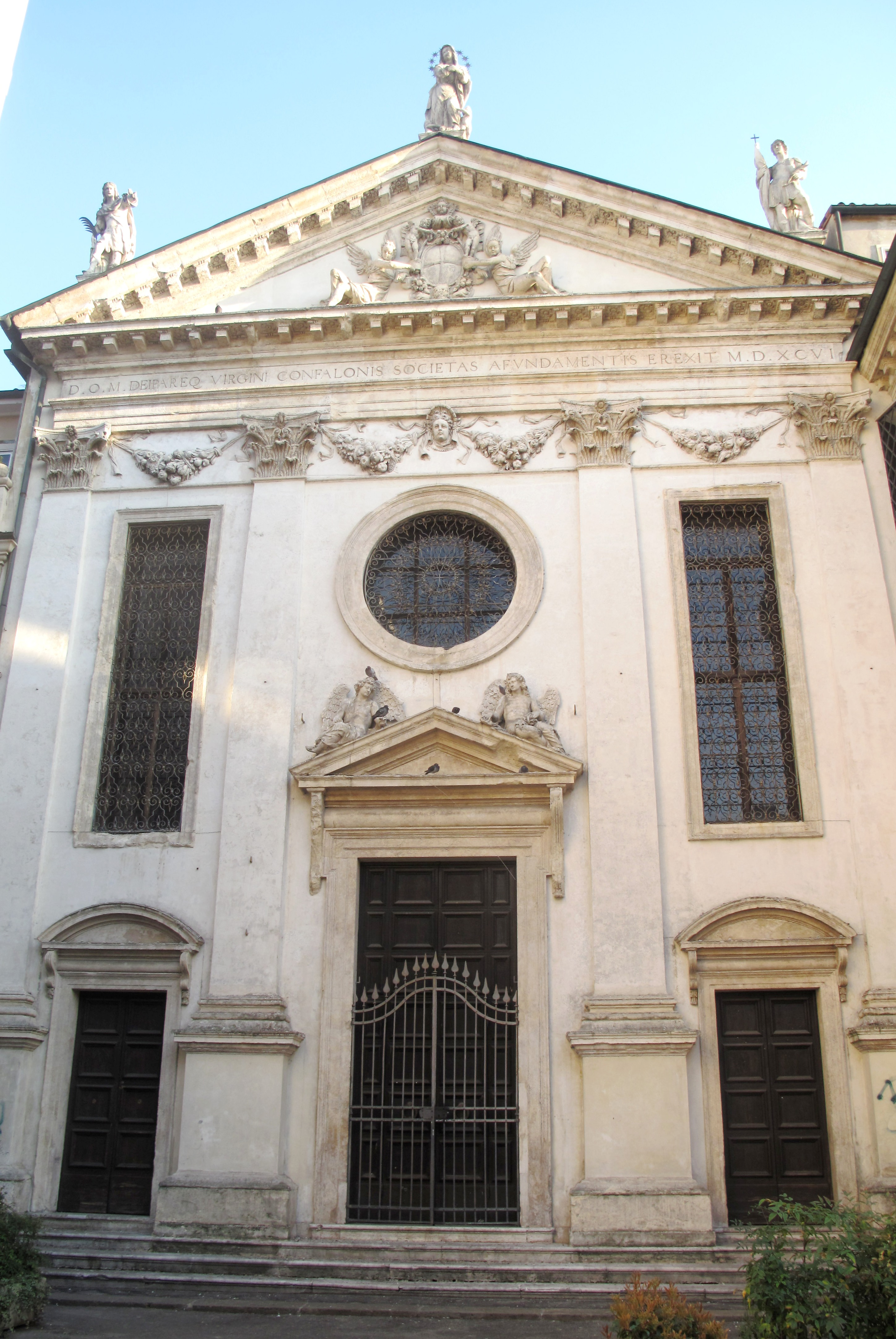
Oratorio del Gonfalone
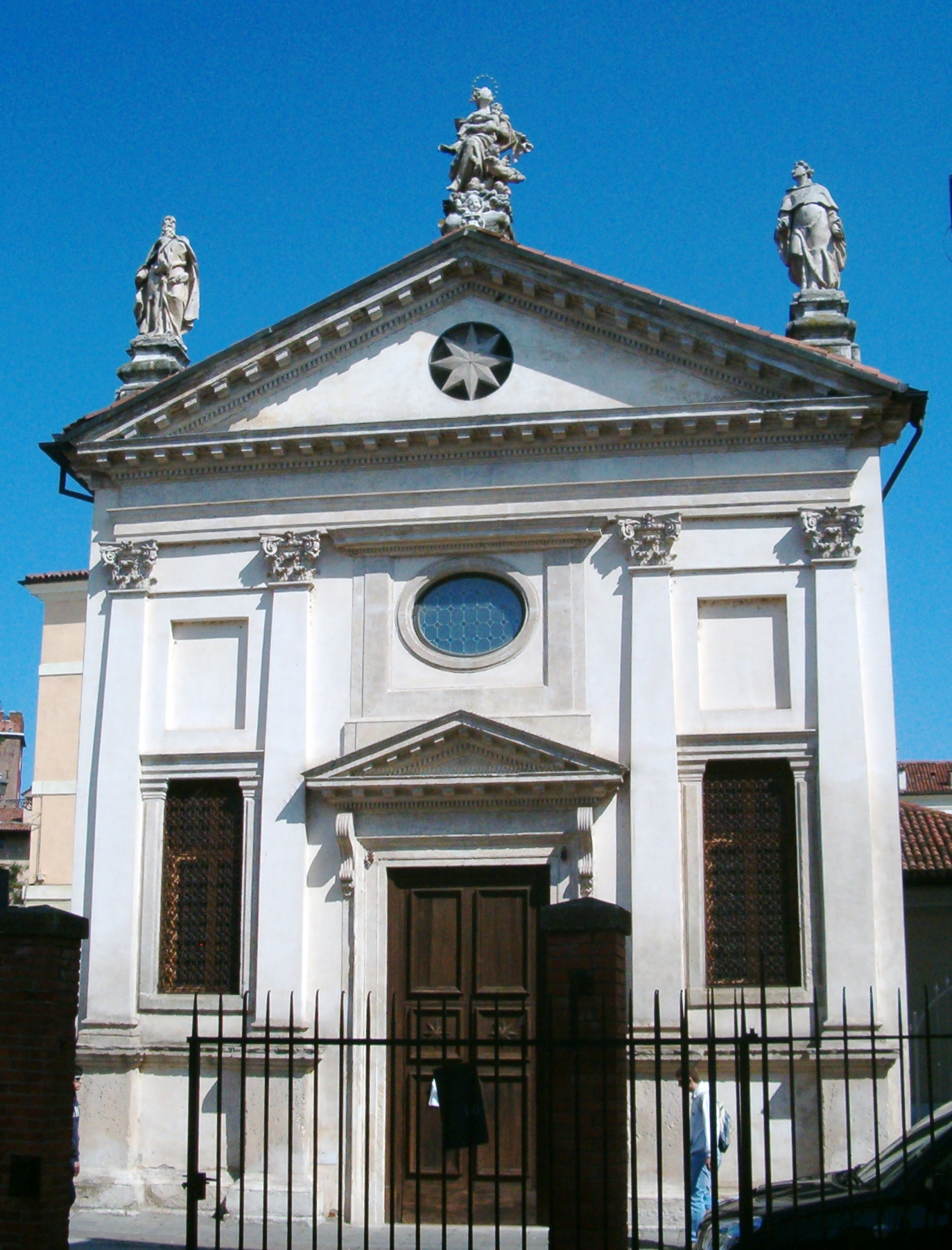
Oratorio di San Nicola da Tolentino
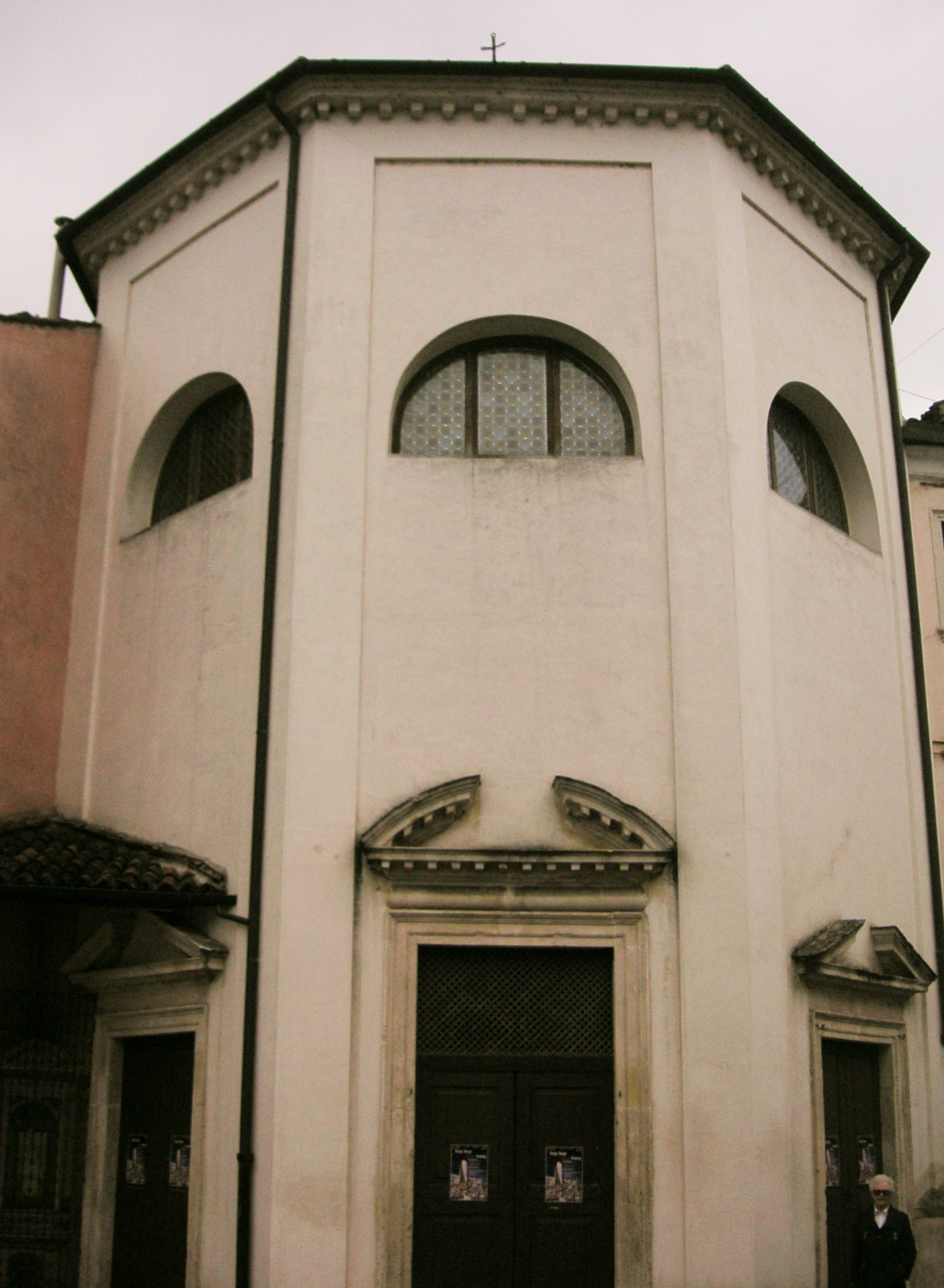
Oratorio delle Zitelle
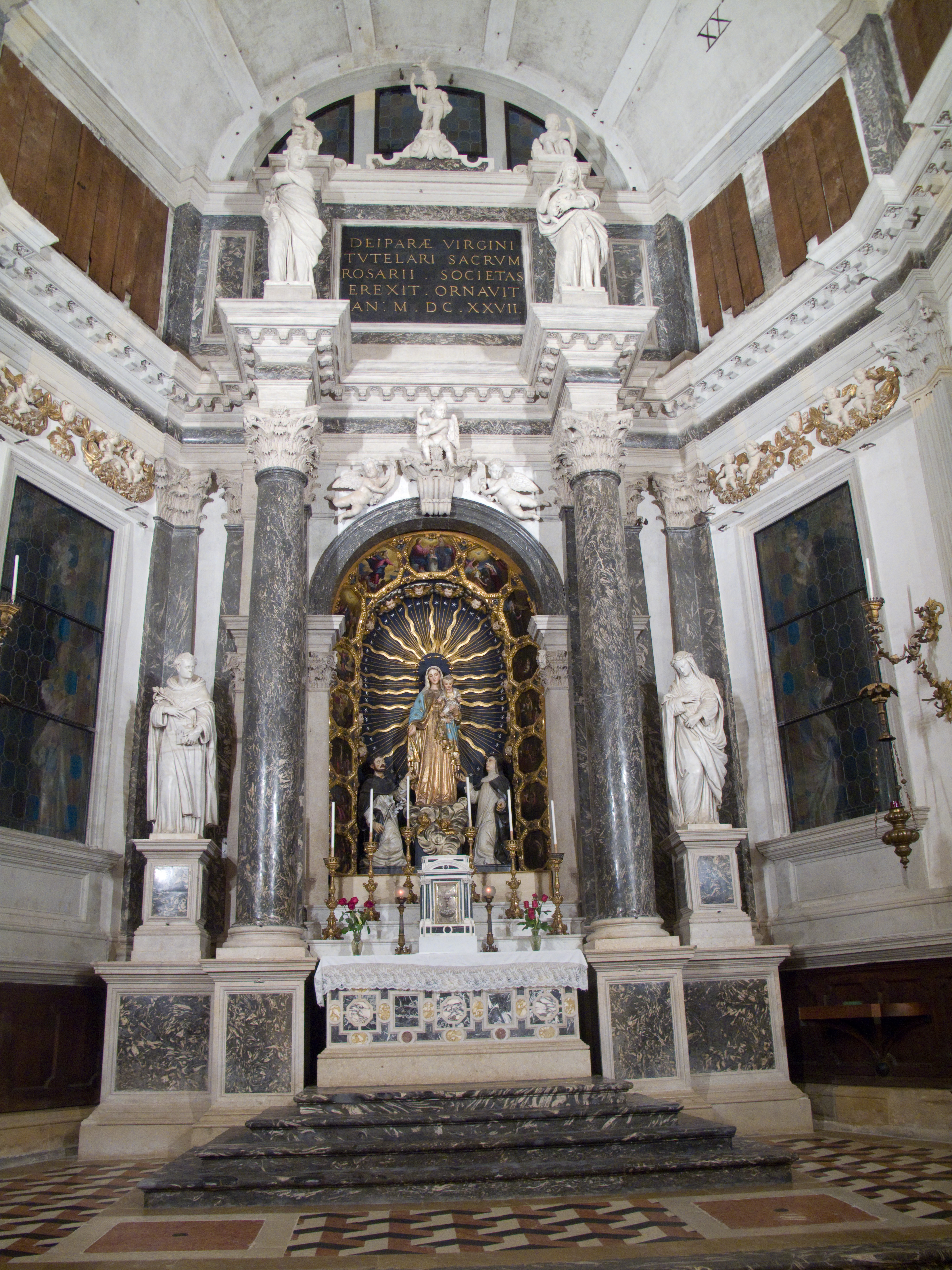
Cappella del Rosario nella chiesa di Santa Corona

#### Architetti e artisti del XVII e del XVIII secolo
Questo enorme cantiere - parallelo a quello della costruzione dei grandi palazzi cittadini - venne alimentato da botteghe di lapicidi (acquistarono fama quelle di Pedemuro, degli Albanese, dei Merlo), da architetti (come Guarini e Antonio Pizzocaro) e capomastri (i Borella), da scultori (i fratelli Marinali), da pittori (come i Maganza, Francesco Maffei, Giulio Carpioni) e da artigiani (falegnami, intarsiatori) che producevano gli arredi.
Seicento

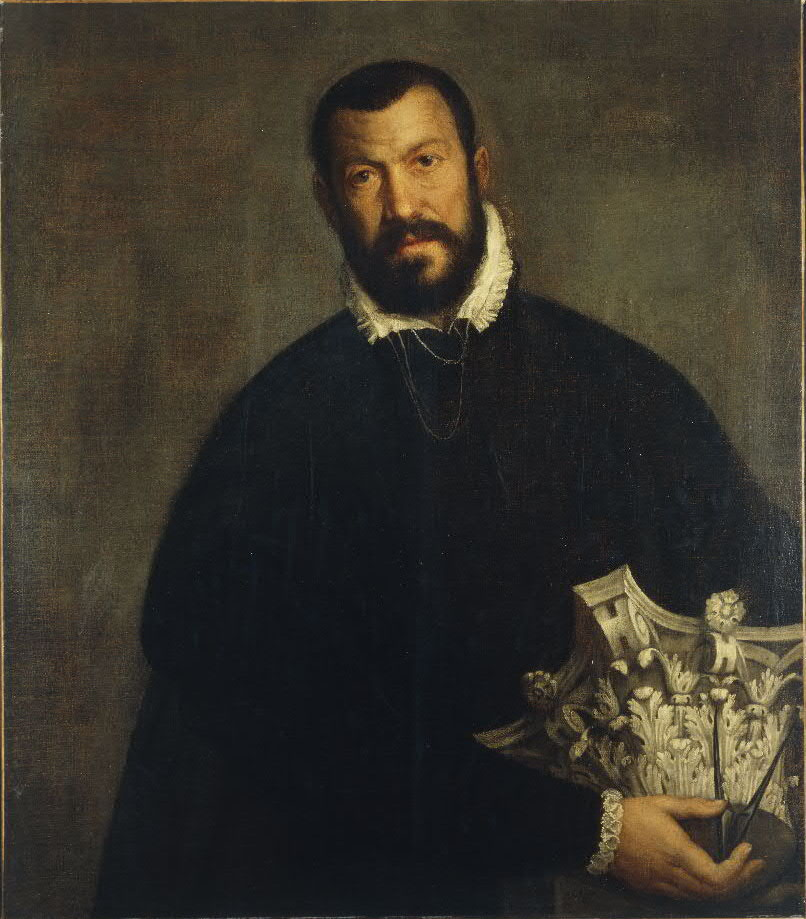
Vincenzo Scamozzi (ritratto di Paolo Veronese)

Tra gli architetti spicca, a cavallo tra il Cinquecento e il Seicento, Vincenzo Scamozzi. Dopo aver completato come scenografo il cantiere del Teatro Olimpico progettato dal Palladio, progettò palazzi (come il palazzo Trissino al Duomo e il palazzo Trissino Baston) e ville (come la Rocca Pisana di Lonigo) con uno stile innovativo, imponente ma più sobrio e severo rispetto a quelli di Palladio. Mentre quest'ultimo aveva proposto palazzi teorici, idealizzati, Scamozzi risolveva le difficoltà di edifici costruiti su aree irregolari, costruendo con grande abilità pratica. Egli individuò un elemento cardine, la serliana - non inventata dal Palladio ma da lui resa famosa per l'utilizzo che ne fece nelle logge della Basilica - che utilizzò nella maggior parte delle sue opere.
Giacomo Monticolo, architetto minore, disegnò la facciata della chiesa dei santi Filippo e Giacomo con una facciata estremamente sobria, tagliente, spigolosa. A partire dal 1641 Domenico Borella e i suoi figli realizzarono per i padri Somaschi il convento annesso a questa chiesa, nello stile militaresco e severo che sarebbe stato poi ripreso da Antonio Pizzocaro.
Ottavio Bruto Revese realizzò il palazzo vescovile - rifatto completamente nell'Ottocento - in modo del tutto diverso dal Palladio; fu anche autore dell'arco di accesso al palazzo del Territorio e dell'arco trionfale fuori la porta del Castello.
Un'altra famiglia di architetti e scultori che avevano una bottega a Vicenza fu quella degli Albanese. Giambattista Albanese pensò una nuova tipologia di edificio religioso, partendo dalle chiese palladiane di San Giorgio e del Redentore a Venezia e di Santa Maria Nova a Vicenza. Fu il modello utilizzato dal Pizzocaro ma, in generale, per tutto il Seicento a Vicenza e reiterato nei secoli successivi. Il fratello Girolamo, oltre a tante statue, costruì la chiesetta annessa alla Rotonda e probabilmente - essendo l'architetto di fiducia di Alessandro Trento - la villa Trento Capra a Costozza.
"Grande impresario e mente direttiva dell'architettura seicentesca vicentina" - così lo definisce Franco Barbieri - "Antonio Pizzocaro fu l'indiscusso protagonista di quella Vicenza in grigio dal fascino austero ma non priva, tuttavia, di qualche lucida impennata".
Settecento

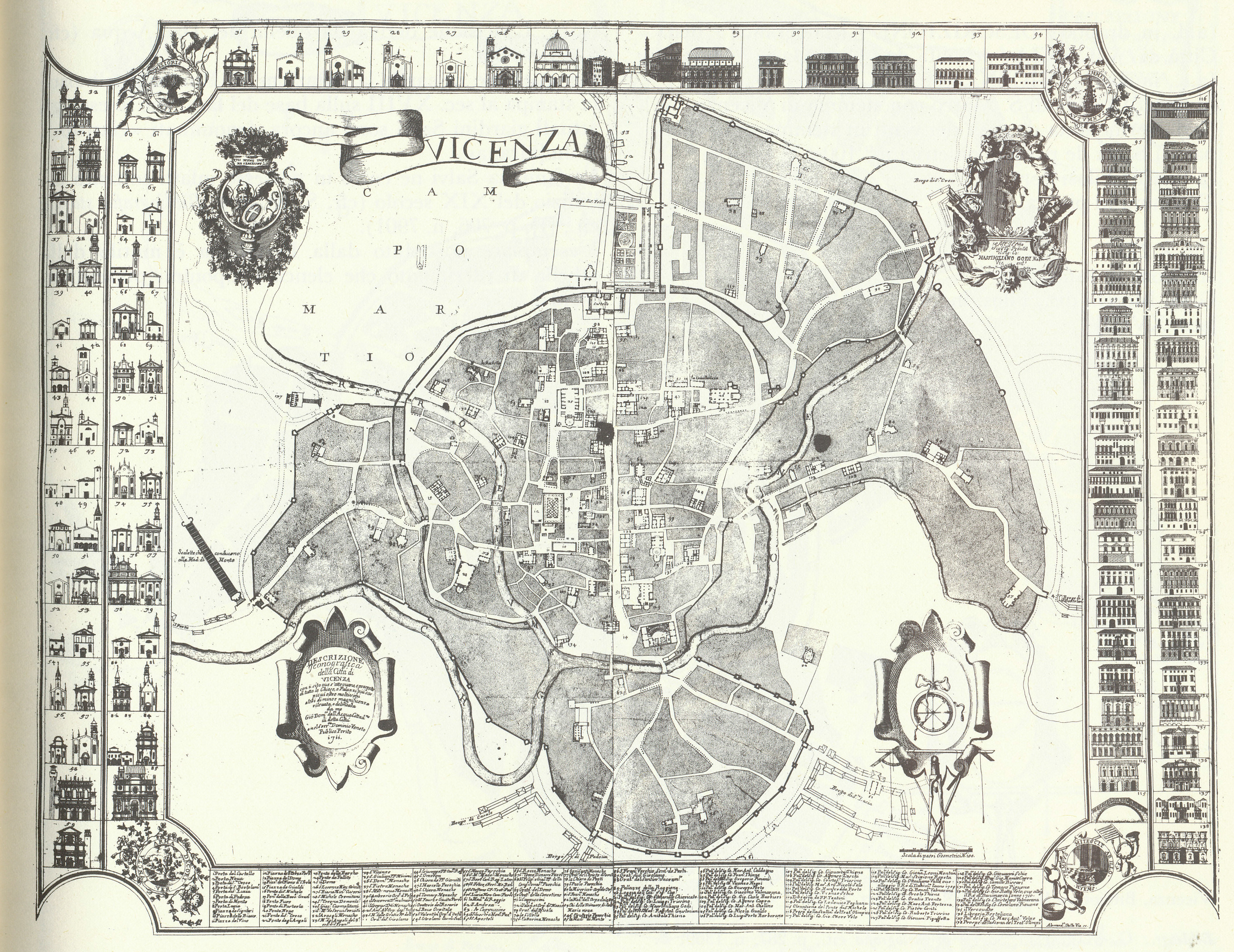
Vicenza - Pianta di Vicenza di G.D. Dall'Acqua, 1711

Uno dei primi interpreti del rinnovamento culturale nel Settecento fu Francesco Muttoni, un "foresto" che veniva da Cima di Porlezza (Lugano) e, giunto a Vicenza dopo un viaggio a Roma in cui era stato influenzato dalle opere del Borromini, rimase affascinato dai palazzi palladiani. Compì estesi studi sulle opere di Palladio, che gli diedero la possibilità di traghettare Vicenza fuori dalle secche dello stile severo, proponendo un nuovo linguaggio che reinterpretava, secondo il gusto del tempo e dopo l'esperienza barocca, le soluzioni palladiane.
Muttoni esercitò la sua influenza sull'architetto veneziano Giorgio Massari quando questi, molto estroso e che difficilmente si rifaceva al Palladio, fu incaricato di progettare villa Cordellina a Montecchio Maggiore. Nel 1730 Massari firmò il progetto della chiesa di San Filippo Neri - dove la facciata è una rielaborazione dell'idea palladiana – chiesa che fu completata un secolo più tardi da Antonio Piovene recuperando un disegno per la facciata di Ottone Calderari. Nel 1750 costruì il palazzo Vecchia Romanelli, un edificio costruito sull'antica cinta muraria altomedievale, caratterizzato dall'avere facciate su piani di livello molto diverso. La sua originalità sta nell'essere cerniera tra la città vecchia e il Borgo di Porta Nova: in un contesto di valorizzazione del borgo, ad esso si rivolge la facciata più rilevante, mentre quella rivolta alla città è più sobria, più scamozziana.
Ottavio Bertotti Scamozzi fu uno dei più illuminati interpreti del palladianesimo nel Settecento, ma filtrato attraverso le lezioni dello Scamozzi e il suo sentire personale. Enea Arnaldi rappresentò l'aspetto erudito e polemico della cultura illuminista vicentina; la sua notorietà è legata alle doti polemiche con cui, succedendo a Ottavio Bertotti Scamozzi, egli condusse la difesa della tradizione palladiana a Vicenza. Domenico Cerato fu attivo più in altre città venete che non a Vicenza.
Ottone Calderari, grande interprete del Settecento, forse più d'ogni altro si avvicinò a Palladio. Lavorò quasi esclusivamente a Vicenza, dove realizzò il palazzo Bonin in Borgo di Porta Nova, il palazzo Loschi Zileri Dal Verme in corso Palladio, il palazzo Cordellina in contrà Riale del 1774, l'opera più impegnativa nata da un'idea megalomane. Tra il 1776-78 si dedicò alla costruzione della villa Porto Casarotto ai Pilastroni, altra idea megalomane completata solo in parte; entrambe segno di una nobiltà esausta che ancora si illudeva nella grandezza nel momento in cui la Repubblica di Venezia era ormai alla fine.

## Età contemporanea

### Un nuovo modo di pensare città e territorio
Finite le guerre napoleoniche Vicenza, insieme con tutto il Veneto, passava sotto l'Impero austriaco. Il ruolo della città, però, era ormai profondamente mutato rispetto a quello che aveva avuto durante quattro secoli trascorsi sotto il dominio della Serenissima: non era più quello di una piccola signoria di campagna, ma il capoluogo amministrativo di una provincia, più vasta di prima perché comprendente anche l'altopiano di Asiago.
Era cambiata anche la classe sociale dominante: non più quell'aristocrazia cittadina di proprietari terrieri che con i patti di dedizione si erano assicurati un insieme di privilegi nei confronti della campagna e si comportavano come signori del territorio, ma una classe emergente di imprenditori - molti dei quali residenti nella fascia pedemontana dell'alto vicentino, dove avevano creato le prime industrie tessili - e di commercianti che intendevano investire i proventi.

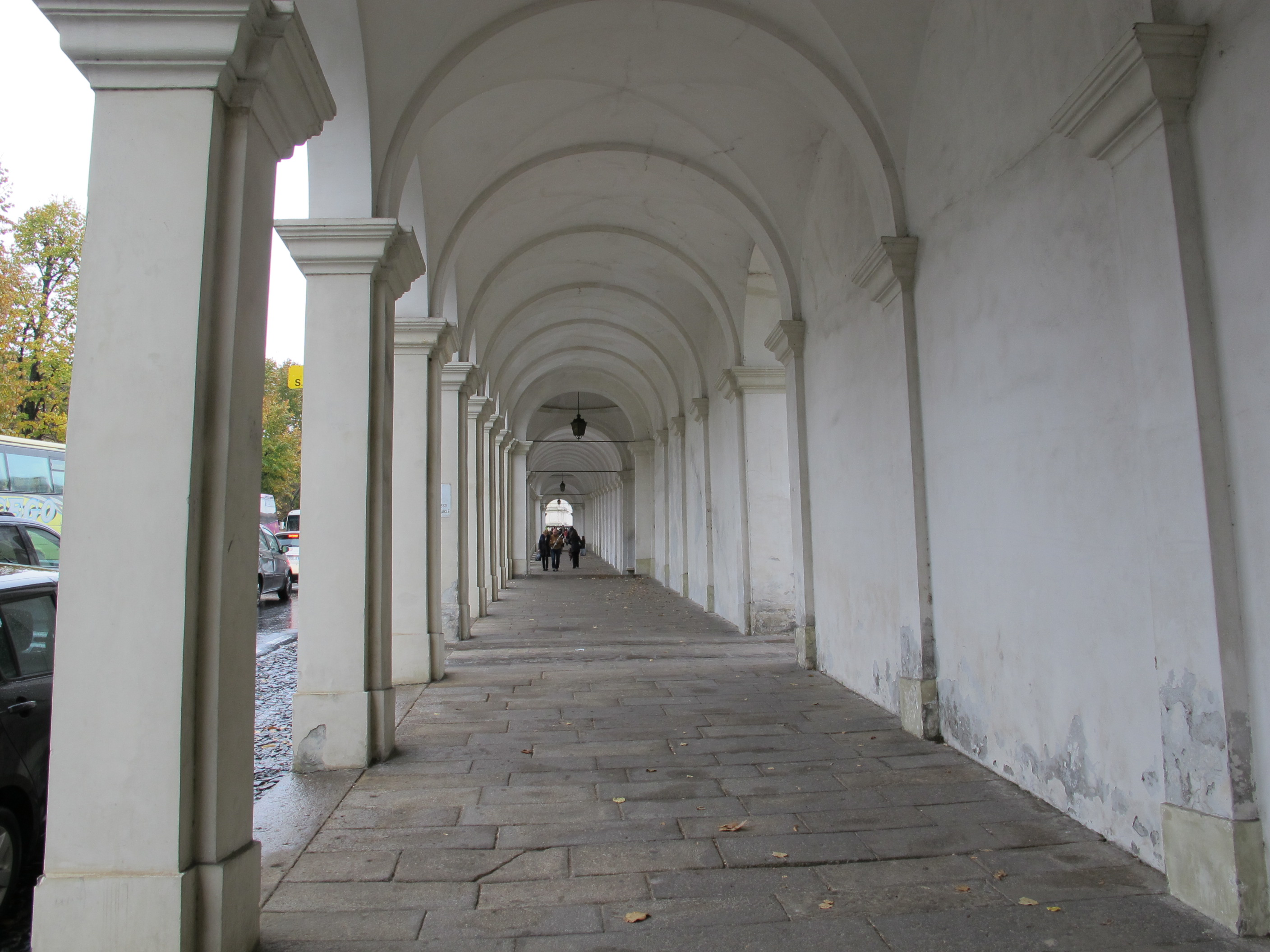
I portici di Monte Berico, progettati da Francesco Muttoni e realizzati nel 1748-1780 dopo la sua morte.

Di conseguenza, le esigenze della città dal punto di vista urbanistico erano rapidamente cambiate. Se già nel Sei-Settecento erano stati aperti nuovi varchi nelle mura, agli inizi dell'Ottocento le esigenze di entrare e uscire dalla città per recarsi nel territorio - ma anche di snellire il traffico interno - si erano fatte sempre più pressanti.
La cinta murata, che per secoli aveva rappresentato la distinzione tra città e campagna, tra ricchezza e povertà, tra cultura ed ignoranza, tra centro del potere politico e religioso e sottomissione, perse del tutto il valore simbolico che aveva avuto per molti secoli. D'altronde le mura, le porte e i fossati non servivano ormai più alla difesa della città: la loro ormai accertata inutilità fece sì che non si curasse più la manutenzione di ciò che restava e così si aggiunse un ulteriore problema: il restauro diventava sempre più costoso e chi doveva prendere delle decisioni in proposito preferiva indirizzare i finanziamenti ad altre forme di sviluppo più congeniali ad una città moderna.
Verso la metà del secolo la costruzione della ferrovia e del ponte di Santa Libera verso Monte Berico dilatarono la città verso sud rendendo anche psicologicamente obsoleta la cinta murata. Campo Marzo, che fino ad allora era stato uno spazio esterno alla città, utilizzato per fiere, mercati, esercitazioni militari e perfino cimitero, dall'inizio dell'Ottocento divenne uno spazio urbano, oggetto di pubbliche progettazioni. Il santuario della Madonna di Monte Berico, oltre che luogo di devozione, divenne la meta preferita delle passeggiate dei vicentini, che vi si recavano salendo sotto i portici costruiti qualche decennio prima dal Muttoni.

### Conservatorismo asburgico e normalizzazione

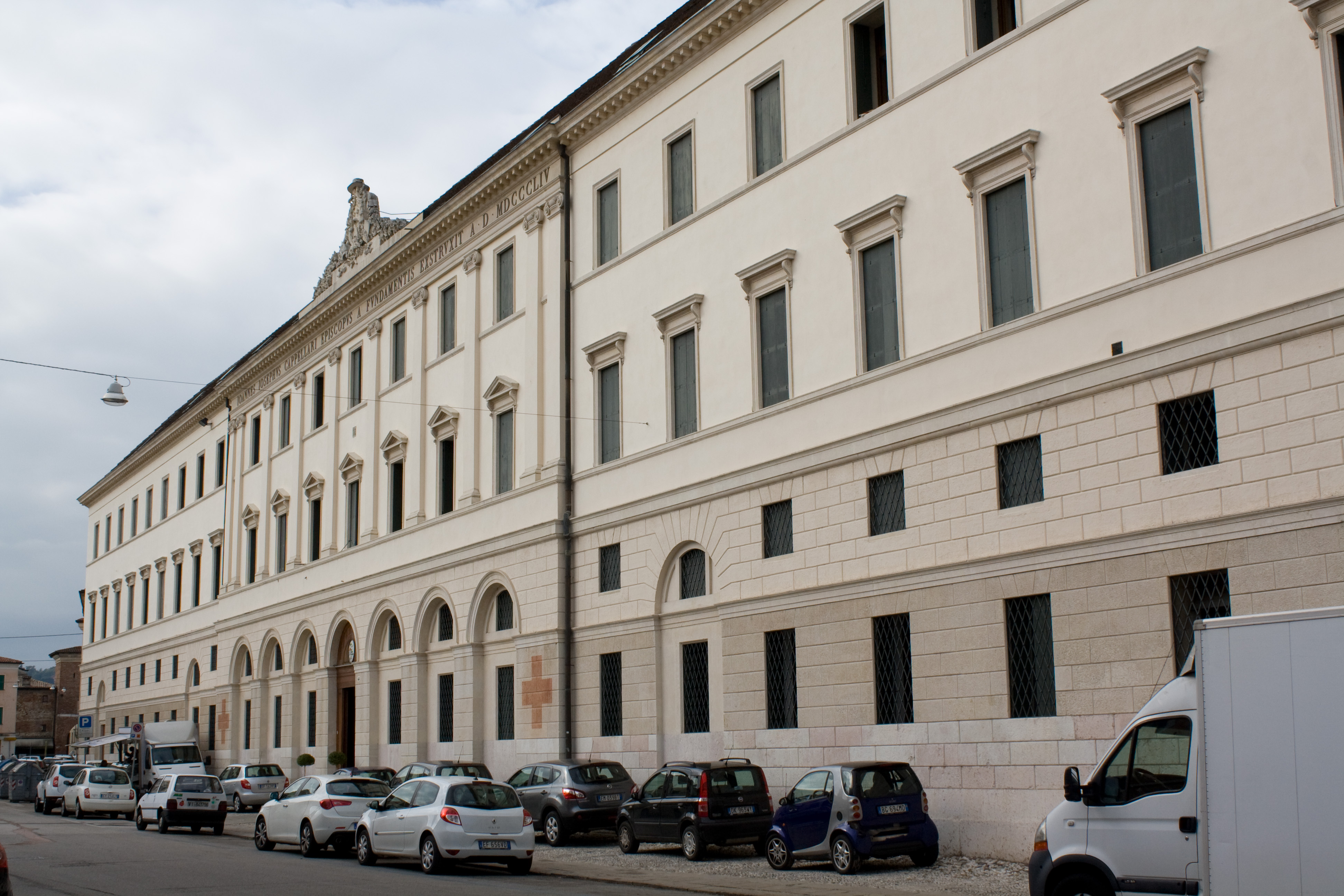
Il Seminario vescovile, costruito nella prima metà dell'Ottocento, di Francesco Lazzari.

Fatta eccezione per l'area a sud della città, la prima metà del XIX secolo non vide la realizzazione di opere pubbliche così importanti da saper rispondere alle nuove esigenze; forse le uniche costruzioni notevoli - i decreti napoleonici sul seppellimento erano stati mantenuti anche dall'impero austriaco - furono quelle del Cimitero maggiore e del Cimitero acattolico, istituzioni cittadine ma, per definizione, poste fuori dalla città.
Ben poco si fece, invece, per sistemare e utilizzare l'enorme patrimonio costituito dai monasteri e dai conventi che erano stati demanializzati durante l'occupazione francese e ora erano di proprietà del Comune. A parte la sistemazione della piazza del Duomo, con la costruzione del Casino nuovo dei nobili (ora palazzo delle Opere sociali) e il rifacimento del palazzo vescovile, databili al primo ventennio, l'unica costruzione ecclesiastica fu quella imponente del Seminario, anch'essa - come i due cimiteri - posta nel borgo di Santa Lucia in aperta campagna.
Per il resto, solo modesti interventi di conservazione, di bonifica e normalizzazione, molti dei quali diretti da Bartolomeo Malacarne.

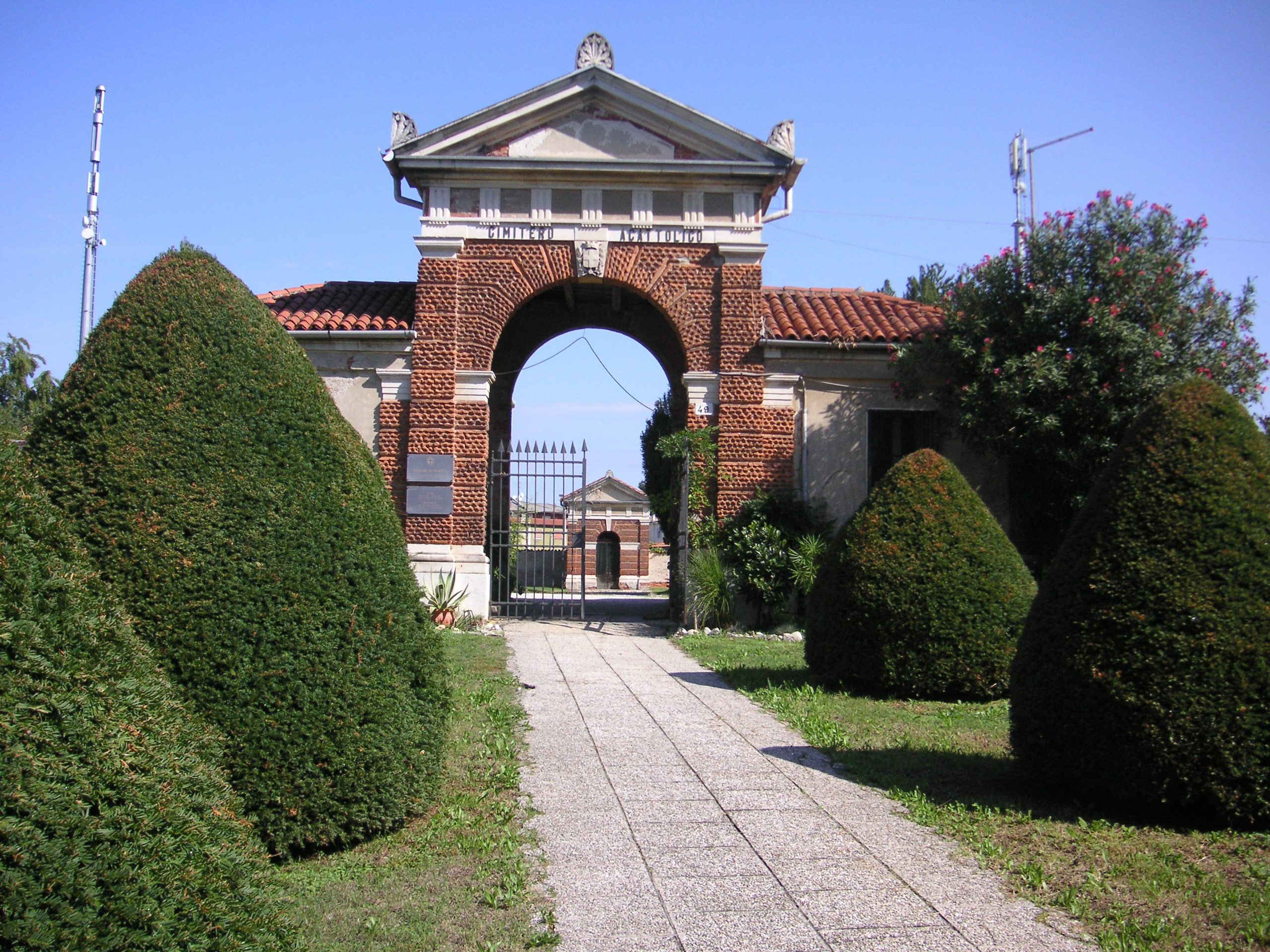
Ingresso del Cimitero acattolico, di Bartolomeo Malacarne.
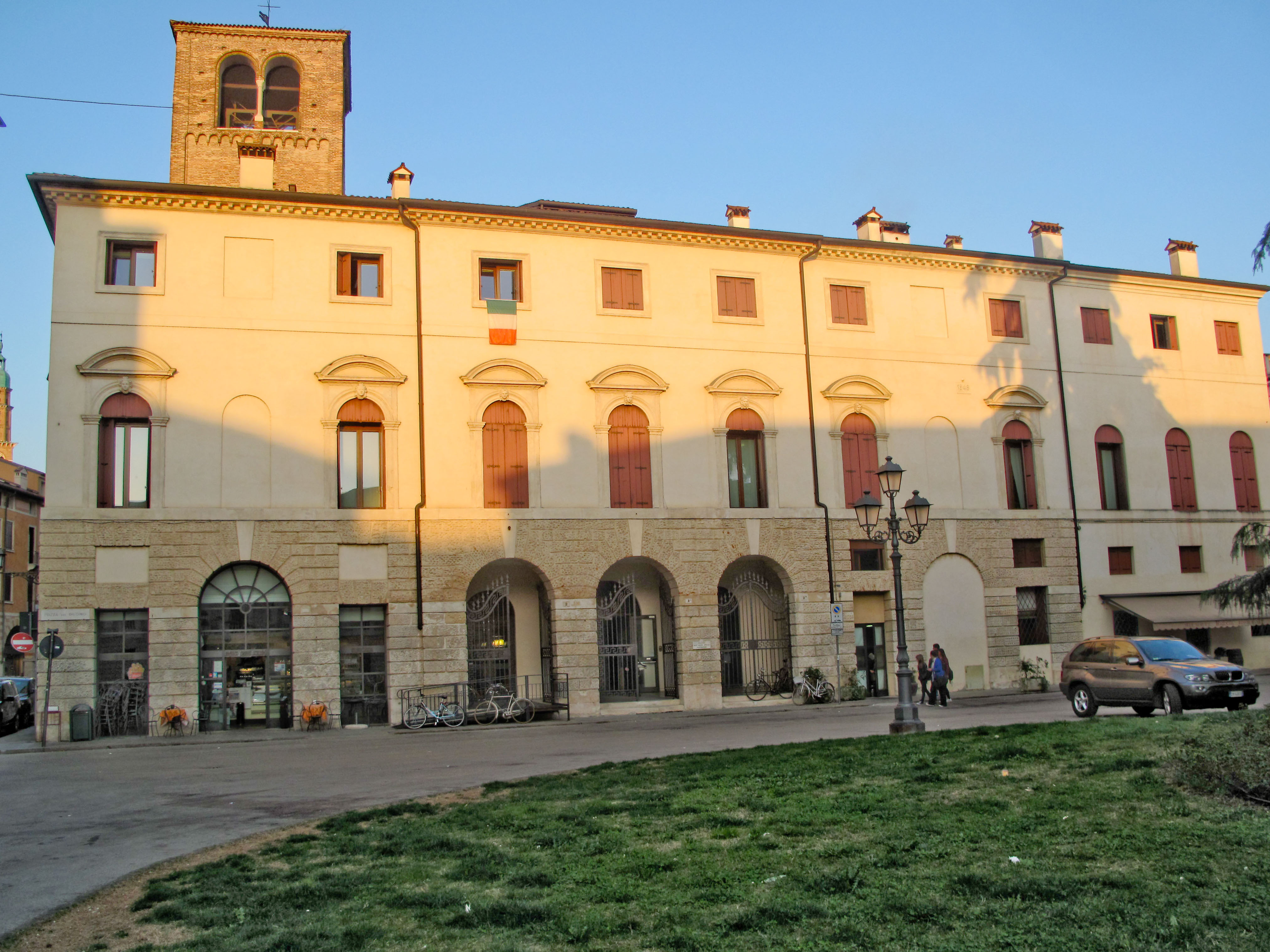
Il Casino nuovo dei nobili (ora palazzo delle Opere sociali)
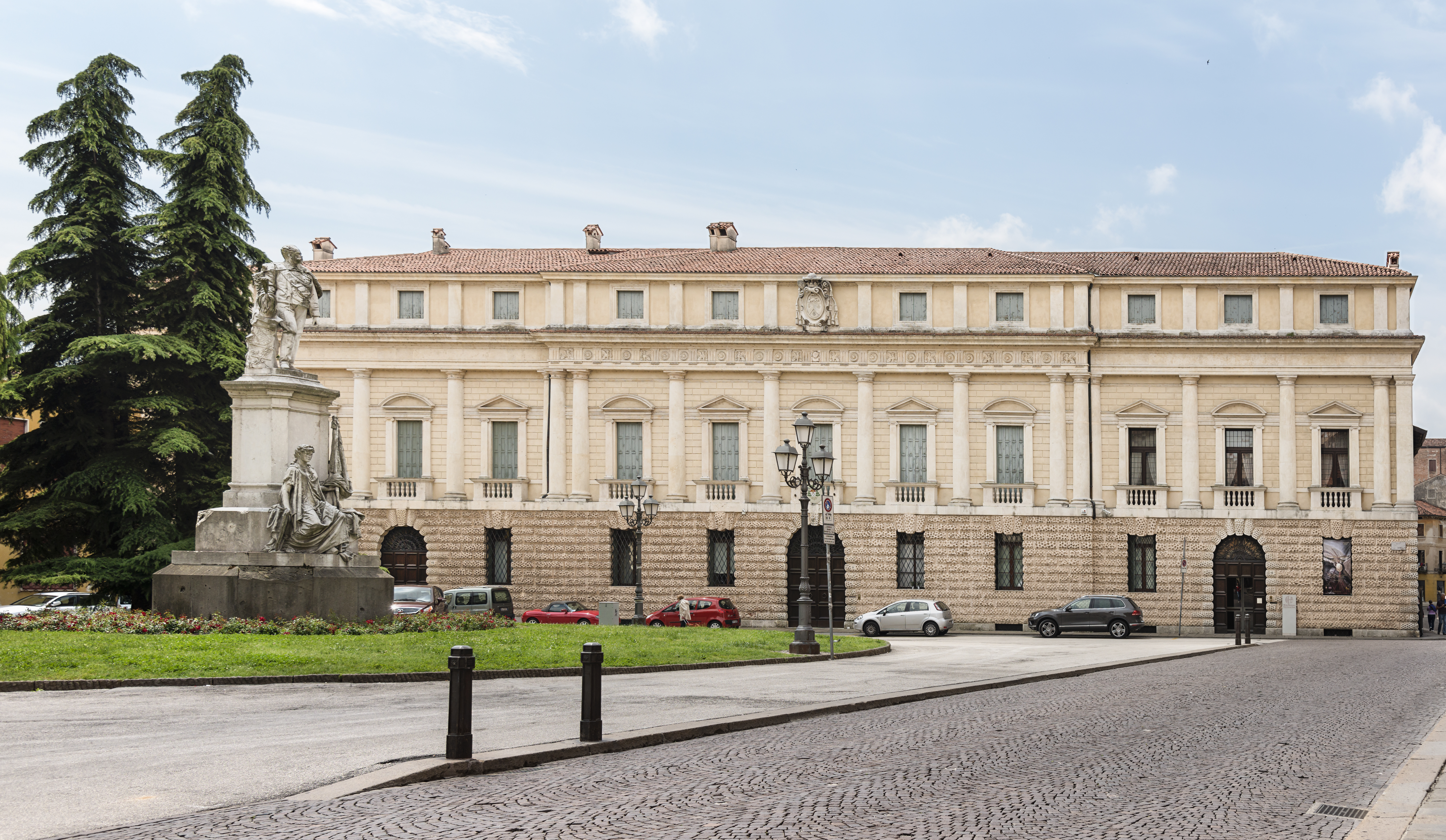
Il palazzo vescovile

#### Gli architetti dell'Ottocento

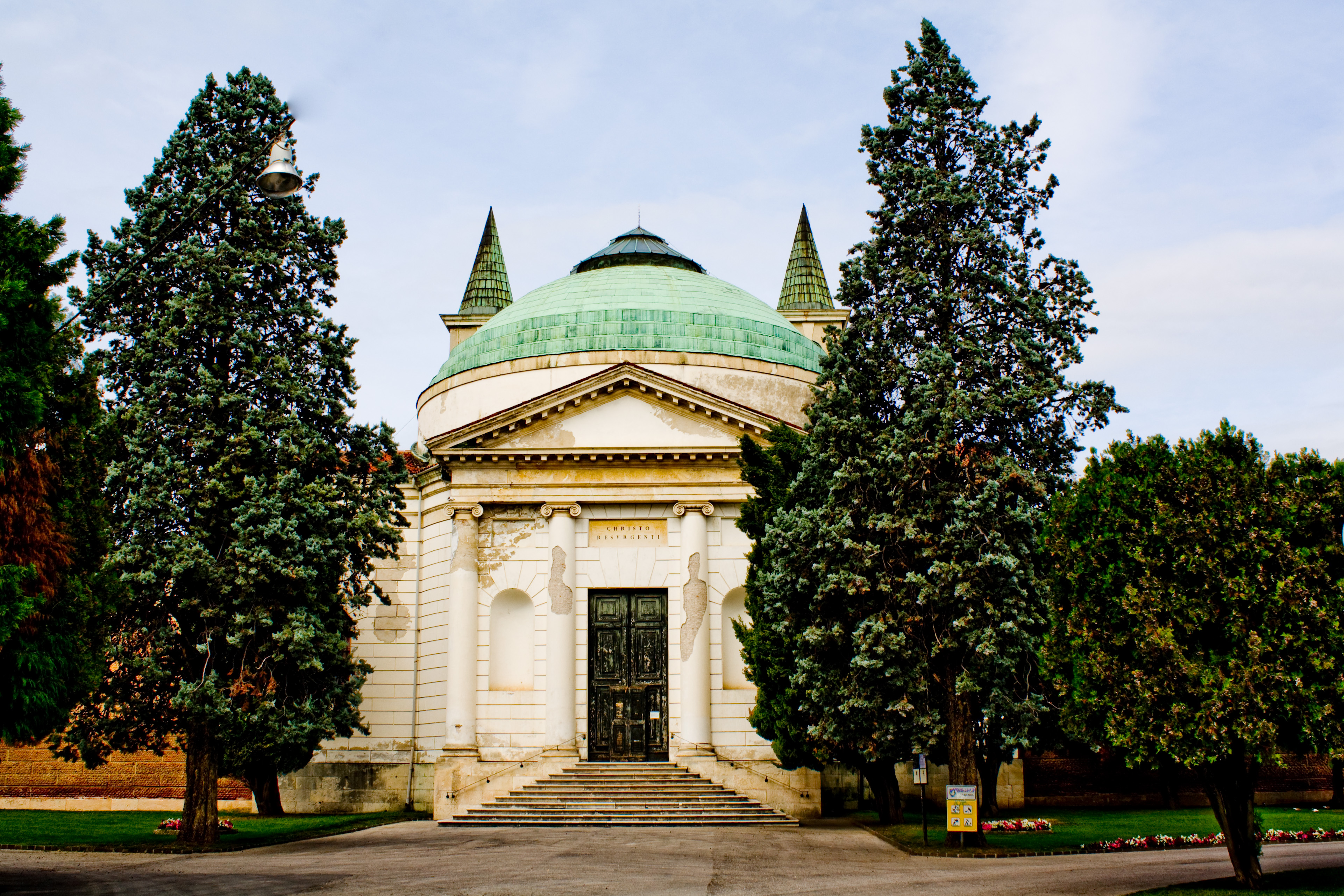
Cappella del Cimitero Maggiore di Vicenza, di Bartolomeo Malacarne

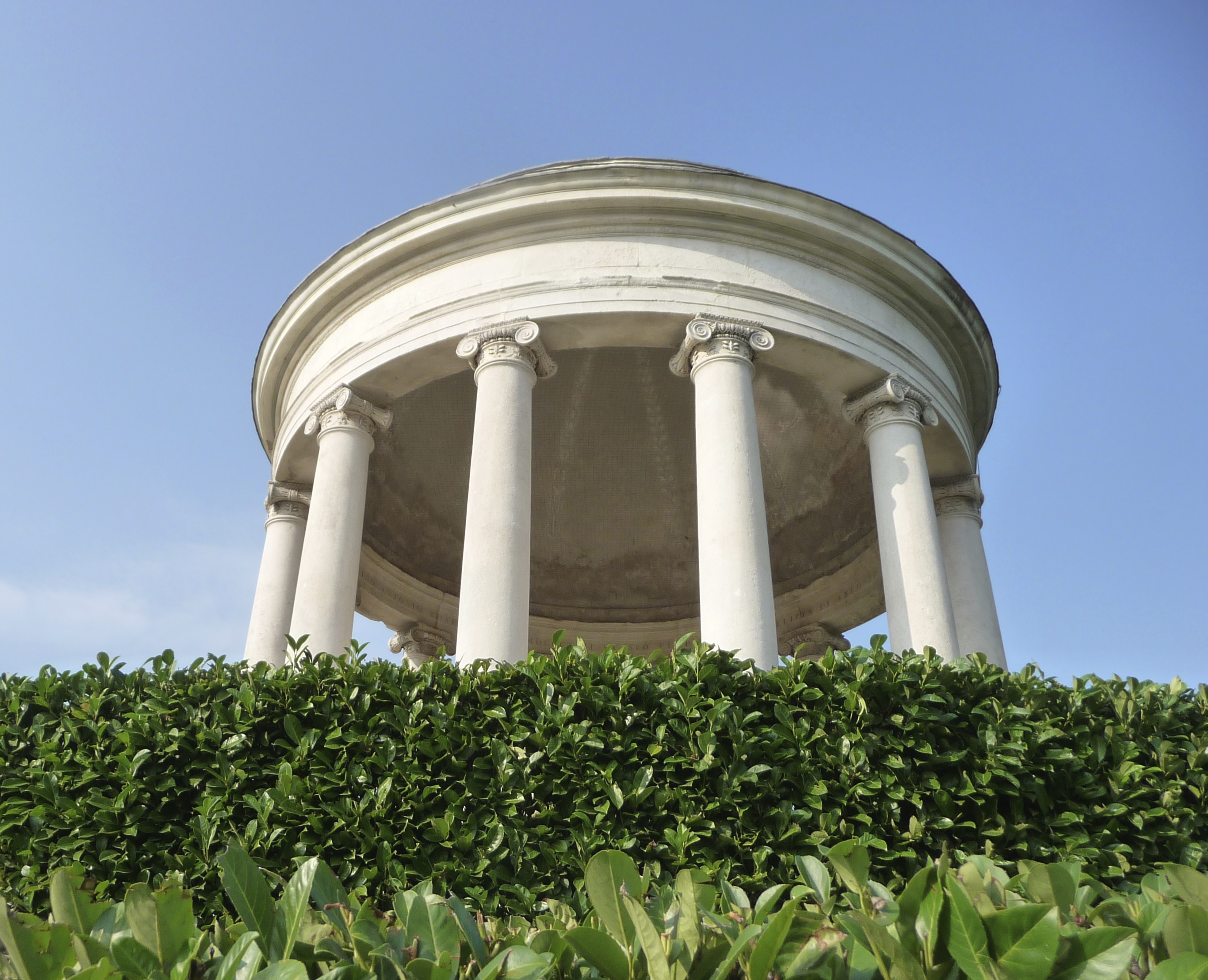
Tempietto monoptero di parco Querini, edificato da Antonio Piovene nel 1820

All'inizio del secolo operarono in città alcuni architetti "foresti", formatisi nella cerchia di Ottone Calderari: i valsoldani Carlo Barrera e Giacomo Fontana - progettista del Casino nuovo in piazza Duomo - e il luganese Giacomo Verda; l'opera più impegnativa di quest'ultimo fu la ricostruzione della facciata e il generale riordino del palazzo vescovile. Seguì il vicentino Antonio Piovene, cui sono dovuti, tra le altre opere, il palazzo Franco in corso Padova, il tempietto del parco Querini e il nuovo campanile del santuario di Monte Berico. Operarono in città anche Carlo Greco, il veneziano Francesco Lazzari, che progettò il Seminario vescovile, e l'eclettico Giovanni Miglioranza, autore tra l'altro del palazzo Gualdo Dalle Ore.
L'esponente di maggior rilievo di questa prima metà del secolo fu Bartolomeo Malacarne, che visse ed esercitò la sua attività di architetto e urbanista sempre nell'ambito della città di Vicenza. Ultimo interprete del palladianesimo, si occupò del rifacimento di diversi complessi più antichi in forme neoclassiche, come il restauro dell'antico Oratorio dei santi Maria e Cristoforo e del chiostro del monastero di San Bartolomeo, che distrussero le pregevoli opere precedenti (per questo molto criticato dal Barbieri, che lo definisce "ostinato seguace del Calderari nel sogno della città totalmente e solo classicheggiante e palladiana, nulla rispettando che si opponesse al suo proposito di moralizzazione").
Nella sua qualità di architetto municipale, affrontò il problema della circolazione stradale adattandovi le contrade del centro e impostando la prima circonvallazione cittadina; predispose un piano generale per la sistemazione di Campo Marzo, progettò il ponte sul Bacchiglione fuori porta Santa Croce; la sua opera più importante, e ancora ben visibile, fu la progettazione del Cimitero maggiore, l'ultima della città in stile neopalladiano.

## L'apertura e lo sviluppo della città
La vera apertura della città, con lo sviluppo dei borghi suburbani lungo le direttrici che uscivano dalle porte della città e la creazione di nuovi quartieri, si ebbe dopo l'annessione al Regno d'Italia. Già la popolazione era passata dai 30.000 abitanti di inizio secolo ai 37.000 del 1870; un ulteriore forte incremento si ebbe nel periodo seguente, anche per la diffusione in città di numerose e importanti attività industriali e nella conseguente attrazione di manodopera, gente poverissima che proveniva dalla campagna. Anche con l'avvento del vapore, cambiarono radicalmente le modalità di comunicazione e la natura stessa dei traffici.

### La viabilità e i trasporti
Nel 1883 il Comune affidò alla "Società Tramvia in Vicenza" la costruzione e l'esercizio di un servizio di vetture trainate da cavalli per il trasporto di persone e di merci che, partendo dalla stazione ferroviaria in Campo Marzo, percorreva tutto il centro urbano su una corsia munita di rotaia per arrivare fino a San Giuliano in Borgo Padova; troppo oneroso, però, il servizio fu presto sospeso e ripreso vent'anni dopo dalle Aziende Municipalizzate comunali, esteso da corso San Felice al quartiere San Bortolo, creando così un collegamento tra i quartieri popolari più importanti della periferia.
Intorno al 1889, con il completamento di viale Margherita e di viale Milano, si completava la prima circonvallazione esterna al nucleo urbano. Nel Novecento, poi, con un traffico veicolare sempre più intenso le antiche porte risultarono del tutto insufficienti. Cominciò così l'epoca dei piani regolatori.

### La modifica della rete idrica
Non più utili per i trasporti e poco per la forza motrice che azionava i mulini, l'importanza dei fiumi fu limitata all'approvvigionamento idrico e semmai furono più evidenti i problemi che essi creavano con le frequenti esondazioni.
Tra il 1870 e il 1880, per ridurre il pericolo delle esondazioni in città, l'acqua del Bacchiglione fu fatta scorrere in un canale artificiale (parallelo al corso del Retrone lungo viale Giuriolo) e la confluenza dei due fiumi fu spostata più a sud, all'inizio della Riviera Berica, di fronte alla chiesetta di Santa Caterina in Porto. Sempre negli anni ottanta vennero sostituiti i due antichi ponti degli Angeli (o di San Pietro) e di San Paolo, gli unici che in epoca romana davano accesso alla città e ormai non erano più adeguati alle esigenze moderne.
Nel XX secolo, con la costruzione dell'acquedotto comunale, i fiumi non servirono più neppure per l'uso domestico. Negli anni trenta fu interrato il ramo antico della Seriola, quello che attraversava il quartiere di Porta Nova; nel 1935, in previsione dei lavori che avrebbero ristrutturato tutta la Piarda, fu interrata la Fossetta oltre ponte Furo, tolto il ponte canale e ripristinato lo scarico nel Retrone dell'altro ramo della Seriola, quello che scorreva a cielo aperto lungo viale Trento e viale Mazzini. Fino agli anni sessanta questo ramo assicurava ancora acque pulite e fresche ai Giardini Salvi, ma nel 1973 anche questo tratto fu coperto e il tombinamento ridusse la portata della roggia fino al punto da non garantire più il ricambio d'acqua ai Giardini. Così, alla fine del decennio, il percorso della Seriola fu nuovamente deviato e riportato a confluire nel Bacchiglione a nord della città.

### Lo smantellamento delle mura
Quanto alle mura, la cinta ancora conservata nel suo complesso per tutto il Settecento, cominciò ad essere sistematicamente demolita agli albori del secolo XIX; tutto sommato, però, alla vigilia del primo conflitto mondiale Vicenza appariva ancora chiusa nella sua cerchia di mura altomedioevali con le aggiunte scaligere e veneziane.
Finita la prima guerra mondiale, la demolizione fu ripresa, sia per evitare costi di manutenzione che, soprattutto, per le esigenze di un traffico che ormai si era fatto intenso. Fu così demolita Porta Nova e, viceversa, aperto l'arcone a tutto sesto che, interrompendo le mura di viale Mazzini, permette la comunicazione con l'interno della città.
Sul lato orientale, vennero aperte dopo più di cinque secoli le antiche Porta di Lisiera - che immetteva nella via Postumia  - e la Porta delle Roblandine, permettendo il passaggio da contrà San Domenico al nuovo quartiere che si stava formando a est della città.
Finita la prima guerra mondiale, buona parte della quale si era svolta nel vicentino, il Comune sostenne un gigantesco sforzo economico per la costruzione di un'opera solenne in commemorazione del conflitto e dei suoi caduti, il piazzale dalla Vittoria, che aprì ai piedi del santuario un nuovo grandioso panorama sulla città.
Durante gli anni trenta si ebbe il completo riassetto della piarda lungo il Retrone con la concentrazione nell'area di scuole e istituzioni sportive.

### I nuovi quartieri popolari

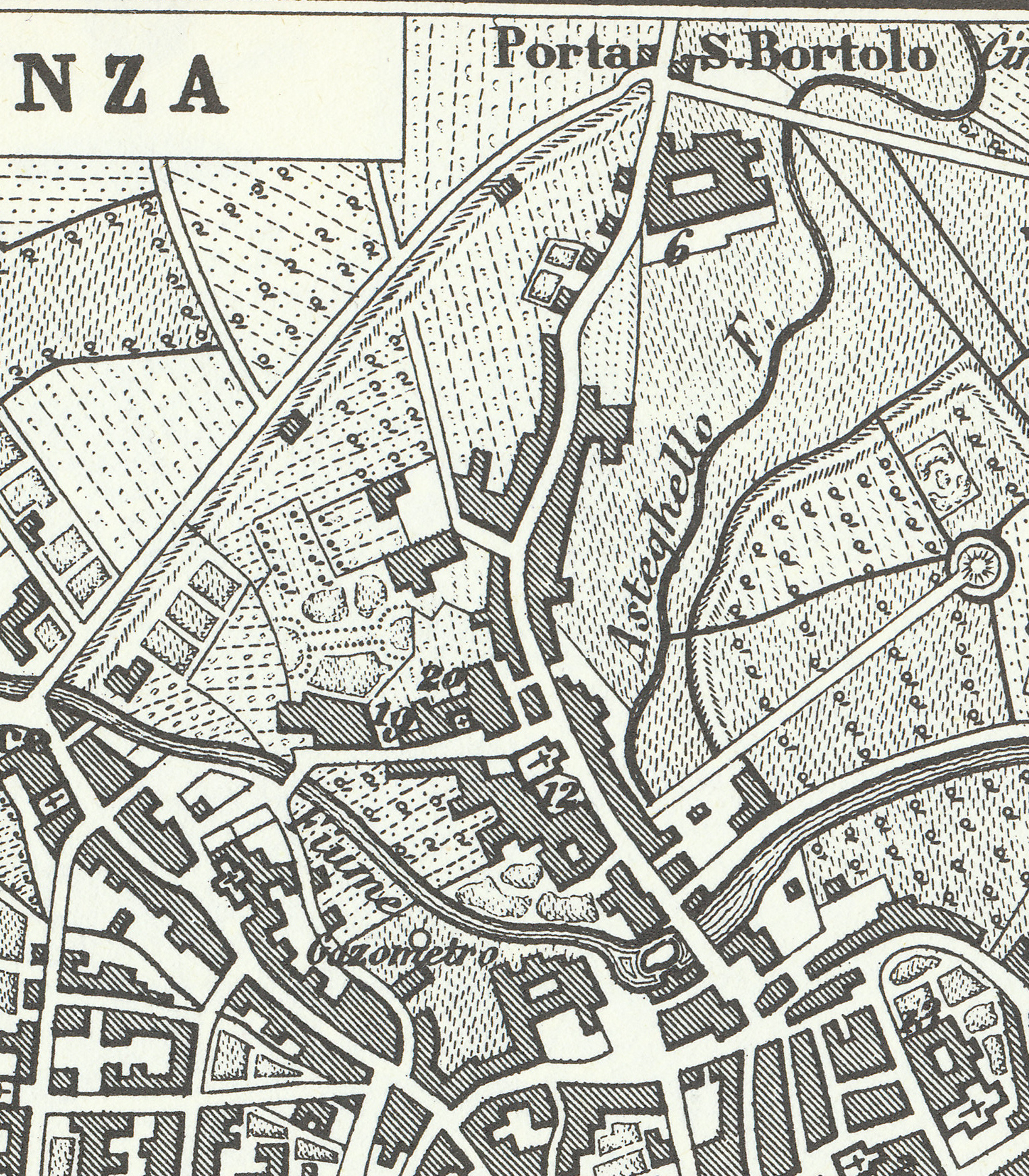
Nella Mappa di Vicenza dell'Atlante Vallardi del 1880 si può notare come, a quella data, tutta l'area a nord-ovest di contrà San Francesco e San Bortolo era quasi priva di costruzioni e coltivata

Sino alla fine dell'Ottocento all'interno dell'area urbana si erano conservate ancora ampie zone coltivate. Nel primo decennio del Novecento il Comune, sulla base della legislazione sulla municipalizzazione dei servizi pubblici e di edilizia economica e popolare cercò di risolvere i problemi derivanti dall'aumento della popolazione operaia.
Nella zona ad ovest del centro storico si vennero così costituendo nuovi quartieri: quelli di "Vicenza Nuova" (lungo strada del Volto, l'attuale via dei Mille), quello dell'area dell'ex "Piazza d'Armi" - chiamata "Quartiere XXVIII Ottobre" durante il fascismo e oggi San Bortolo - e quello di viale D'Alviano in Borgo Pusterla. Alla fine degli anni venti erano state costruite oltre 430 abitazioni di proprietà comunale.
Contemporaneamente il Comune avviò programmi di risanamento delle zone più degradate del centro storico (Porta Nova, Borghetto, Santi Apostoli) accordando a privati la realizzazione di piani regolatori di ampliamento oppure incentivando con agevolazioni e premi, nel 1923 e nel 1931, la costruzione di case economiche e popolari; mancava però un piano regolatore generale, anche per carenza di legislazione appropriata.

#### I "casermoni" e gli alloggi a nord
Tra il 1907 e il 1921 il Comune realizzò nella parte nord-est del Borgo Pusterla, affidandone l'intervento - che viene considerato il primo qualificato piano urbanistico ed edilizio della prima metà del Novecento a Vicenza - all'Azienda speciale municipalizzata.
Occupando tutta la vasta area che va da contrà San Bortolo a viale D'Alviano, fu creata una trama di strade a raggiera, una nuova piazza e una cinquantina di alloggi tra cui il cosiddetto casermone. Ideato dall'ingegnere Nicolò Secco, era costituito da quattro blocchi residenziali disposti intorno a un grande cortile rettangolare; rappresentava una soluzione innovativa - anche se tratta dai severi modelli della cultura asburgica - finalizzata a costruire case popolari all'interno della città, dove bisognava sfruttare al meglio i terreni, ormai divenuti molto costosi. Mancando il sostegno dei finanziatori privati, la cui partecipazione era stata prevista dal progetto iniziale, non furono invece realizzati i servizi sociali che avrebbero rappresentato anch'essi un ulteriore modo di ripensare la città.
Questo quartiere era ancora all'interno della cinta veneziana; durante il ventennio fascista, invece, a nord di viale D'Alviano furono costruiti nuovi lotti di case popolari: dapprima le case rosse fuori porta San Bortolo e in un secondo tempo quello che fu chiamato Quartiere dei Savoia (ora Quartiere Italia).

#### Il nuovo quartiere di Monte Berico

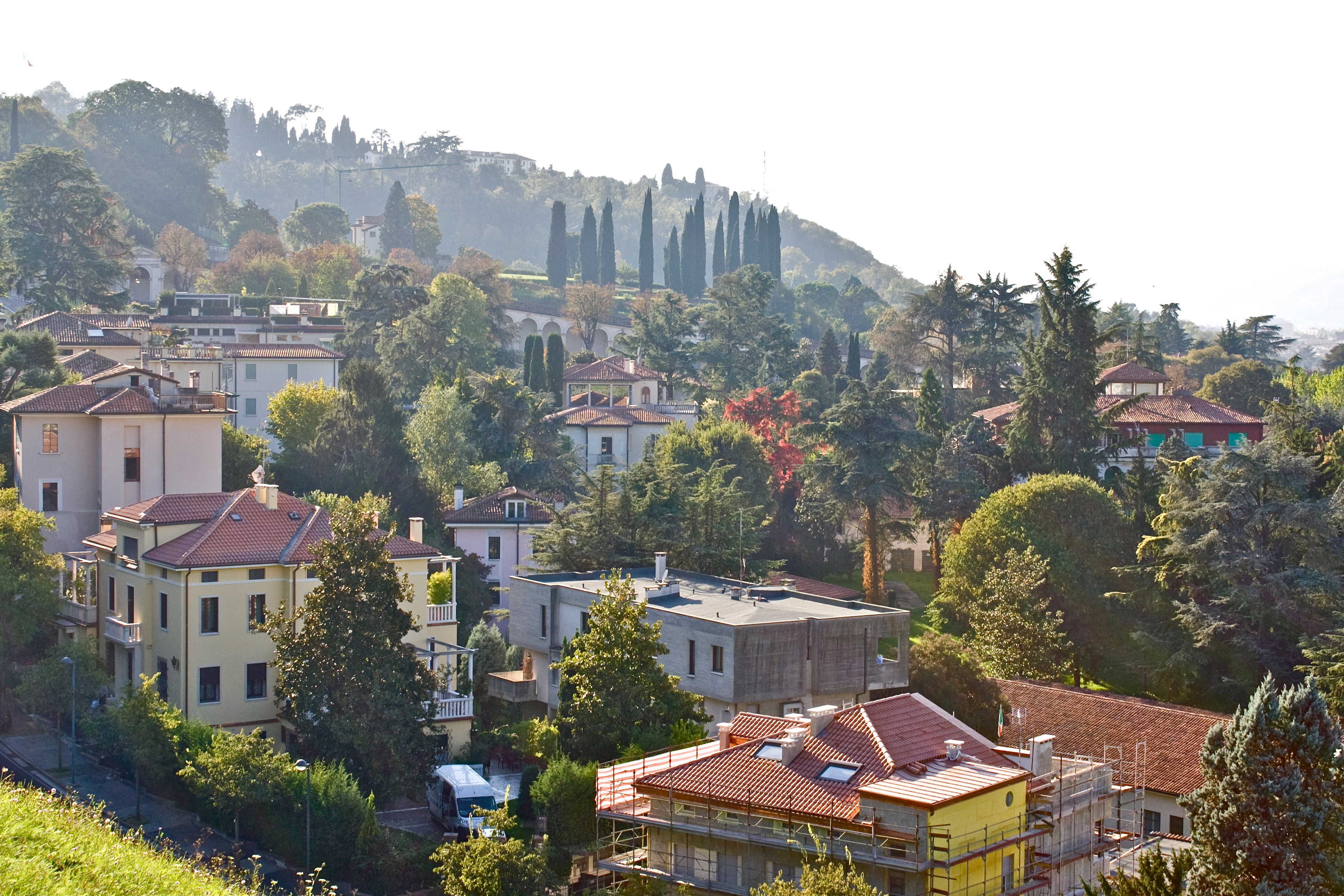
Il quartiere novecentesco di Monte Berico

Nel corso della prima metà del Novecento - sul terreno a gradoni prima coltivato a vigneto, come in un immenso anfiteatro aperto sulla città - tutto il versante nord di Monte Berico compreso tra il percorso delle Scalette e quello dei Portici e delimitato in alto da Viale Massimo d'Azeglio fu occupato da un nuovo quartiere di ville signorili e di case di civile abitazione, costruite con stili anche molto diversi tra di loro.

### L'urbanistica e l'architettura del ventennio fascista
Finita la prima guerra mondiale, buona parte della quale si era svolta nel vicentino, il Comune sostenne un gigantesco sforzo economico per la costruzione di un'opera solenne in commemorazione del conflitto e dei suoi caduti, il piazzale dalla Vittoria, che aprì ai piedi del santuario un nuovo grandioso panorama sulla città.
Durante gli anni trenta si ebbe il completo riassetto della piarda lungo il Retrone con la concentrazione nell'area di scuole e istituzioni sportive.
Fu anche approvato un Piano Regolatore della città.

## L'espansione della città nel secondo dopoguerra
Nel secondo dopoguerra - dagli anni cinquanta agli anni ottanta, anche novanta - la città si espanse rapidamente nelle aree già agricole, attratte nel perimetro urbano intorno alle direttrici del traffico verso nord (Schio), verso ovest (Valdagno e Verona) e verso est (Padova), con la creazione di una miriade di nuove abitazioni, di piccole e medie imprese sparse sul territorio e di una rete viaria intasata dal traffico che richiedeva tratti di circonvallazione sempre più lontani dal centro. La programmazione non era sempre chiara, come testimonia la costruzione degli enormi complessi edilizi di viale Milano o l'impianto della Montecatini tra via Battaglione Framarin e via dei Cappuccini.
Come in tutta Italia, anche a Vicenza questa espansione urbanistica fu favorita dalla forte crescita economica della città e della provincia, cui conseguirono la speculazione edilizia, aiutata da facili finanziamenti, dal basso costo della manodopera, dall'approvazione costante della politica locale.
Data la natura prevalentemente cattolica della popolazione in quel periodo e del boom di bambini, nello sviluppo dei nuovi quartieri fu di grande importanza l'istituzione di nuove parrocchie che rapidamente assunsero la funzione di aggregazione delle comunità, con la creazione di chiese (di tipo conciliare) di oratori e di centri giovanili, spesso unici ambienti in cui la gente poteva ritrovarsi.

### I piani di risanamento e di sviluppo edilizio

#### Il Piano di Ricostruzione
In seguito alle "condizioni di particolare gravità" in cui si trovava alla fine della seconda guerra mondiale, anche la città di Vicenza fu inclusa nell'elenco delle città per cui era obbligatoria la stesura di un "piano di ricostruzione"; si trattava di un progetto volto a definire l'impianto della rete stradale e delle infrastrutture, le zone da destinare alla demolizione e alla ricostruzione, le aree per le nuove costruzioni, laddove se ne presentava la necessità e in attesa di un successivo "piano regolatore generale". In particolare doveva essere decisa la localizzazione di varie istituzioni pubbliche, come il Mercato ortofrutticolo, i Magazzini generali, il Foro Boario, il Macello comunale e il Palazzo di Giustizia.
Nel 1946 il progetto fu affidato all'ing. Giuseppe Chemello, discusso e approvato durante l'amministrazione del sindaco Luigi Faccio ed entrò in vigore nel 1949 ma, in realtà, pochi degli obiettivi trovarono attuazione, data anche la carenza di aree comunali idonee alle nuove localizzazioni.

#### Il Piano Regolatore Generale
Nel 1953, durante l'amministrazione del sindaco Giuseppe Zampieri, fu dato incarico al prof. Plinio Marconi di redigere il primo P.R.G. che fu approvato nel dicembre 1958. Esso tentò di mettere ordine al precedente piano di ricostruzione, con la strutturazione e l'omogenea distribuzione delle zone residenziali e la nuova viabilità intesa a decongestionare il traffico all'interno del centro storico.
Furono previste nuove zone residenziali come il Villaggio del Sole e il Villaggio della Produttività, zone che però furono ben presto raggiunte da un travolgente sviluppo edilizio.
In realtà Il piano rimase inapplicato anche a causa di numerosi problemi burocratici, si esaurì in pochi anni e con bassi indici edificatori. Data la forte crescita della popolazione e delle attività artigianali e industriali, il territorio venne ben presto assalito da un processo di irraggiamento che nessuna politica successiva fu in grado di fermare.

#### Il Piano Regolatore Intercomunale
In quegli anni un rapido processo di industrializzazione diffusa aveva ricoperto il territorio di aziende medie e piccole; nel decennio 1952-1962, superando ogni previsione, la popolazione del capoluogo era passata da 80.000 a 100.000 residenti, ma ancora maggiore era il numero di persone che entravano in città per lavoro. La porzione di territorio comunale che sembrava risentire maggiormente di questa urbanizzazione era soprattutto quella verso sud-ovest.
I comuni contermini di Creazzo, Sovizzo, Altavilla Vicentina e Montecchio Maggiore sembrarono attratti dalla stesura di un piano intercomunale, uno strumento urbanistico cioè che potesse contribuire alla loro crescita e trasformazione.
Così nel novembre 1961 al prof. Marconi, alla che aveva redatto il P.R.G. di Vicenza, fu affidato il compito di predisporre un Piano Regolatore Intercomunale, che avrebbe dovuto coordinare i P.R.G. dei comuni contigui. Lo schema di piano, redatto nel 1962, non fu però mai adottato per l'indisponibilità delle amministrazioni ad accettare regole e modalità di collaborazione.

#### Il Piano Zone e il primo P.E.E.P.
Insediatasi nel novembre 1962, la nuova amministrazione guidata da Giorgio Sala, che sarebbe rimasto sindaco fino al 1975, si trovò a dover affrontare il grave problema del reperimento di alloggi economici e popolari e quello di uno sfrenato consumo della superficie già utilizzata. A distanza di pochi mesi il Consiglio comunale adottò il Piano Zone per l'Edilizia Economica e Popolare (P.E.E.P.), rendendo Vicenza la prima città del Veneto e una delle prime d'Italia ad applicare la recente legge n. 167 del 1962. La legge indicava ai Comuni la strada per affrontare il problema della casa a domanda popolare, reperendo aree agricole con o senza esproprio, prevedendo servizi per la popolazione come aree verdi, parcheggi, piste ciclabili, scuole e asili, chiese, in un contesto di urbanizzazione diffusa.
Fu costituito l'Assessorato all'urbanistica e creata una commissione di professionisti locali, ai quali fu commissionato lo studio per l'individuazione delle aree in cui intervenire con l'edilizia pubblica, convenzionata e sovvenzionata. Dopo un paio di tentativi senza successo, il 28 giugno 1964 il Consiglio comunale adottò il Piano Zone prevedendone nove, corrispondenti a circa 180.000 ettari di territorio, che furono realizzate negli anni settanta tutt'intorno alla città: 
- I   - Maddalene
- II  - Laghetto
- III - Cattane
- IV  - San Pio X
- V   - San Lazzaro
- VI  - Mercato Nuovo
- VII - Bertesina
- VIII - Sant'Agostino
- IX  - Riviera Berica

Si trattava di un'urbanizzazione di tipo estensivo, tale da creare una rete intercomunale, rivolta verso aree dei Comuni contermini che si stavano sviluppando verso la città capoluogo.
Questi quartieri, peraltro, furono solo in parte autosufficienti per la dotazione di servizi ed edifici pubblici come avrebbero dovuto essere dei quartieri satellite; in ciascuno di essi rapidamente sorse un nucleo di grandi costruzioni popolari, alle quali si aggiunsero spesso in modo caotico abitazioni private, aziende e officine che usufruivano dell'urbanizzazione della zona.
In secondo luogo, il Piano Zone e i P.E.E.P. vennero utilizzati per lo più da una domanda residenziale di classe media, che quindi richiedeva maggiori spazi e rendeva insufficienti le aree acquisite; il numero complessivo degli abitanti non fu più di 18.500 rispetto ai 25.000 previsti.

#### Il Piano Particolareggiato del Centro storico
Nel 1963 iniziarono gli studi dell'architetto Mario Coppa, rivolto al degrado sempre maggiore del centro storico, messo anche in relazione all'impostazione del Piano Zone, che avrebbe portato la popolazione a risiedere molto al di fuori dal centro.
Egli prevedeva, così, di trovare soluzioni per le coppie giovani che avessero voluto venire ad abitare in centro città e, nello stesso tempo, a trovare soluzioni per snellire la viabilità e garantire zone centrali di parcheggio. Altri problemi erano quelli di eliminare le carenze igienico-funzionali delle abitazioni, di reperire sedi per la formazione universitaria, di accrescere con sedi adeguate il ruolo del nucleo urbano come capoluogo di provincia, di valorizzare gli aspetti turistici della città con adeguati alberghi.
In realtà passò fin troppo tempo prima dell'approvazione del piano. Nel frattempo solo gli edifici artisticamente più importanti ebbero delicati interventi di restauro, mentre per l'edilizia minore la tecnologia corrente fu applicata senza troppo riguardo per gli aspetti storico-ambientali. Il piano previde la costituzione di "comparti", cioè di gruppi di isolati da ristrutturare, ma questo avvenne solo per i due comparti delle Barche e di Santa Lucia.

#### La Variante al P.R.G.
Un altro problema era dato dal fatto che, già verso la fine dell'Ottocento e nella prima metà del Novecento, la città si era industrializzata con la costruzione, subito al di fuori delle mura, di alcuni importanti aziende come il lanificio e il cotonificio Rossi, la produzione di cambi di bicicletta Campagnolo, l'industria farmaceutica Zambon, le acciaierie e ferriere Beltrame; complessi così invadenti e inquinanti che, a partire dagli anni sessanta, venne deciso di spostarli lontano dal centro cittadino.
Anche per questi motivi, molto presto si cominciò a pensare a una "Variante" del Piano Regolatore Generale, pur senza riuscire, nonostante le proposte e le elaborazioni progettuali, a definirla sino alla fine degli anni settanta. Essa fu approvata dal Consiglio comunale a fine luglio 1979 e dichiarata esecutiva dalla Regione Veneto il 24 giugno 1983; prevedeva l'attuazione di nuovi piani particolareggiati di edificazione edilizia nelle seguenti zone:
- I   - Fornaci Lampertico
- II  - ex-Fornaci Lampertico
- III - Sant'Agostino
- IV  - Pomari
- V   - Ferrotramvie
- VI  - Gresele
- VII - Beltrame
- VIII - Zambon Sud
- IX  - Zambon Nord
- X   - Laghetto - viale Dal Verme
- XI  - Fro Maltauro
- XII - ex-Carceri San Biagio

in gran parte su aree lasciate libere dalle dismissioni di industrie storiche.

### Problemi e realizzazioni del secondo millennio

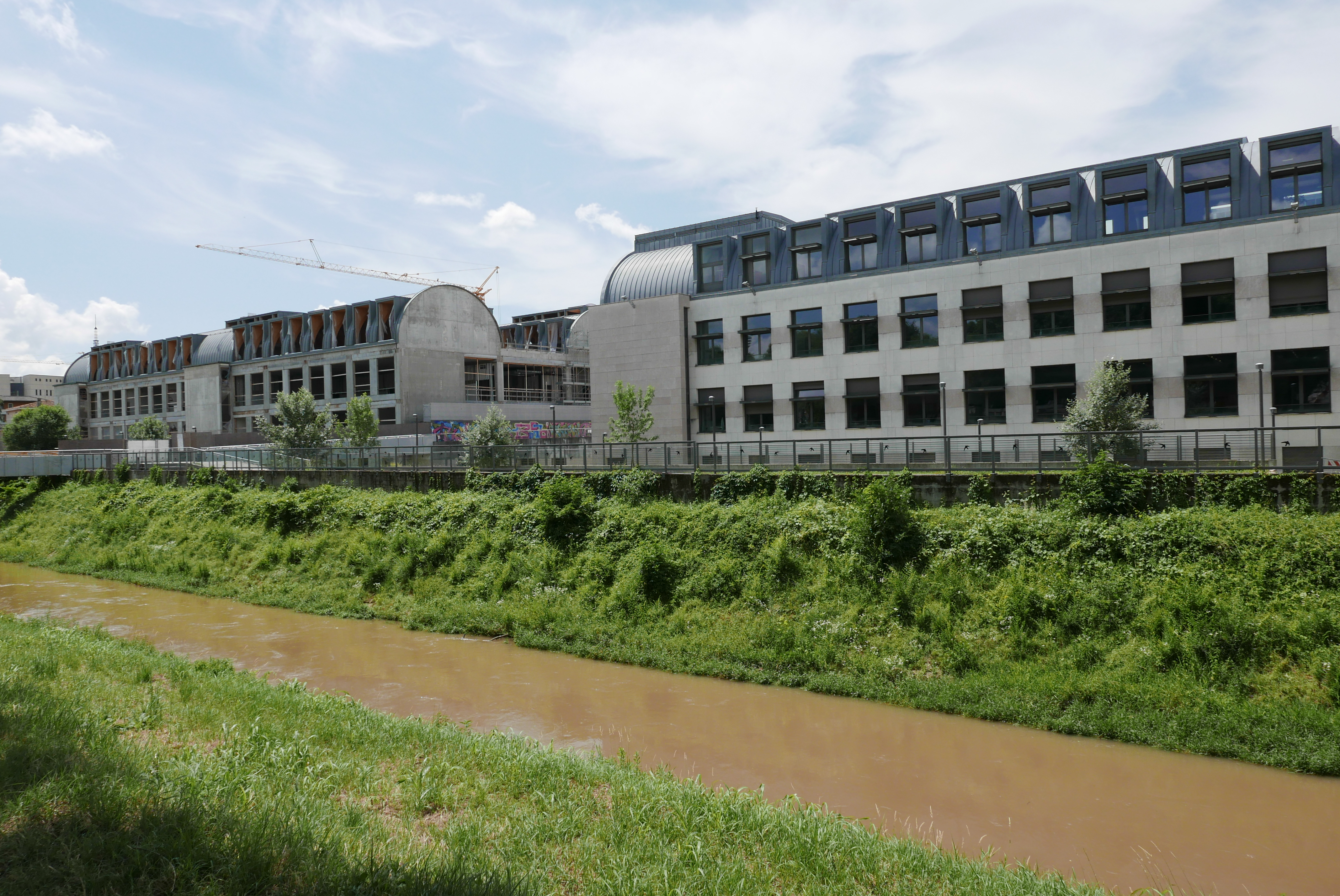
Palazzi dell'Università

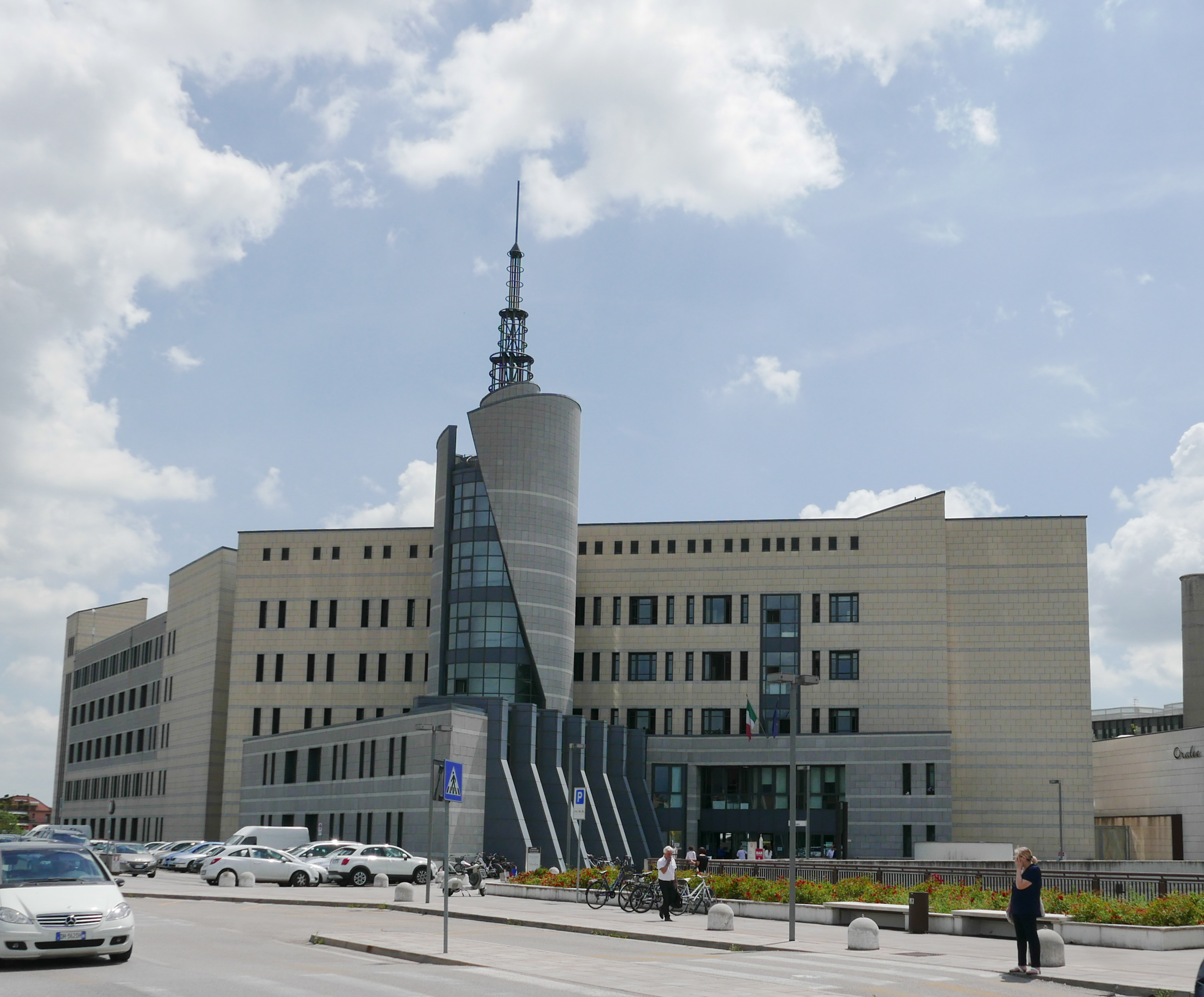
Palazzo di Giustizia

Negli anni più recenti il Comune ha dovuto affrontare una serie di problemi dovuti all'insufficienza dei servizi esistenti, alla necessità di crearne di nuovi e al sempre maggiore intasamento del traffico nel centro della città.
Già negli anni ottanta il vecchio carcere di San Biagio, ubicato nel centro della città e che presentava non pochi problemi logistici, era stato spostato in un nuovo edificio, costruito secondo i canoni della massima sicurezza, ai margini del quartiere residenziale di San Pio X.
La presenza sempre maggiore a Vicenza di sezioni distaccate di Università del Veneto ha fatto sì che, nell'area compresa tra viale Margherita e il fiume Bacchiglione, nel 2009 sia stato costruito un grande edificio, in cui ha sede il Polo universitario di Vicenza delle Università degli Studi di Verona e di Padova. All'altro capo del Borgo nel 2004 era già stato ristrutturato l'antico convento di San Silvestro che oggi ospita appartamenti destinati agli studenti universitari e altri alloggi dell'ESU.
Nella vasta area compresa tra il Bacchiglione ed il Retrone prima della loro confluenza, in precedenza occupata dall'ex cotonificio "Rossi", invece, nel 2010 è stata ultimata la costruzione del nuovo Palazzo di Giustizia di Vicenza, destinato ad accogliere tutti gli uffici e le attività connesse della sede di Santa Corona e quelli del Tribunale di Bassano del Grappa. Contestualmente al Tribunale sono stati realizzati nuovi edifici sia direzionali/commerciali che residenziali.

#### Restauro della Basilica Palladiana e riqualificazione del sistema piazze

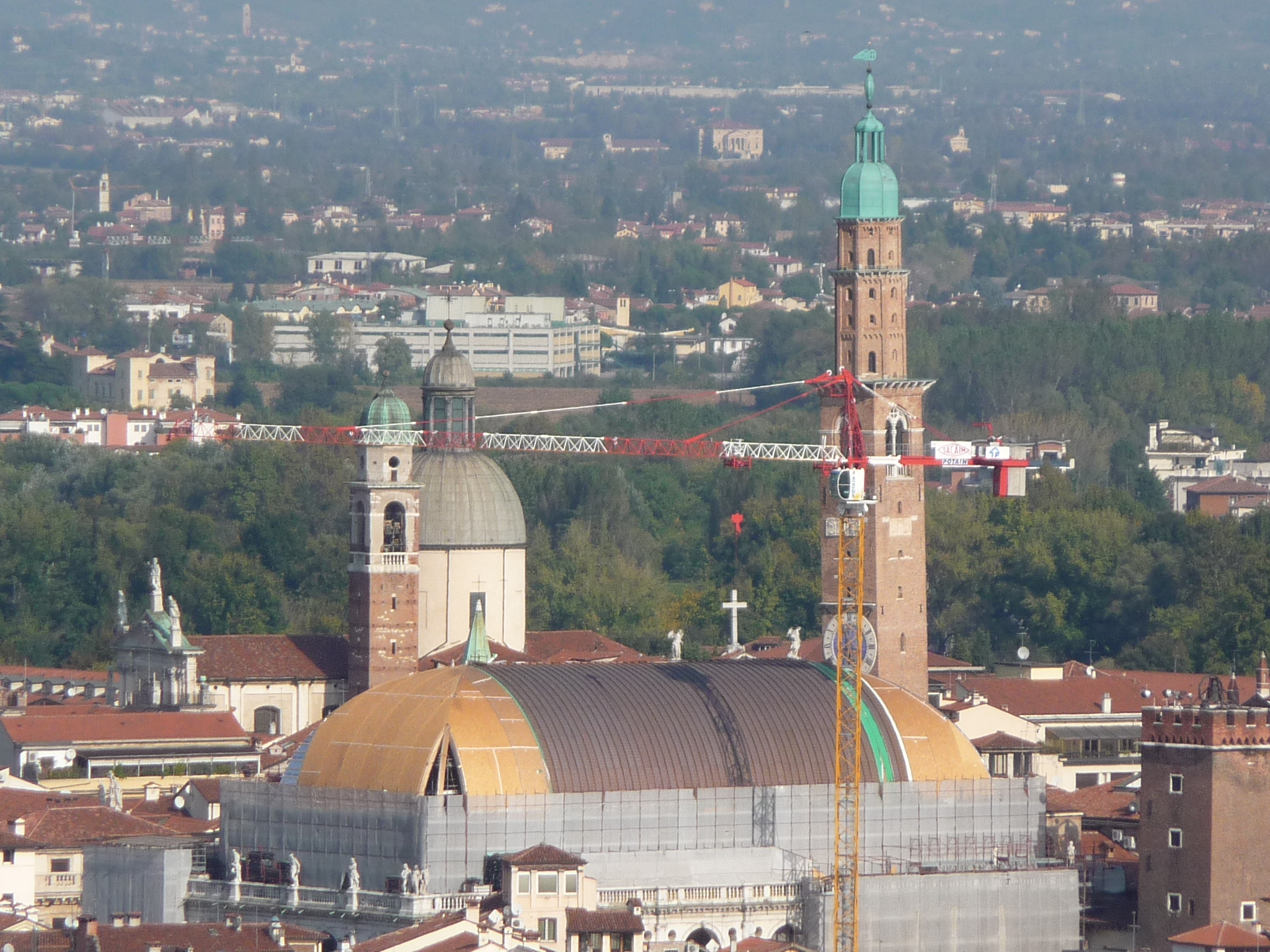
I lavori di restauro alla Basilica Palladiana

Si tratta del più importante intervento a uno dei monumenti simbolo della città dal dopoguerra. I lavori, iniziati nel gennaio del 2007, si sono conclusi nell'ottobre del 2012 per un costo di 15.000.000 di euro. La copertura in rame è stata rimossa per permettere di levare gli arconi in cemento armato che sorreggevano la cupola (installati dopo il suo crollo a causa dei bombardamenti del 1945) e sostituiti con archi in legno lamellare dell'Alto Adige. L'edificio è stato pulito, restaurato e consolidato in tutte le sue parti e sono state completamente rifatte tutte le reti impiantistiche.
Nel corso degli ultimi mesi le parti restaurate sono state progressivamente svelate e sono state promosse iniziative che hanno consentito di vivere il cantiere, come ad esempio, Una volta ogni 450 anni, ovvero la visita al cantiere stesso (con record di presenze), l'installazione sull'impalcatura di un maxi schermo dove venivano proiettate video sulla città e sulle sue bellezze (denominata Palladio Infinito).
Nel frattempo è già stata restaurata la Loggia del Capitaniato.

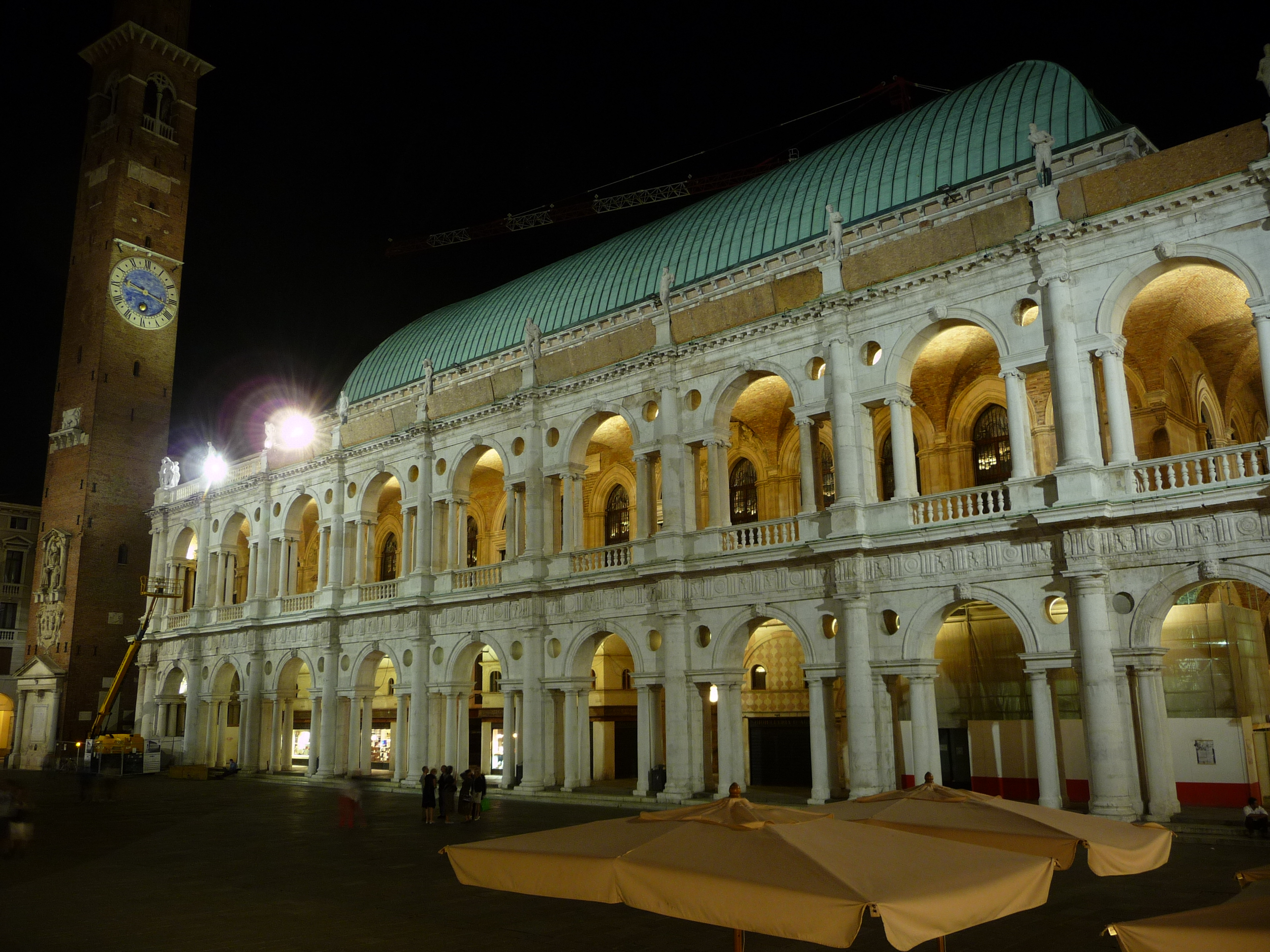
La Basilica Palladiana, valorizzata dal nuovo sistema di illuminazione

Un nuovo e suggestivo sistema di illuminazione, costituito da 120 proiettori a LED che dirigono fasci di luce bianca su Basilica, torre Bissara, Loggia del Capitaniato e Monte di Pietà, è stato ufficialmente inaugurato il 18 settembre 2011 con un concerto gratuito di Ennio Morricone.
L'ufficiale riapertura della Basilica è avvenuta il 5 ottobre 2012 con l'inaugurazione della mostra Raffaello verso Picasso. Storie di sguardi, volti e figure.
Al restauro della Basilica Palladiana è stato assegnato il "Premio dell'Unione Europea per il Patrimonio culturale - Concorso Europa Nostra 2014” per la conservazione del patrimonio culturale.

#### Nuovo polo universitario
È stato progettato in viale Margherita, nell'area denominata "Mezzalira ex CosMa", su una superficie di 16.600 metri quadrati, un nuovo polo universitario. I lavori (iniziati nel 2006 e ultimati, per quanto riguarda la prima struttura, nel 2009) sono stati suddivisi in due stralci: il primo (per un costo di 8.441.000 euro) che prevedeva la costruzione di un primo edificio, il secondo (per un costo di circa 6.000.000 di euro) prevede di sistemare gli esterni del complesso, le passerelle di accesso e le vie di sbocco verso viale Margherita, e la realizzazione di un secondo edificio da adibire una sala convegni-auditorium.
Il primo edificio che è già stato ultimato insiste su un rettangolo di 35 x 45 metri, suddiviso in tre corpi paralleli. Il piano terra è riservato ai garage, con 37 posti auto e 121 posti per ciclomotori; il primo livello è destinato a un grande atrio con la portineria, la segreteria studenti, locali destinati a uffici e due aule da 60 e 120 posti; il secondo livello ospita tre aule rispettivamente da 60, 120 e 240 posti, affacciate su un grande atrio parzialmente a doppia altezza, con una reading-room; il terzo livello è destinato agli uffici, cinque stanze per i professori, tre per seminari, una sala riunioni, un locale CED e un laboratorio informatico, la biblioteca.
La sala convegni ha una capacità di 300 posti e unisce i due livelli dell'edificio; al primo livello si trova un'ampia hall con caffetteria e servizi, separata dalla zona universitaria da una grande vetrata.
Il corpo centrale serve da atrio e spazio di relazione ed è a due (e parzialmente a tre) livelli, con grandi ballatoi.
È illuminato naturalmente dalle grandi vetrate alle estremità e parzialmente dall'alto, attraverso i grandi vuoti ricavati nel solaio al secondo livello. La copertura dei due corpi esterni e di quello centrale è a botte, con alcune terrazze.
A lavori ultimati questo sarà il principale polo universitario cittadino.

#### Nuovo tribunale e nuovo quartiere borgoberga
La costruzione del nuovo palazzo di giustizia è avvenuta a Borgo Berga (non lontano dalla nuova università) nell'area dell'ex cotonificio "Rossi" su una superficie di 24.000 metri quadrati (15.800 fuori terra, 8700 entro terra) per un costo di circa 24.000.000 di euro interamente provenienti dal Ministero di Grazia e Giustizia. In questo caso, i lavori (iniziati nell'estate del 2006) hanno previsto la demolizione del fabbricato preesistente, la creazione di una struttura dotata di 1 aula per i processi della Corte di Assise, 2 aule penali, 3 aule per il Giudice per le indagini preliminari e per il Giudice per le udienze preliminari, 4 aule civili collegiali, la biblioteca, 2 aule penali e 3 aule civili per il giudice di pace, i locali a servizio dei magistrati del tribunale e della procura, degli ufficiali giudiziari, della polizia giudiziaria, comprese 30 postazioni per le intercettazioni.
L'edificio è stato completato nell'estate del 2010, mentre nei primi giorni di settembre 2012 è stato aperto l'anello viario del Tribunale, concepito per alleggerire il carico di traffico nella zona di Borgo Berga, e i nuovi parcheggi a servizio della zona.
Contestualmente al tribunale sono stati realizzati e si stanno realizzando nuovi edifici sia direzionali/commerciali che residenziali progettati dall'architetto portoghese Gonçalo Byrne e dal paesaggista João Nunes.

#### Riqualificazione e ampliamento della Fiera di Vicenza
Nel febbraio del 2008 è stato aggiudicato l'appalto per la riqualificazione del polo fieristico berico. I lavori prevedono la demolizione di 32.000 m² di padiglioni e la successiva realizzazione di 56.000 m² di nuova area espositiva, la creazione di una nuova immagine architettonica del quartiere fieristico (caratterizzata da una "chiocciola" che verrà distrutta per lasciare posto a un nuovo elemento centrale, a pianta circolare definito “magnete” alto circa 25 metri), la realizzazione di nuovi ristoranti, sale riunioni e uffici, l'ampliamento delle aree di sosta per lo scarico e carico delle merci, la realizzazione di un nuovo parcheggio multipiano da 1.200 posti. Sarà rifatto l'ingresso ed è prevista la creazione di nuovi parcheggi anche sul tetto della struttura, dove saranno collocate piante e aiuole.
La sfida del progetto è rappresentata dalla difficoltà di operare una radicale trasformazione del quartiere senza compromettere l'attività espositiva (che continuerà regolarmente) durante il corso dei lavori.
Il costo totale dell'opera è di 67.000.000 di euro.